# Салическая правда
Сали́ческая пра́вда (лат. Lex Salica; первоначальная редакция известна как Pactus legis Salicae), или Сали́ческий зако́н, — свод обычного права германского племени салических франков, одна из наиболее ранних и обширных варварских правд. Древнейший текст памятника, записанный на вульгарной латыни, был создан в начале VI века при короле Хлодвиге I и состоял из 65 глав («титулов»), содержавших преимущественно перечисление штрафов за правонарушения и изложение различных процессуальных процедур; ряд правил регулирует семейные, вещные, обязательственные и наследственные отношения. В эпоху Меровингов Салическая правда была дополнена положениями ряда королевских капитуляриев; в начале IX века подверглась переработке, став основой для законодательных реформ Карла Великого. Несмотря на то, что первоначально основной целью составления Салической правды была фиксация исконных древнегерманских обычаев, наряду с архаичными нормами она содержала институты переходного характера, свидетельствующие об изменениях в жизни германцев периода Великого переселения народов.
Сохранившись во множестве списков, редакций и вариантов, записывавшихся на протяжении столетий, Салическая правда является одним из ценнейших источников по истории социально-экономических и правовых институтов раннесредневекового германского общества, в течение V—VI веков столкнувшегося с исчезающей античной цивилизацией и создавшего новый общественный строй в Западной Европе, в современной литературе относимый к эпохе германского железного века. Несмотря на крайнюю фрагментарность правового регулирования, как акт консолидирующего характера оказала значительное влияние на становление немецкого права. Хотя после распада Франкского государства Салическая правда утратила своё значение, закреплённое в ней правило об отстранении женщин от наследования недвижимости сыграло важную роль в разрешении французских династических кризисов XIV века, став юридическим обоснованием салической системы престолонаследия.

## История создания Салической правды

### Салические франки. Обычное право германцев

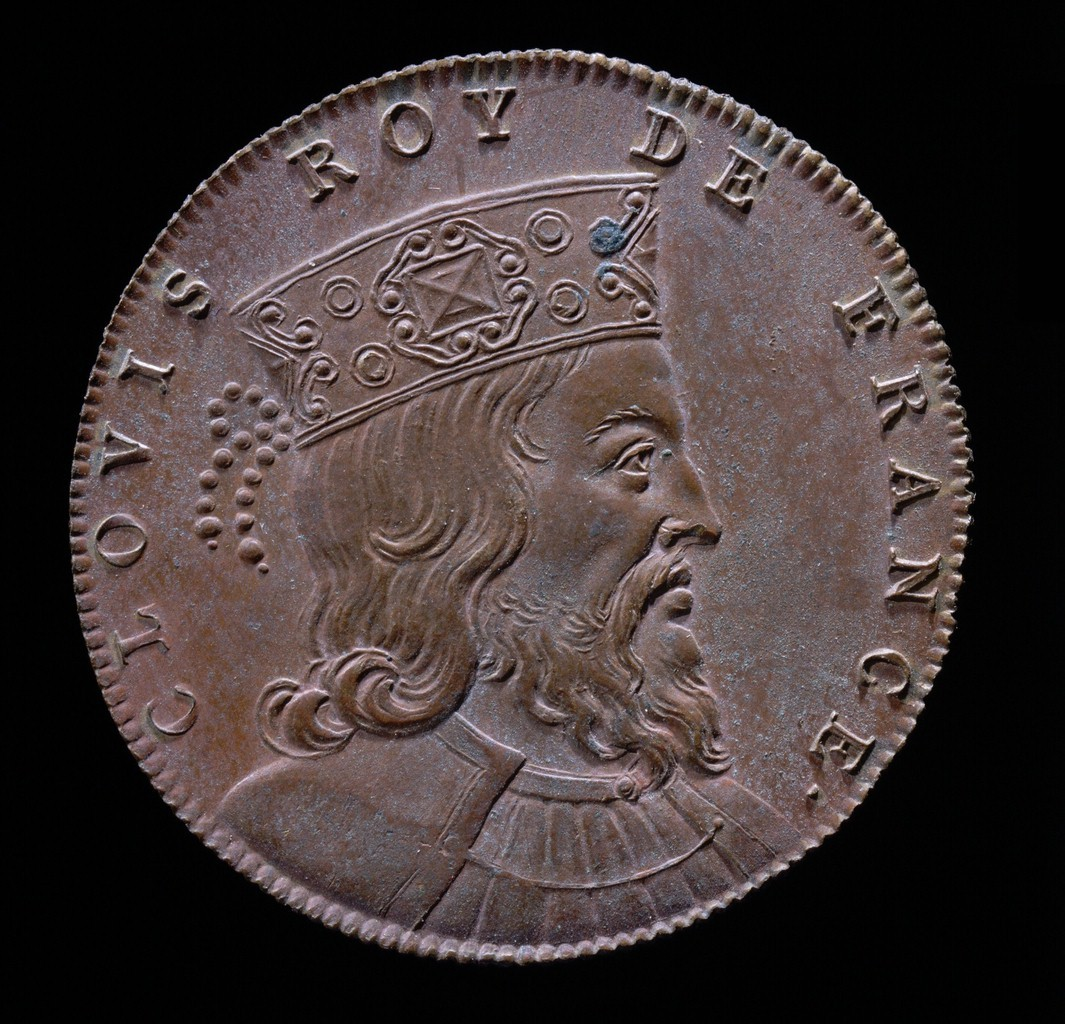
Хлодвиг I. Медаль Ж. Дасье

Территория салических франков в конце V века

Первые упоминания о франках относятся к III—IV векам н. э., когда эти древнегерманские племена начали мигрировать на территорию Римской Галлии. Хотя римляне первоначально успешно сдерживали натиск варваров, впоследствии им пришлось допустить поселение на территории Галлии целых франкских племен. По свидетельству Аммиана Марцеллина, первыми из франков, получившими разрешение осесть в пределах Римской империи и ставшими римскими федератами, стали племена, «которых обычно называли салийцами» (лат. eos videlicet quos consuetudo Salios appellavit), или салические франки. Родиной салических франков принято считать Батавский остров, описание которого имеется в «Записках о Галльской войне» Цезаря и «Германии» Тацита, — сравнительно небольшой регион в устьях Рейна, западной границей которого был берег Северного моря. Население Батавского острова, распространившись по морскому побережью, получило название салических, то есть приморских франков, от кельтского слова «sal» или «sale», означавшего «море». Предположительно в 70-х годах V века салические франки расторгли союзнические отношения с Западной Римской империей, а в 481—482 годах одним из королей салических франков стал Хлодвиг I, который к началу VI века объединил под своей властью значительную часть Галлии, уничтожив остатки Римской империи — королевство Сиагрия и создав могущественное Франкское государство.
Ещё до переселения народов у салических франков и в других германских племенах действовали правовые обычаи, которые хранились в памяти старейшин — знатоков права, излагавших его на народных собраниях — тингах. Для древних германцев, как и других варваров, было характерно крайне консервативное отношение к обычаям: Тацит отмечал, что в Германии «добрые нравы имеют бо́льшую силу, чем в других странах хорошие законы» (лат. plusque ibi boni mores valent quam alibi bonae leges). Радикальные изменения в устоявшихся нормах не допускались, к тому же традиционный образ жизни варваров исключал какие-либо серьёзные сдвиги в правовом регулировании. Однако начавшаяся в III—IV веках германская миграция поставила под угрозу традицию устной передачи обычаев от поколения к поколению. Кроме того, народное право германцев могло подвергнуться изменениям вследствие влияния римского права, что оставалось неприемлемым для самосознания древнегерманского общества. В целях сохранения незыблемости неписаных норм поведения, а также предоставления судам руководства для рассмотрения дел вожди и короли ряда германских варварских королевств инициировали письменную фиксацию обычаев. Таким образом, в результате соприкосновения с галло-римской культурой появились новые, неизвестные прежнему правопорядку источники права — записанные на народной латыни варварские правды, представлявшие собой сборники германского обычного права, в некоторых случаях с прибавлением норм из королевских актов. В числе первых были созданы Вестготская и Бургундская правды; чуть позже была составлена и варварская правда салических франков — Салическая правда.

### Составление и особенности применения Салической правды

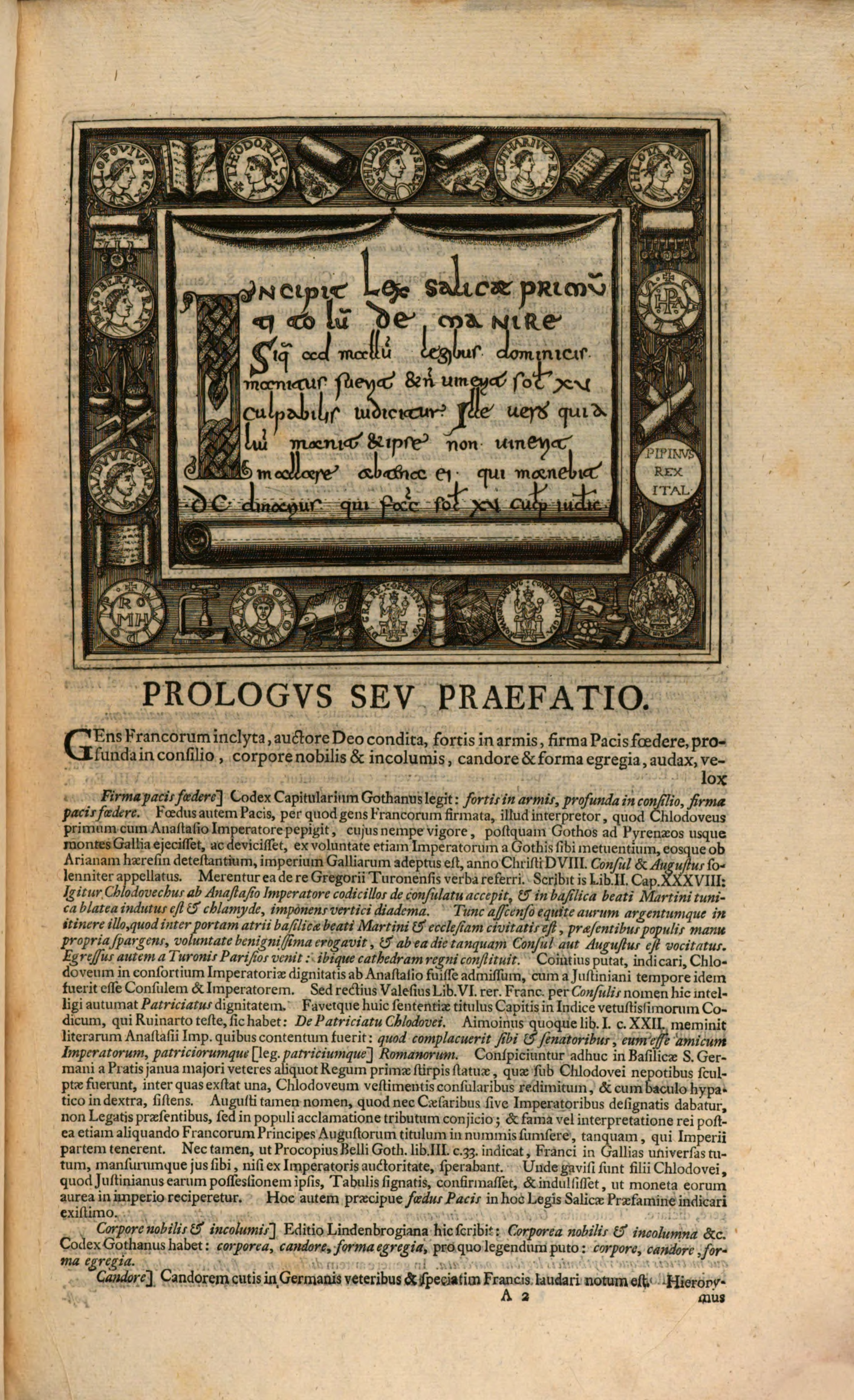
Начало пролога к Салической правде. Издание 1720 года

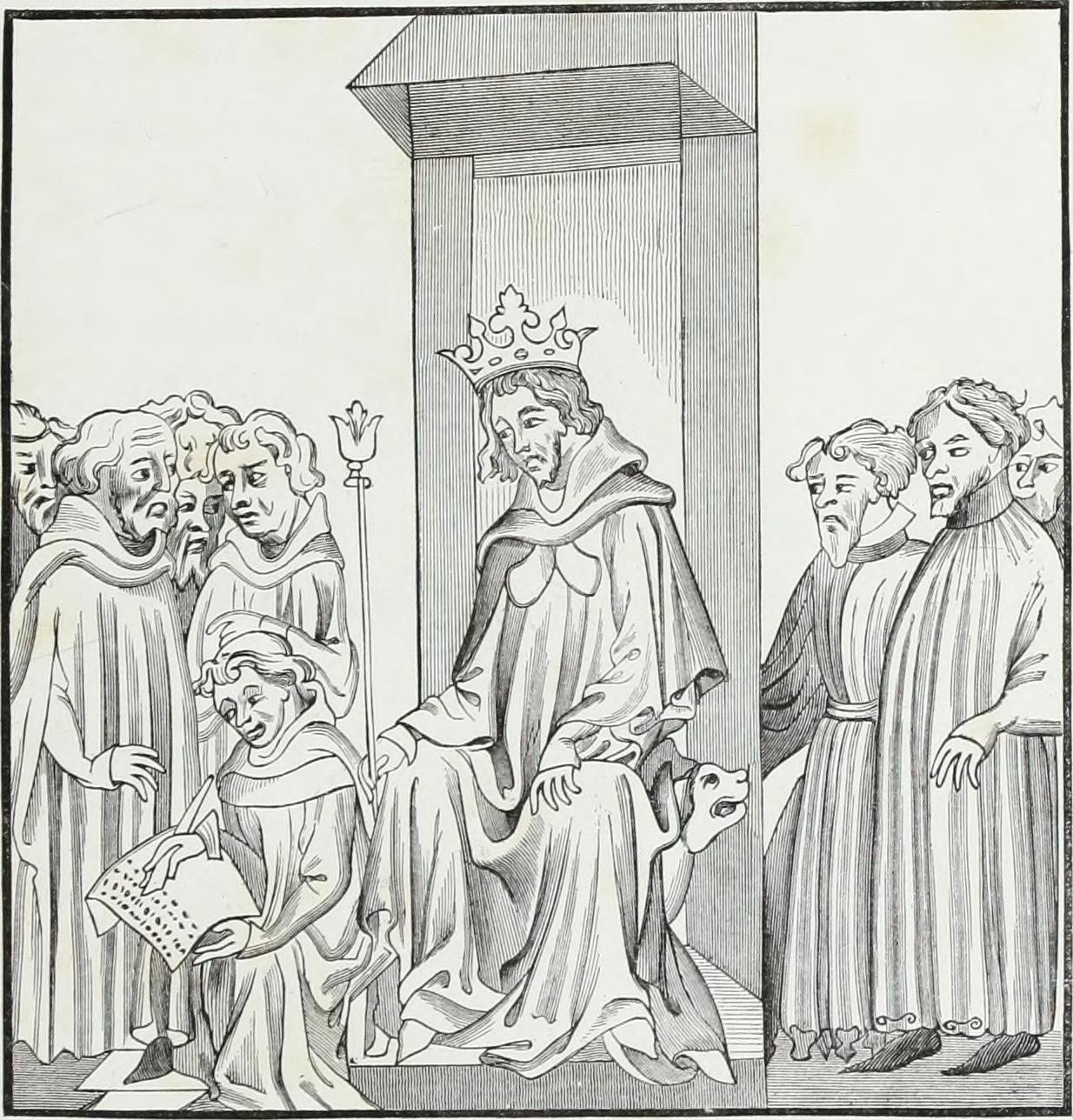
Король франков дарует народу Салическую правду. Французская миниатюра XIV века

Условными границами действия Салической правды в соответствии с данными её титула XLVII принято считать Угольный лес на севере и реку Ligere или Ligeris на юге. В зависимости от решения вопроса, является ли эта река притоком бельгийской Шельды или известной Луары во Франции, местом и временем издания Салической правды в литературе считали или древние поселения салических франков в областях современной Бельгии во времена до завоевания ими Римской Галлии, или завоеванные Хлодвигом обширные области современной Франции до Луары, в период, последовавший после сражения при Суассоне. Историк права Г. Бруннер, основываясь на ряде характерных исторических особенностей Салической правды (свидетельства сильной королевской власти, реформа принятого франками римского солида, заключающаяся в делении не на 24, а на 40 денариев), а также на других данных, высказал мнение, что первоначальный текст Салической правды был записан в последние годы правления Хлодвига, скорее всего — между 507 годом (дата битвы при Вуйе, в результате которой Хлодвиг изгнал из Галлии вестготов и окончательно упрочил свою власть) и 511 годом (год смерти этого короля). В литературе встречаются и другие датировки (например, 507—557 годы), однако они не учитывают, в частности, отсутствие в древнейшей редакции Правды существенного влияния христианства.
Историки не располагают точными сведениями о формальном авторстве Салической правды. В двух прологах к Салической правде, имеющих характер эпических произведений и составленных значительно позже основного текста, говорится, что Правда была составлена четырьмя выборными мужами, которых согласно прологу I звали Визогаст, Бодагаст, Салегаст и Видогаст, а согласно прологу II — Визогаст, Салегаст, Арогаст и Видогаст. Как указывается в прологах, эти четверо мужей, собравшись на три заседания, тщательно обсудили все поводы к тяжбам и вынесли о каждом из них отдельные решения, с течением времени исправленные королями Хлодвигом, Хильдебертом и Хлотарем. Имена четверых законодателей мифологичны («gast» — «муж», «человек») и, видимо, образованы из названий местностей (Сальхаме, Бодохаме, Видохаме), сохранившихся в народной традиции («heim» — «деревня», «поселок»). В ходе законодательной деятельности представители франкской верхушки не могли напрямую транслировать свои установления, опираясь на силу «народных обычаев» или устной передачи прецедентов: необходимы были специфические механизмы, позволяющие обосновать кодификацию правовых норм в представленном виде и воспрепятствовать их нарушению. Таким механизмом явилось законодательное мифотворчество — введение фигур «мудрецов» или «старейшин», образом которых франкские правители воспользовались для легитимации своего законодательства. Кроме того, один из прологов указывал в качестве источника Правды договоренность между королевской властью и свободными соплеменниками («было угодно франкам и установлено между ними и их вождями отсечь, в целях сохранения внутреннего мира, все ненавистные поводы к спорам»); древнейшая редакция памятника часто обозначается в источниках как Pactus legis Salicae (лат. pactus — договор).
Составители Салической правды исходили из практической цели зафиксировать лишь те положения обычного права, которые являлись трудными или спорными и потому нуждавшимися в письменном оформлении, или которые требовали строгого тарифного регулирования во избежание недоразумений при вынесении приговоров. В связи с этим Правда не является полным изложением правовой системы салических франков и носит явно фрагментарный характер: в неё не были включены обычаи и процедуры, которые считались общеизвестными. В ряде памятников встречаются решения, вынесенные «по Салическому закону» (лат. secundum legem salicam), однако текст Правды не дает каких-либо оснований для этих решений, что указывает на то, что многие из обычаев салических франков так и не были кодифицированы.
Нормы Салической правды основывались преимущественно не на территориальном, а на личном принципе применения. Франки не могли реципировать действовавшее в Галлии римское право, противоречившее их традициям и общественному строю, а с другой стороны, не были заинтересованы в дополнительных усилиях по введению среди завоеванного населения собственного обычного права, которое мало подходило для галло-римской цивилизации. При таких обстоятельствах лучшим выходом из создавшегося положения оказалось решение придерживаться древнегерманского принципа «quemlibet sua lege vivere» («всякий человек волен жить по своему закону»), то есть предоставить каждому народу жить согласно его правовой системе при условии, чтобы эта мера не противоречила единству нового государства. Таким образом, в условиях общего для всех судебного и административного устройства Салическая правда действовала в тяжбах между салическими франками; по делам галло-римлян применялся свод римского права — Кодекс Феодосия, среди других германских народностей, находившихся под властью Франкского государства, — их собственные варварские правды. В случае смешанного процесса применение права по существу дела решал закон подсудимого или ответчика; Салическая правда содержит также немногочисленные нормы, регулирующие отношения с участием римлян. Для применения той или иной правовой системы решающее значение имел критерий рождения; к замужней женщине применялось право её мужа, а к вольноотпущенникам — то право, в форме которого произошёл отпуск на волю.

### Позднейшие редакции и добавления к Салической правде

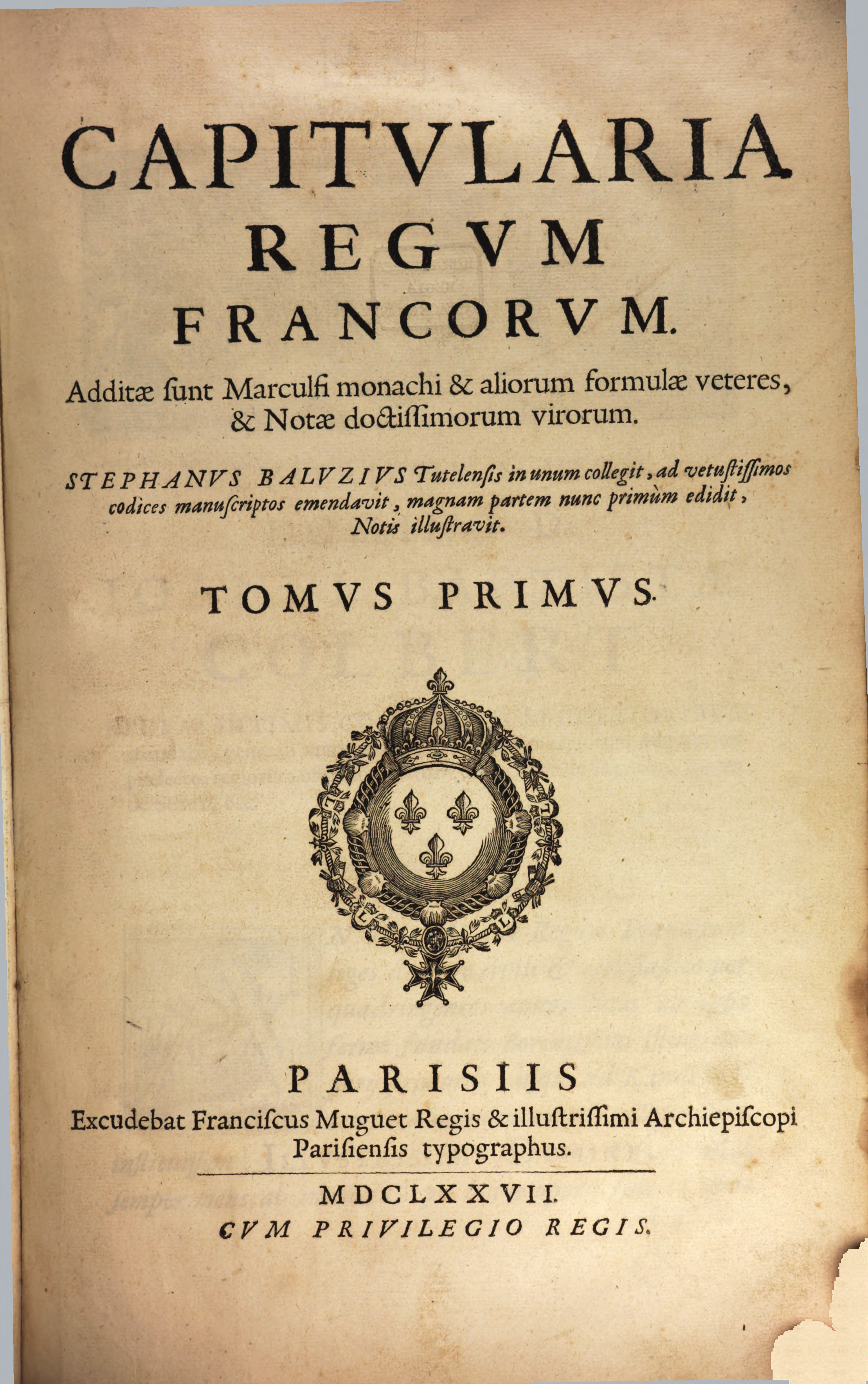
Собрание капитуляриев франкских королей, опубликованное в 1677 году

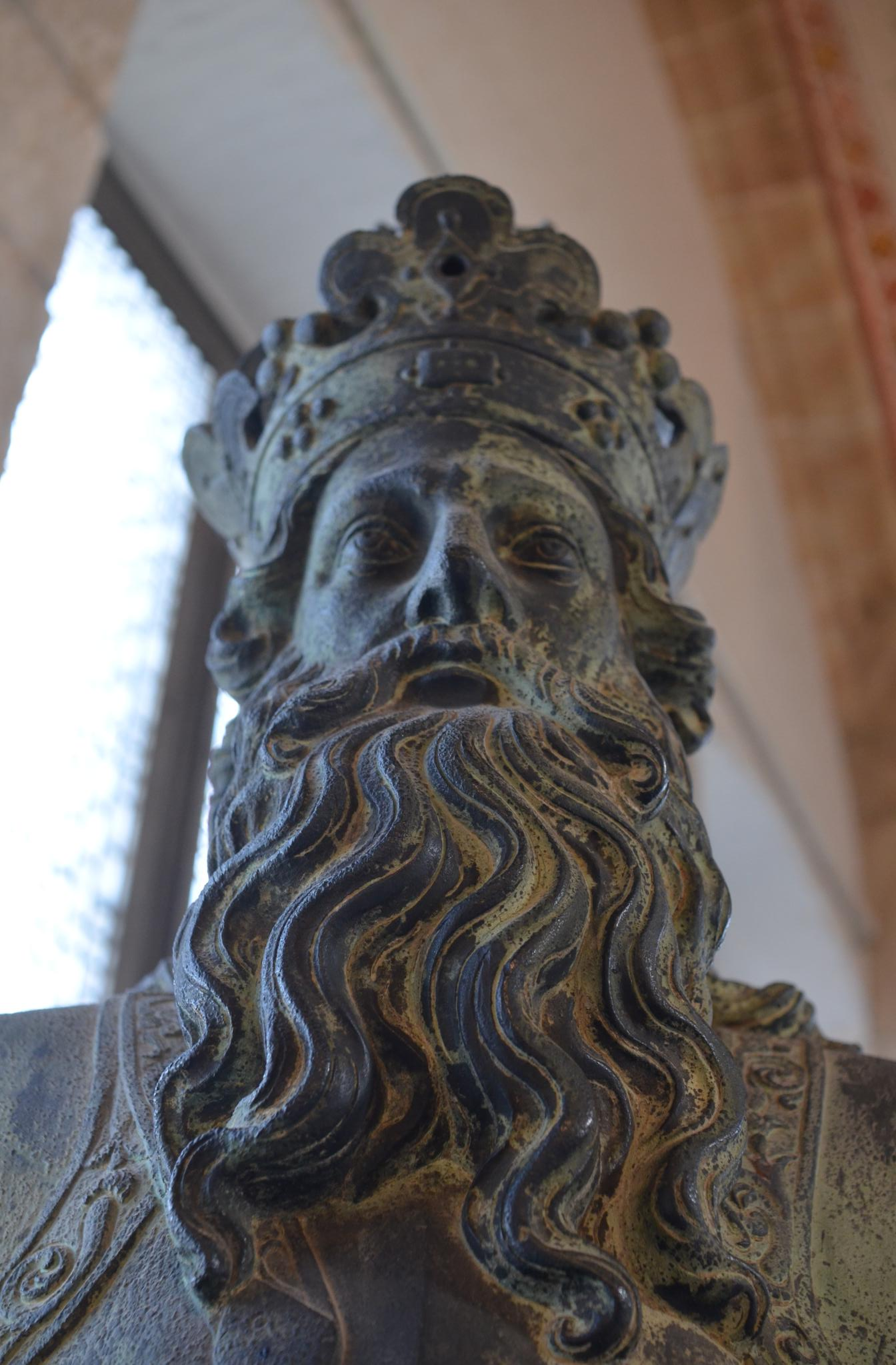
Статуя Карла Великого в Ахене

По общепринятому мнению исследователей, древнейший из известных текстов Салической правды состоит из 65 титулов. Остальные титулы являются позднейшими добавлениями и изданы в форме шести капитуляриев меровингских королей. Поскольку эти капитулярии рассматриваются как логическое продолжение текста Салической правды, нумерация их титулов в позднейших научно-критических изданиях начинается с цифры 66. Современная нумерация меровингских салических капитуляриев осуществлена К. А. Экхардтом. Капитулярий I (титулы 66—78) издан самим Хлодвигом, то есть датируется временем до 511 года. Капитулярий II (титулы 79—93), также именуемый Договором о соблюдении мира государей Хильдеберта и Хлотаря (лат. Pactus pro tenore pacis domnorum Childeberti et Chlotarii regum), относится к промежутку между 511 годом (год смерти Хлодвига I) и 558 годом (год смерти Хильдеберта I). Капитулярий III (титулы 94—105) издан в последние годы правления королей Хильдеберта и Хлотаря. Капитулярий IV (титулы 106—116) или эдикт Хильперика (лат. Edictum Chilperici), датируется в целом временем этого короля (561—584). Капитулярий V (титулы 117—133), возможно, был издан чуть раньше эдикта Хильперика и возник во времена правления того же короля. Капитулярий VI, также известный как Декрет Хильдеберта II (лат. Decretus Childeberto), представляет собой самостоятельный закон, изданный для королевства Австразия; время его издания датируется наиболее точно — 596 годом. Помимо капитуляриев, в эпоху Меровингов (во второй половине VI или начале VII века) были созданы два эпилога к Салической правде; они возникли официальным путем, будучи записями, сделанными в королевской канцелярии, и содержали краткую историю создания различных частей Правды вплоть до середины VI века. В конце VI века был записан краткий пролог и в начале VIII века — длинный пролог к Салической правде; оба пролога отражали тенденцию к легитимации королевской власти не только на основе исторических событий, но и на основе цитат из других источников (например, Библии). К этой же эпохе относится составление частной работы «Sententiae de septem septenis», представляющей собой систематическое перечисление штрафов.
При династии Каролингов руководители государства предприняли составление нового текста Салической правды с целью устранить запутанность различных источников, внести ясность в древний текст и очистить его от искажений латинского языка. Новый текст закона, который являлся незначительной переработкой древнего текста в 65 титулов и из которого удалили так называемую мальбергскую глоссу (вставленные в латинский текст отдельные слова и названия на древнефранкском языке), содержал 70 титулов. Эта редакция Салической правды получила название Lex Salica Emendata («исправленная Салическая правда» или Эмендата); также она известна как Karolina (Каролина, то есть «закон Карла Великого»), поскольку значительная часть её рукописей была создана во времена этого императора. Датировка Эмендаты связывается с Ахенским собором 802 года, где было инициировано внесение исправлений в ряд варварских правд, включая Салическую и Рипуарскую правды. Как отмечается в Лоршских анналах, помимо приглашения в октябре 802 года в Ахен лиц духовного звания «император в то же самое время, когда происходил этот собор, собрал герцогов, графов, и прочему христианскому народу вместе с законодателями положил прочитать все законы в своем королевстве и передать каждому свой закон, и улучшить [закон] в тех местах, где это требовалось, и записать улучшенный закон, и [приказал], чтобы судьи судили по писаному [закону] и не принимали даров». Эмендата является наиболее поздней из полных редакций Салической правды; кроме того, к периоду Каролингов относится капитулярий, известный как «Главы Салического закона» (лат. Capitula legis Salicae) и датируемый пятым годом правления императора Людовика Благочестивого (818—819), а также частная работа — указатель «Итог Салического закона» (лат. Recapitulatio legis Salicae), представляющий собой систематический список с перечислением размеров штрафов по характеру нарушений закона. Также имеется правовой источник начала IX века, опубликованный А. Пейроном под заглавием «Leges Ineditae» и происходящий из Северной Италии, с территории, перешедшей после смерти Людовика Благочестивого под власть Лотаря; он состоял из 12 глав и впоследствии был переиздан под названием «Extravagantia B».
К началу IX века отдельные части огромной империи, сложившейся при Карле Великом, настолько отличались друг от друга, что Карл и его преемники были вынуждены издавать отдельные законы для итальянских, испанских и некоторых германских областей, к числу которых относились, в частности, Саксонские капитулярии Карла Великого, Capitula Italica Пипина, Constitutio de Hispanis Карла Лысого и др. Как замечал Монтескьё, «законы салические, бургундские и вестготские находились в большом пренебрежении к концу царствования государей второй династии, а в начале третьей о них уже почти ничего не было слышно. <…> Со времени учреждения крупных феодов государи… не посылали более своих уполномоченных в провинции для наблюдения за исполнением изданных ими законов». После раздела Каролингской империи между сыновьями Людовика Благочестивого, а также издания Кьерзийского капитулярия Карла Лысого, санкционировавшего политическую самостоятельность графств и фактическую ликвидацию централизованной судебной системы, Салическая правда постепенно утратила значение действующего источника права, уступив место французским кутюмам, немецкому «общему праву», а также многочисленным хартиям сеньоров, которые стали издаваться с наступлением эпохи феодальной раздробленности. Помимо распада централизованного государства забвению писаного закона и возвращению к неписаным обычаям в значительной степени способствовал общий культурный упадок периода тёмных веков европейского Средневековья.

## Издания и классификация текстов Салической правды

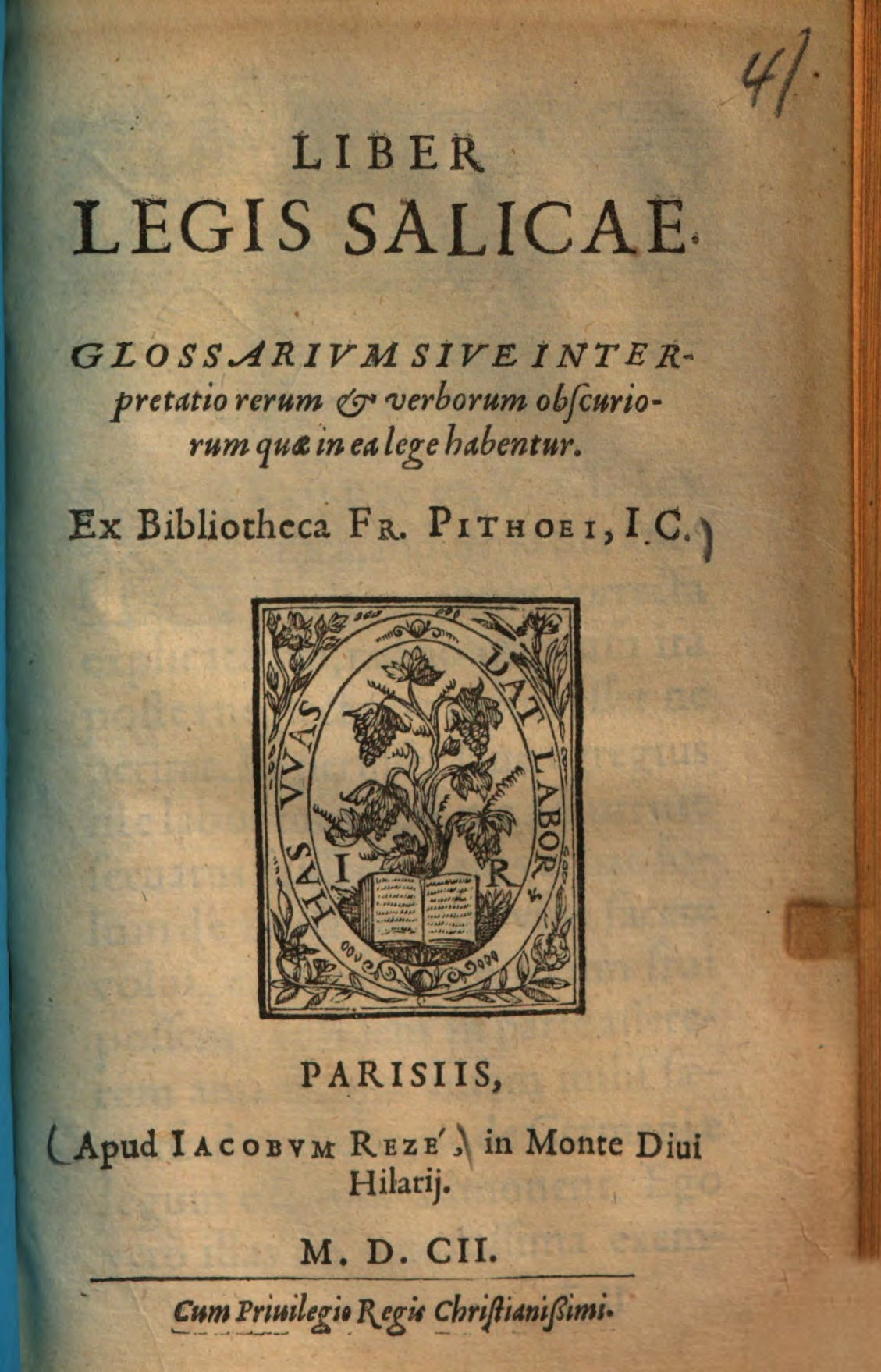
Издание Ф. Питу

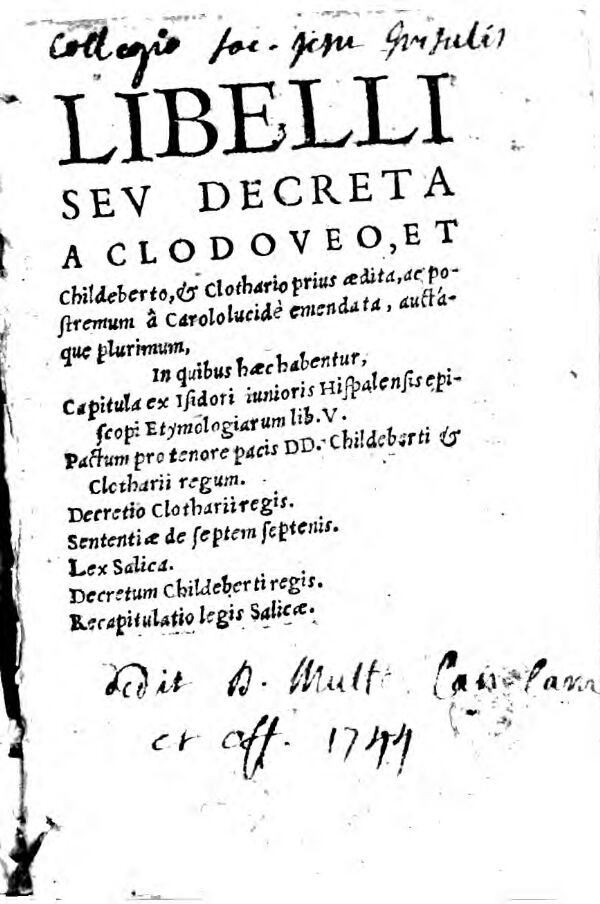
Старейшее печатное издание Салической правды, выпущенное около 1550 года

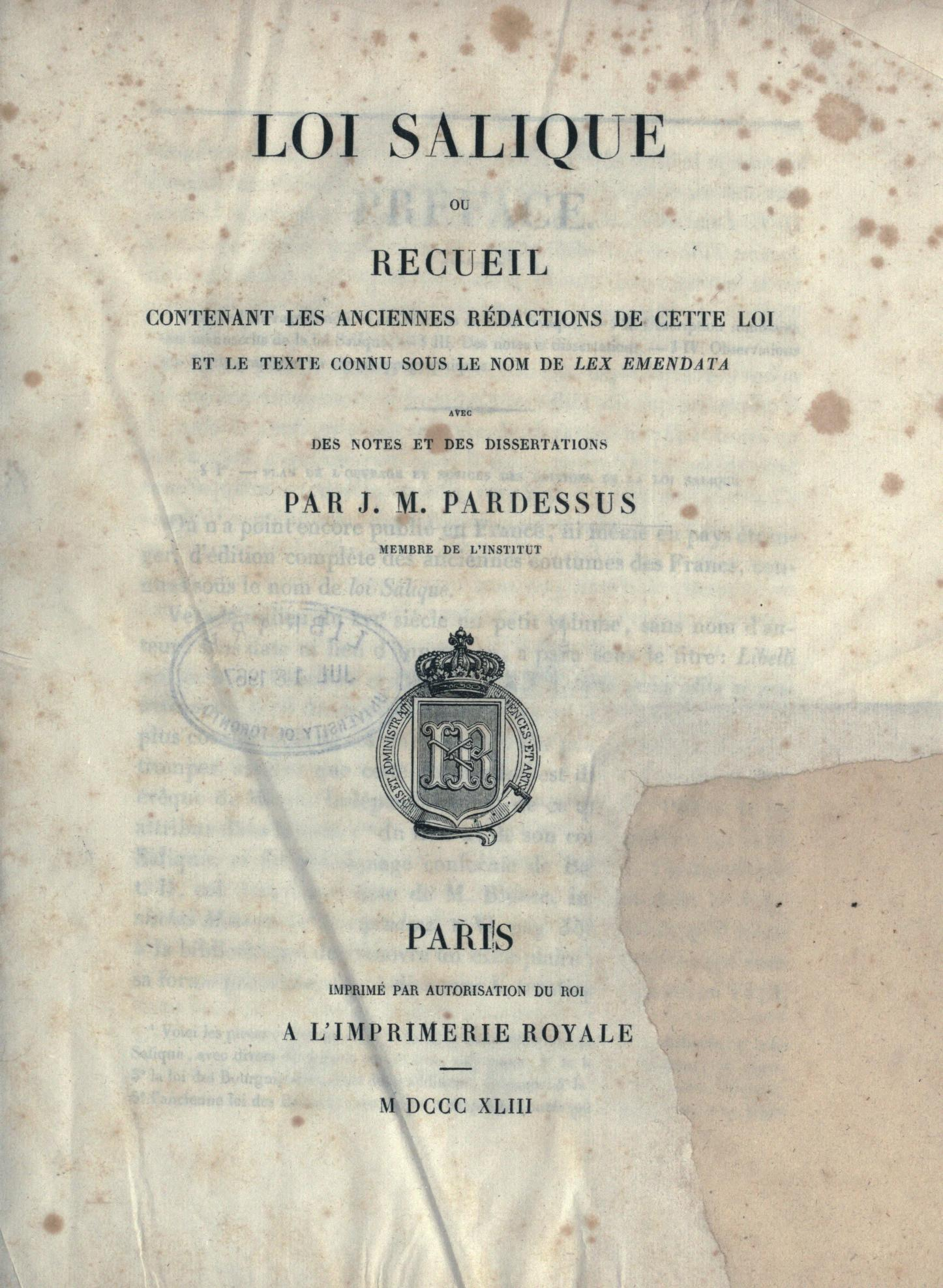
Издание Ж.-М. Пардессю

Начиная с эпохи Возрождения Салическая правда становится предметом интереса исследователей и издателей. Около 1550 года французский епископ Жан дю Тийе издал Правду вместе с некоторыми капитуляриями и другими текстами под заголовком «Libelli seu decreta a Clodoveo et Childeberto et Clothario prius aedita ac postremum a Carolo lucide emendata auctaque plurimum…». В 1557 году немецкий гуманист и историк Иоганн Герольд издал в Базеле сборник варварских правд «Originum ac Germanicarum antiquitatum libri», куда включил текст Салической правды по ныне утраченной рукописи из Фульдского аббатства. В 1602 году Ф. Питу издал Салическую правду со своими комментариями. В 1613 году появилось франкфуртское издание филолога Ф. Линденброга, в 1649 году — Г. Венделина. В 1665 году Салическая правда была издана под редакцией Ж. Биньона в составе сборника франкских юридических образцов-формуляров — формул Маркульфа, в 1677 году Э. Балюз издал Правду в составе двухтомника «Capitularia regum Francorum». Впоследствии Правда вместе с другими историческими источниками издавалась и изучалась деятелями немецкого Просвещения — И. Г. фон Экхардтом, И. Шильтером, П. Георгишем, а также Т. Д. Виардой, Ф. Вальтером, Э. А. Фейербахом. В 1828 году вышел в свет французский перевод Салической правды, выполненный Ж. Пейре по изданию дю Тийе.
В течение XVI — начала XIX веков Салическая правда печаталась преимущественно по отдельным, случайно обнаруженным рукописям, причем по большей части издавалась лишь позднейшая редакция памятника — Эмендата. Издание Правды впервые было поставлено на научную основу французским юристом Ж.-М. Пардессю, который изучил более 60 рукописей памятника и в 1843 году опубликовал работу «Loi salique», где привел восемь последовательных редакций текста. Несмотря на некоторые недостатки громоздкого издания Пардессю, оно легло в основу последующих научных изданий Правды. В 1846 году появилась работа «Древнее право салических франков» Г. Вайца, подготовленная им в качестве приложения к фундаментальной «Истории германских государственных учреждений»; выполнив тщательный анализ Салической правды, в заключении работы Вайц на основе данных Пардессю первым из ученых предпринял попытку реконструкции древнейшего текста памятника. В 1850 году П. И. Меркель опубликовал сводный текст Правды, в котором были объединены восемь редакций и опущены разночтения; знаменитый Я. Гримм написал заключительную статью к изданию Меркеля, в которой дал исследование мальбергской глоссы. В 1874 году Я. Ф. Беренд издал Правду вместе с салическими капитуляриями, в 1876 году увидел свет немецкий перевод Правды, выполненный К. Клементом. В 1880 году появилось лондонское издание десяти текстов Правды под редакцией Я. Х. Гессельса, в 1898 году — издание Г. Геффкена. В Российской империи латинский текст Салической правды издавали Р. М. Губе (1867) и Д. Н. Егоров (1906); издание Егорова послужило источником для единственного полного перевода памятника на русский язык (1913; 2-е изд. 1950), выполненного сотрудниками кафедры всеобщей истории Казанского университета Н. П. Грацианским и А. Г. Муравьевым.
Салическая правда представляет собой один из наиболее распространённых в раннем Средневековье правовых памятников: на сегодняшний день известно более 90 рукописей, представленных с той или иной степенью полноты. Классификации рукописей Салической правды создавались и предлагались учеными XIX века по мере обнаружения и изучения все новых рукописей. Наиболее полной классификацией до середины XX века считалось деление на пять семей рукописей, представленное Гессельсом в критическом издании 1880 года. К семье I этот ученый относил четыре рукописи, возникшие путём переписки не сохранившегося древнейшего текста в 65 титулов; к семье II причислялись компиляции текстов предыдущей семьи; к семье III относились тексты из 100 титулов; к семье IV — Эмендата. В семью V Гессельс включил только один текст, изданный Герольдом в 1557 году (Heroldina) и по ряду особенностей значительно отличающийся от других рукописей.
В XX веке немецкий институт Monumenta Germaniae Historica предпринял несколько попыток подготовить новое критическое издание Салической правды. После того, как известный правовед, издатель Рипуарской правды Р. Зом дважды отказался взять на себя издание Правды под эгидой Monumenta, оно было поручено историку М. Краммеру. Публикация была подготовлена в 1912 году, но так и не увидела свет, поскольку сделанная Краммером попытка радикального изменения классификации рукописей была подвергнута резкой критике из-за серьёзных ошибок в датировке и генеалогии текстов. После этого в течение десятилетий никто не брал на себя задачу подготовки нового издания Правды. Лишь во второй половине столетия сотрудник Monumenta Germaniae Historica К. А. Экхардт подготовил и опубликовал трёхтомное научно-критическое издание Салической правды (1953—1957; 2-е изд. 1962—1969). В своей работе Экхардт дал существенно пересмотренную классификацию рукописей памятника:
1. Pactus legis Salicae — текст из 65 титулов (семьи I и II по прежней классификации). Сюда входят следующие рукописи: 1) группа A1 — A4, исходная редакция создана в конце правления Хлодвига (507—511); 2) гипотетическая группа B, промежуточная между A и C, составлена при Теодорихе I в 511—533 годах; 3) группа C5 — C6, исходная редакция возникла при Гунтрамне (567—593) и Хильдеберте II (593—596).
2. Lex Salica — текст делится на 100 титулов (семья III по прежней классификации), отчасти из-за стремления редактора разбить древнейшие 65 титулов на большее количество частей, отчасти из-за прибавления новых титулов. Сюда входят: 1) содержащая мальбергскую глоссу группа D7 — D9 (составлена при Пипине Коротком в 763—764 годах); 2) группа E11 — E16 (составлена при Карле Великом в 798 году и представляет собой переработку группы D, мальбергская глосса отсутствует)[прим 8].
3. Lex Salica Karolina — текст из 70 титулов, составленный при Карле Великом в 802—803 годах. Сюда входит обширная группа K17 — K81; входящие сюда рукописи по прежней классификации именовались Эмендатой. К этой группе примыкают рукописи S82 и S83, являющиеся частной компиляцией IX века, а также состоявшая из 70 титулов рукопись V84, из которой сохранилось только два листа.
4. Heroldina — текст-компиляция из 80 титулов, напечатанный в издании Герольда 1557 года на основании утерянной рукописи (или рукописей), а также на основании ряда рукописей Каролины.

Наиболее полный каталог рукописной традиции Салической правды составлен К. А. Экхардтом и включает 92 манускрипта:
1. Отён, Семинарская библиотека, рукопись № 36, кварто (K47).
2. Бамберг, Государственная библиотека, рукопись Msc. can. 12, кварто (K63); только Декрет Хильдеберта.
3. Бамберг, там же, рукопись Msc. iur. 35, октаво (K64).
4. Берлин, Государственная библиотека, рукопись Codices Phillippici 1736 (Rose 161), кварто (E16).
5. Берн, Городская библиотека, рукопись № 442, маленькое кварто (K22).
6. Безансон, Муниципальная библиотека[англ.], рукопись № 1348 (K48).
7. Бонн, Библиотека Боннского университета[нем.], рукопись S 402, большое октаво (K65).
8. Камбре, Муниципальная библиотека, рукопись № 576, фолио (K49).
9. Флоренция, Библиотека Лауренциана (K76).
10. Фульда, Аббатская библиотека, рукопись № 507 (B10); утрачена.
11. Фульда, там же, рукопись № 508 (C10); утрачена.
12. Женева, Библиотека Женевского университета[англ.], рукопись № 50 (K23).
13. Гота, Городская библиотека[нем.], рукопись I 84, большое фолио (S83).
14. Гамбург, Земельная библиотека, рукопись № 83, кварто (K56).
15. Ивреа, кафедральный собор Ивреа[итал.], рукопись № 33 (K77).
16. Кличкув[англ.], коллекция князя Сольмс-Барутского, кварто (K62).
17. Копенгаген, Королевская библиотека Дании, рукопись 1943 Coll. Vetustior, кварто (K55).
18. Лейден, Библиотека Лейденского университета, рукопись Voss. Lat. 86, октаво (K18).
19. Лейден, там же, рукопись Voss. Lat. 119, кварто (K17).
20. Лейден, там же, рукопись BPL 2005, кварто (C6a).
21. Санкт-Петербург, Российская национальная библиотека, кварто (K81).
22. Лондон, Британский музей, рукопись Egerton 269, маленькое фолио (K52: часть 2).
23. Лондон, там же, рукопись Egerton 2832, маленькое фолио (K52: часть 1).
24. Лондон, там же, рукопись № 22398, кварто (K53).
25. Лион, Муниципальная библиотека[англ.], фолио (K50).
26. Милан, Амброзианская библиотека (K78); только Декрет Хильдеберта.
27. Мидлхилл[англ.], коллекция Томаса Филлипса, рукопись № 3899 (K54).
28. Модена, архив кафедрального собора Модены, рукопись Ord. I, 2, кварто (S82).
29. Модена, Библиотека Эстенсе[англ.] (K79).
30. Монпелье, Медицинский факультет, рукопись H 136, маленькое фолио (D7).
31. Мюнхен, Баварская государственная библиотека, рукопись Clm. 4115 (ранее Cimel. IV 3g), большое октаво (A3).
32. Мюнхен, там же, рукопись Clm. 29086 (K80); фрагмент.
33. Нюрнберг, Городская библиотека[нем.], V век, рукопись Anh. 96,1 (K61).
34. Париж, Национальная библиотека Франции рукопись Lat. 3182, фолио (K40).
35. Париж, там же, рукопись Lat. 4403b, фолио (C5).
36. Париж, там же, рукопись Lat. 4404, фолио (A1).
37. Париж, там же, рукопись Lat. 4409, фолио (E12).
38. Париж, там же, рукопись Lat. 4417, фолио (K25).
39. Париж, там же, рукопись Lat. 4418, фолио (K24).
40. Париж, там же, рукопись Lat. 4626, фолио (K31).
41. Париж, там же, рукопись Lat. 4627 (ранее 5189), фолио (D8)
42. Париж, там же, рукопись Lat. 4628, большое октаво (K28).
43. Париж, там же, рукопись Lat. 4628A, кварто (K35).
44. Париж, там же, рукопись Lat. 4629, фолио (E15); неполная.
45. Париж, там же, рукопись Lat. 4630, фолио (K37).
46. Париж, там же, рукопись Lat. 4631 (K36).
47. Париж, там же, рукопись Lat. 4632, кварто (K39).
48. Париж, там же, рукопись Lat. 4633, маленькое фолио (K52: часть 3)
49. Париж, там же, рукопись Lat. 4758, кварто (K38).
50. Париж, там же, рукопись Lat. 4759, фолио (K26).
51. Париж, там же, рукопись Lat. 4760, кварто (K34).
52. Париж, там же, рукопись Lat. 4787, маленькое кварто (K42).
53. Париж, там же, рукопись Lat. 4788, маленькое октаво (K43).
54. Париж, там же, рукопись Lat. 4789 (K51).
55. Париж, там же, рукопись Lat. 4995 (K41); только Reсapitulatio legis Salicae.
56. Париж, там же, рукопись Lat. 8801, дуодецимо[фр.] (K29).
57. Париж, там же, рукопись Lat. 9653 (ранее Suppl. Lat. 65), фолио (A4).
58. Париж, там же, рукопись Lat. 9654 (ранее Suppl. Lat. 75) (K32).
59. Париж, там же, рукопись Lat. 9656 (ранее Suppl. Lat. 1109), кварто (K44).
60. Париж, там же, рукопись Lat. 10753 (ранее Suppl. Lat. 215), октаво (K30).
61. Париж, там же, рукопись Lat. 10754 (ранее Suppl. Lat. 303) (K45).
62. Париж, там же, рукопись Lat. 10755 (ранее Suppl. Lat. 1046); копия K17.
63. Париж, там же, рукопись Lat. 10758 (ранее Suppl. Lat. 164bis), кварто (K33).
64. Париж, там же, рукопись Lat. 18237 (ранее Fonds Notre Dame 252. F. 9), кварто (C6).
65. Париж, там же, рукопись Lat. 18238 (ранее Fonds Notre Dame 247. F. 4), октаво (K46).
66. Париж, там же, рукопись Lat. 204 nouv. acq. (K27).
67. Филадельфия, Свободная библиотека (один лист из K80).
68. Рим, Ватиканская апостольская библиотека, рукопись Regin. Christin. 291 (K68a); только Декрет Хильдеберта.
69. Рим, там же, рукопись Regin. Christin. 338, кварто (K69); неполная.
70. Рим, там же, рукопись Regin. Christin. 520 (K68); фрагмент Договора о соблюдении мира государей Хильдеберта и Хлотаря и Декрета Хильдеберта.
71. Рим, там же, рукопись Regin. Christin. 846, кварто (E11).
72. Рим, там же, рукопись Regin. Christin. 857 (K70).
73. Рим, там же, рукопись Regin. Christin. 991, кварто (K71).
74. Рим, там же, рукопись Regin. Christin. 1036, кварто (K66).
75. Рим, там же, рукопись Regin. Christin. 1050, фолио (K72); неполная.
76. Рим, там же, рукопись Regin. Christin. 1128, фолио (K73).
77. Рим, там же, рукопись Regin. Christin. 1728, кварто (K67); фрагмент.
78. Рим, Библиотека Оттобониана, рукопись № 3081 (K74); фрагмент.
79. Рим, Санта-Мария-ин-Валичелла, рукопись C 20 (K75).
80. Санкт-Галлен, Городская библиотека, рукопись № 338 (ранее 7), фолио (K21).
81. Санкт-Галлен, Библиотека монастыря Святого Галла, рукопись № 728, октаво (K20).
82. Санкт-Галлен, там же, рукопись № 729 (ранее 97), фолио (E14).
83. Санкт-Галлен, там же, рукопись № 731, (ранее M. n. 24), большое октаво (D9).
84. Санкт-Пауль-им-Лафантталь, рукопись XXV, 4.8 (ранее XXV, a. 4. fol. 184), кварто (K19).
85. Трир, Городская библиотека[нем.] (V84); фрагмент.
86. Варшава, Библиотека Варшавского университета, рукопись № 480, кварто (E13).
87. Вольфенбюттель, Библиотека герцога Августа, рукопись № 50.2, Aug. 8, кварто (K57).
88. Вольфенбюттель, там же, рукопись Blankenburg 130 (K58).
89. Вольфенбюттель, там же, рукопись Gud. 299, октаво (K59); неполная.
90. Вольфенбюттель, там же, рукопись Gud. 327, октаво (K60).
91. Вольфенбюттель, там же, рукопись Weissenburg 97, октаво (A2).
92. Вюрцбург, Библиотека Вюрцбургского университета (K80a).

## Общая характеристика Салической правды
Салическая правда представляет собой наиболее обширный свод варварского законодательства. Дойдя до нашего времени во множестве списков, редакций и вариантов, записывавшихся на протяжении столетий, Салическая правда является одним из древнейших и богатейших источников по истории социально-экономических и правовых институтов древних германцев, в течение V—VI веков столкнувшихся с исчезающим античным обществом и создавших новый общественный строй в Западной Европе, в современной литературе относимый к эпохе германского железного века. Институты Салической правды отличаются переходным характером: закон ещё знает рабов, но они уже не играют какой-либо решающей роли в экономике; полусвободные литы исключены из общины, но обязаны платить оброк и исполнять повинности; целый ряд норм в соответствии с германскими обычаями сохраняет привилегированное положение женщин, но во многих вопросах решение принимает уже семейный круг, а брак, который у древних германцев мог быть расторгнут по мотивированному требованию жены, здесь под влиянием христианства уже носит характер неразрывного союза, возможность расторжения которого не предусматривается. По выражению С. С. Неретиной, Правда — «ценнейший памятник раннесредневековой культуры», которая «упорно отстаивает независимость» как от античности, так и от феодализма; этот текст свидетельствовал «о нарождении новой — неримской и неварварской цивилизации». Переходный характер носит сам язык, на котором написана Салическая правда — народная латынь с резко отличающимися от классической латыни склонениями, спутанными окончаниями слов и неправильными конструкциями фраз, в которых можно узнать первые зачатки старофранцузского языка.
Как и другие варварские правды, Салическая правда представляет собой не систематический сборник законодательных норм абстрактного характера, а судебник, состоящий из решений конкретных судебных случаев (казусов), закреплённых древней традицией и касающихся в основном регулирования общинного жизненного уклада, включая семейные и имущественные отношения. Правда фиксирует древнегерманское обычное право, в течение многих столетий складывавшееся на правом берегу Рейна и подвергшееся влиянию новых социально-экономических и политических обстоятельств после завоевания германцами галло-римских территорий; основная часть памятника состоит в предписаниях о вергельде, уплачиваемом в качестве штрафа за убийство, посягательства на личность и индивидуальную собственность. Даже когда в Правде формулируется более или менее обобщённая юридическая норма, она записывается в специфической наглядно-предметной форме, с указанием всех второстепенных деталей, вплоть до слов, выражений и жестов, которые должны были сопровождать соответствующую процедуру. Сюда же относится и крайний формализм Правды, предписывающей строгое соблюдение установленных действий и формул, часто ритуально-символического характера (например, бросание горсти земли в титуле LVIII или стебля в титуле XLVI); вызов в суд, передача имущества, уплата возмещения и другие юридические акты требовали особой процедуры, нарушение которой влекло недействительность всего акта.
Дошедший до нас текст Салической правды состоит из глав («титулов»), которые, в свою очередь, состоят из параграфов и позднейших изменений к ним; некоторые из изменений обозначены в ряде рукописей как «прибавления» (лат. Additamenta, Additum). Как отмечал Г. Бруннер, многие изменения были вставлены не в качестве оговоренных прибавлений, а прямо в основной текст; об этом свидетельствует тот факт, что ряд норм не подходит к общей связи и названиям титулов, их содержание является новеллой по сравнению с остальными нормами или даже заимствован из других источников. В частности, самый первый титул Салической правды, трактующий о вызове в судебное заседание, принят явно позже, чем последующие титулы о краже свиней, рогатого скота и т. д.; в титул XIV «О нападениях и грабежах» наряду с параграфами об ограблениях включены нормы об оскорблении мёртвых; титулы «О краже лодок» и «О кражах на мельнице» помещены между титулами «О порче» и «О самовольном пользовании чужим конём» и т. д. Почти в центре Правды помещён сводный титул XXVII «О различных кражах», предваряющий серию новых норм о кражах, грабежах, убийствах и процессуальных вопросах безо всякой последовательности. Из-за этих особенностей текст памятника, носящий следы многочисленных вставок и изменений, не является монолитным.
Как акт консолидирующего характера, Салическая правда оказала влияние не только на законодательство Франкской империи вплоть до её распада, но и на правовую систему некоторых народов. В варварских правдах рипуарских франков, баваров, алеманнов и других германских народностей можно найти большое количество правил, обычаев и институтов, заимствованных из Салической правды. Карл Великий исходил из Салической правды как основы при своих законодательных реформах. По словам С. А. Муромцева, «франкское право составило в Германии в течение средних веков источник судебной практики и законодательства и подготовило эту страну к восприятию римского права»; историк Б. Круш даже опубликовал работу «Die Lex Salica das älteste deutsche Gesetzbuch», в которой назвал Правду старейшим немецким кодексом. Явные следы салических правовых институтов можно увидеть в сборниках обычного права других народов Европы; в XIX—XX веках ряд исследователей (Н. В. Калачов, М. П. Погодин, А. Н. Филиппов) допускали возможность определённого влияния этого правового памятника на отдельные положения Русской Правды. Салическая правда сыграла значительную роль в XIV веке во Франции и позже в других государствах при решении вопроса об отстранении женщин от престолонаследия.
Если историки XIX — начала XX веков в целом не подвергали сомнению положение о том, что Салическая правда, как и другие варварские правды, являлась реально применяемым источником права, то начиная с середины XX века некоторые ученые подняли вопрос о соответствии законодательных текстов Раннего Средневековья юридической и судебной практике. В 1947 году французский историк С. Стейн опубликовал статью, в которой назвал Салическую правду подделкой в том смысле, что она «никогда не играла роли имеющего силу кодекса законов и не предназначалась для того своими составителями»; по мнению ученого, не существует ни одной официальной редакции Правды, а дошедшие до нас рукописи являются частными фальсификациями. Вывод Стейна о подложности Салической правды не получил поддержки в научных кругах, а К. А. Экхардт в своих трудах убедительно доказал существование нескольких редакций Правды. Однако в 1977 году вышла работа Х. Нельзена, в которой было поставлено под сомнение практическое использование Салической правды в ходе судопроизводства и других юридических процедур: Нельзен указывал на факт значительных правовых пробелов в тексте памятника, а также на то обстоятельство, что франкские источники не содержат ни одной цитаты из Правды либо точной ссылки на её положения и что франкские судьи не могли применять Правду в силу незнания латинского языка. Представители традиционной точки зрения, возражая сторонникам ненормативной природы Салической правды, обращали внимание на то, что средневековые законодательные тексты невозможно судить по современным стандартам. В частности, авторы коллективной монографии «Использование грамотности в раннесредневековой Европе» под редакцией Р. МакКиттерик подчеркивали взаимодополняемость и взаимное проникновение устных и письменных источников права: в эпоху Салической правды имела значение не форма подачи сообщения, а его содержание. По мнению С. Кейнса, функцией средневековых законодательных кодексов было «содействие в доставке на места информации о том, что постановил король, а не создание корпуса законодательства, на который можно было бы постоянно ссылаться». Отсутствие ссылок на Правду в юридических документах эпохи, скорее всего, объясняется тем, что судьи не видели необходимости в цитировании законов, а для тяжущихся сторон отсутствие цитат отнюдь не умаляло законность принятого решения, которое основывалось на власти и авторитете суда.
|  |  |  |  |  |  |

## Основные положения Салической правды

### Франкское общество

#### Рабы, вольноотпущенники и литы

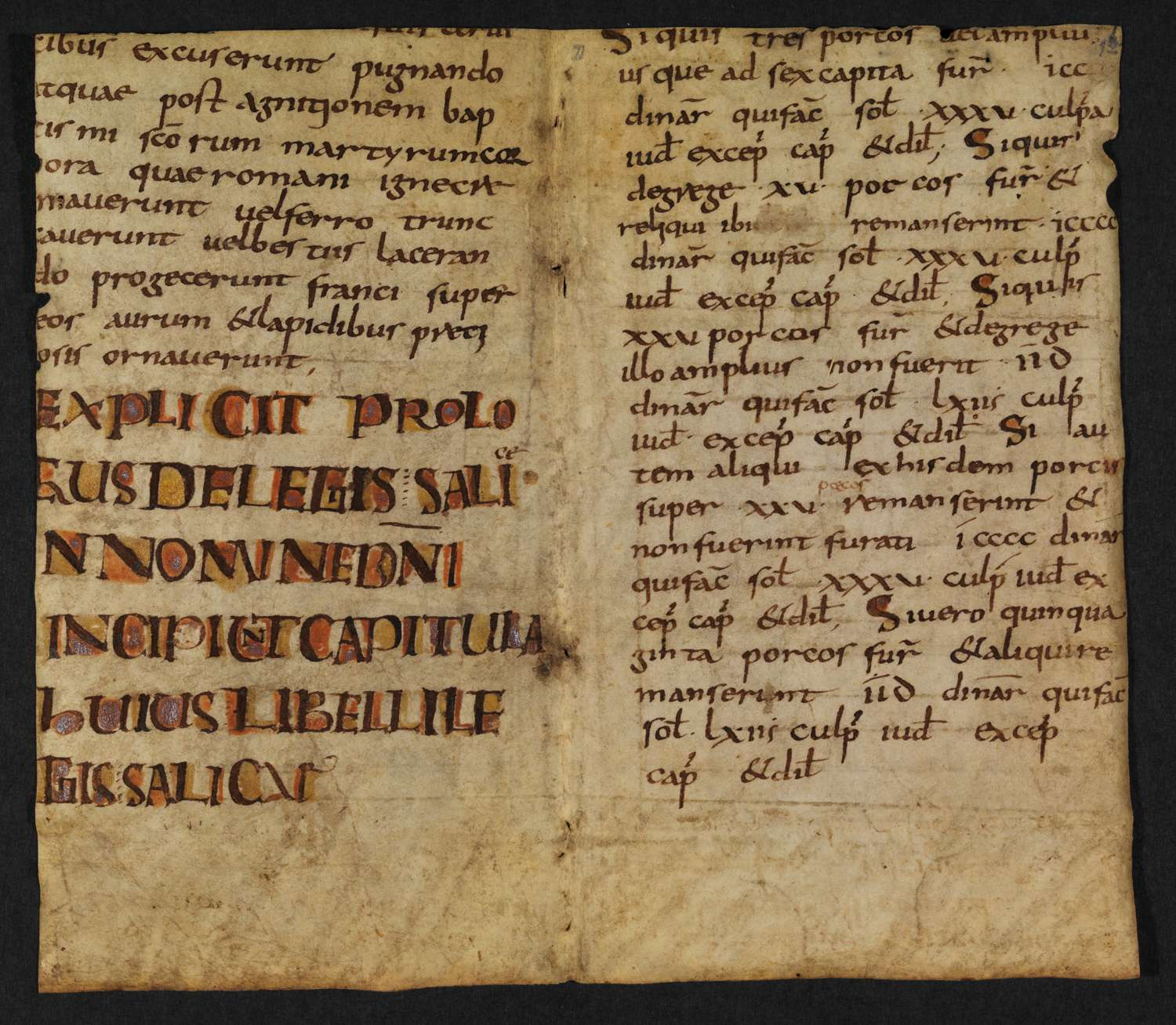
Салическая правда. Рукопись № 30c

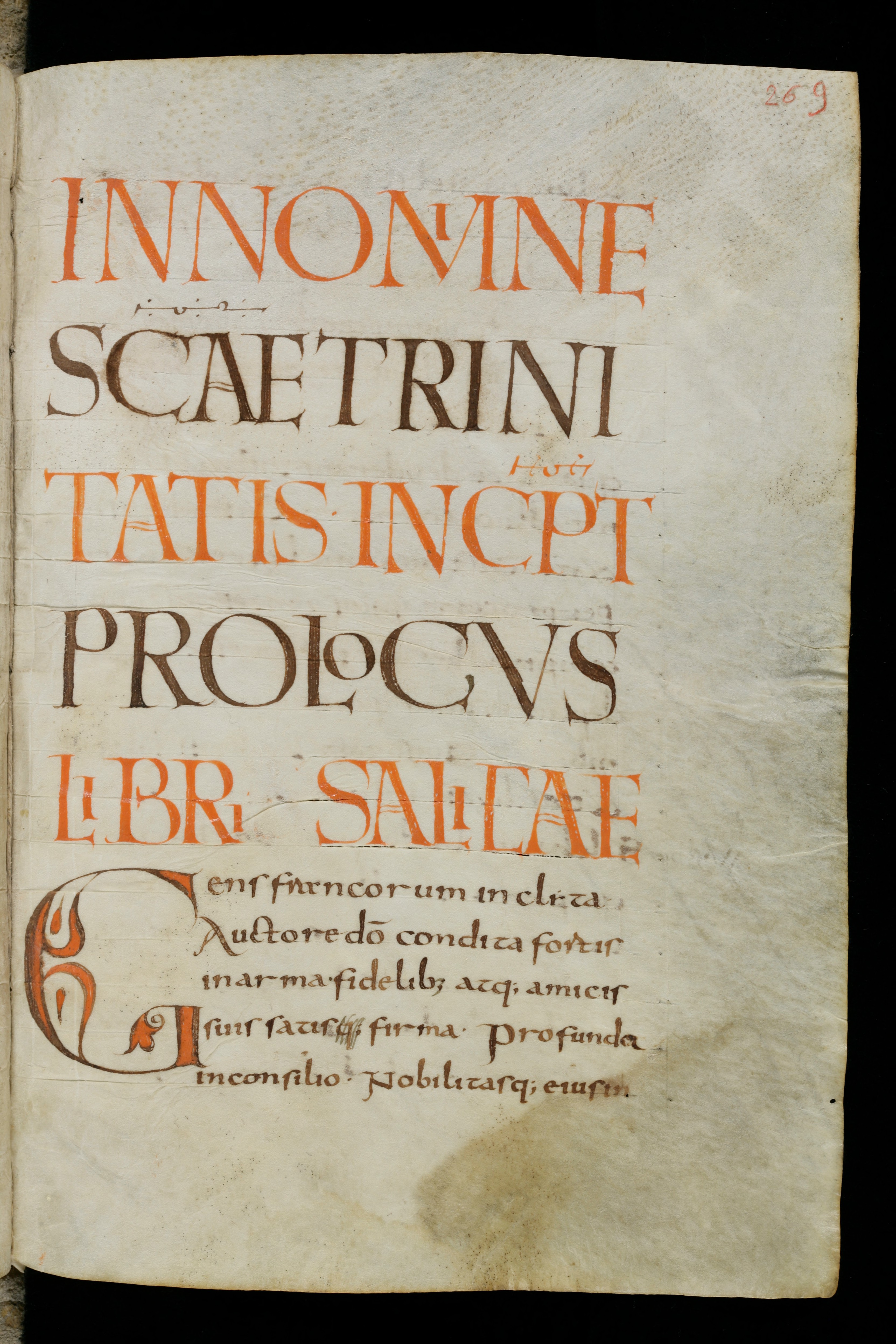
Салическая правда. Рукопись № 729

Салическая правда различает свободных, несвободных и полусвободных. Только свободные обладали личной правоспособностью, которая по древнегерманскому обычаю приобреталась с момента присвоения имени и освящения водой. Раб лишен всяких прав и в Салической правде рассматривается как вещь. В отношении участи раба единственным критерием является экономический интерес его владельца. Кража раба карается наравне с кражей коня или скота (титул X, § 1), убийство свободного чужим рабом трактуется в законе наряду с убийством чужим животным (титулы XXXV и XXXVI). Владелец обязан к уплате половины виры, от второй половины он может освободиться, выдав раба или животного родственникам убитого. Хотя законом установлена смертная казнь и телесные наказания для рабов, рабовладельцу предоставлялось право выкупить своего раба (титул XL, §§ 2 и 11). В процессе против раба, подозреваемого в краже (титул XL, § 4) мера ударов определялась в согласии с интересами владельца этого раба; потерпевшая сторона в случае намерения пытать раба сверх установленной нормы должна была внести залог. Только рабы подвергались пыткам и только они одни наказывались избиением или увечьем (титул XL, § 4); если раб не был в состоянии уплатить штраф в 6 солидов, он кастрировался (титулы XII и XL); в тех случаях, когда свободный наказывался штрафом в 45 солидов, к рабу применялась смертная казнь (титул XL, § 5). По Салической правде у раба отсутствовали правоспособность и дееспособность на суде, владелец был обязан действовать за него, не было процесса против раба, а лишь против его владельца. Особую категорию рабов с повышенным вергельдом за их убийство и кражу (до 85 солидов против обычного вергельда раба в 30—35 солидов) представляли собой ремесленники и квалифицированные работники — виноградари, кузнецы, плотники, конюхи (титул X, приб. 4), а также челядь (титул X, приб. 5).
Рабство приобреталось военным пленом, рождением от несвободного, брачным союзом свободного и рабыни (титул XXV, § 5; титул XIII, § 9) или свободной женщины и раба (титул XIII, § 8; титул XXV, § 6), а также порабощением, в том числе в результате злостной неявки в суд (титул LVI, § 1). Раб мог приобрести свободу только актом отпуска на волю. Салическая правда знает единственную форму отпуска на волю — так называемое освобождение через денарий перед королём (титул XXVI); в главе II капитулярия «Capitula legis Salicae» упоминается и отпуск на волю частным образом. При форме отпуска на волю, согласно Салической правде, центр тяжести лежал в содействии короля, а потому она очень скоро распространилась от франков на всю империю. Отпуск на волю через денарий производился не самим владельцем, а посредством доверенного лица; это делалось, вероятно, затем, чтобы дополнительно продемонстрировать освобождение отпускаемого. Неизвестно, получал ли вольноотпущенник отпуском на волю через денарий перед королем статус свободного франка, но установлено, что раб достигал этим актом по крайней мере правового положения лита. Капитулярий V устанавливал, что вергельд за убитого вольноотпущенника составлял 100 солидов против 200 солидов за убийство свободного; в случае, если свободный соучаствовал в преступлении с вольноотпущенником, он уплачивал такой же штраф в 15 солидов, как и в случае, если бы он действовал совместно с рабом.
Полусвободные литы представляли собой сословие зависимых крестьян. Лит, помимо возложенных на его земельный участок обязательств, был обязан к уплате владельцу земли личной подати и к выполнению барщины. Литы не пользовались правом свободного передвижения и не могли покинуть землю без согласия владельца, но, с другой стороны, не могли быть проданными без своего двора. Если раб отпускался на волю по праву лита, ему следовало предоставить участок земли. С одной стороны, литы не считались вещами подобно рабам, обладали правоспособностью, заключали сделки (титул L, § 1), самостоятельно вели дела в суде (титул L, § 2), были активно и пассивно допущены к штрафам, заключали между собой браки, по всей видимости были военнообязанными. С другой стороны, их вергельд составлял лишь половину виры за свободного (титул XLII, § 4), они находились под властью владельца и для достижения полной свободы их нужно было отпускать на волю актом, аналогично отпуску на волю раба (титул XXVI). Брак между свободными и литами запрещался наравне с браком между свободными и рабами. Если лит похитил свободную женщину, он подлежал смертной казни (титул XIII, § 7), как это имело место с рабом. Брачный союз свободной и лита влек за собой потерю её свободы (титул XIII, § 8). Закон передавал и лита, и раба, убивших свободного, родственникам жертвы для покрытия половины виры (титул XXXV, § 5). Положение лита приобреталось рождением от лита, брачным союзом свободной женщины и лита, отпуском раба на волю, а также путем добровольного принятия статуса лита.

#### Привилегированные сословия. Римляне

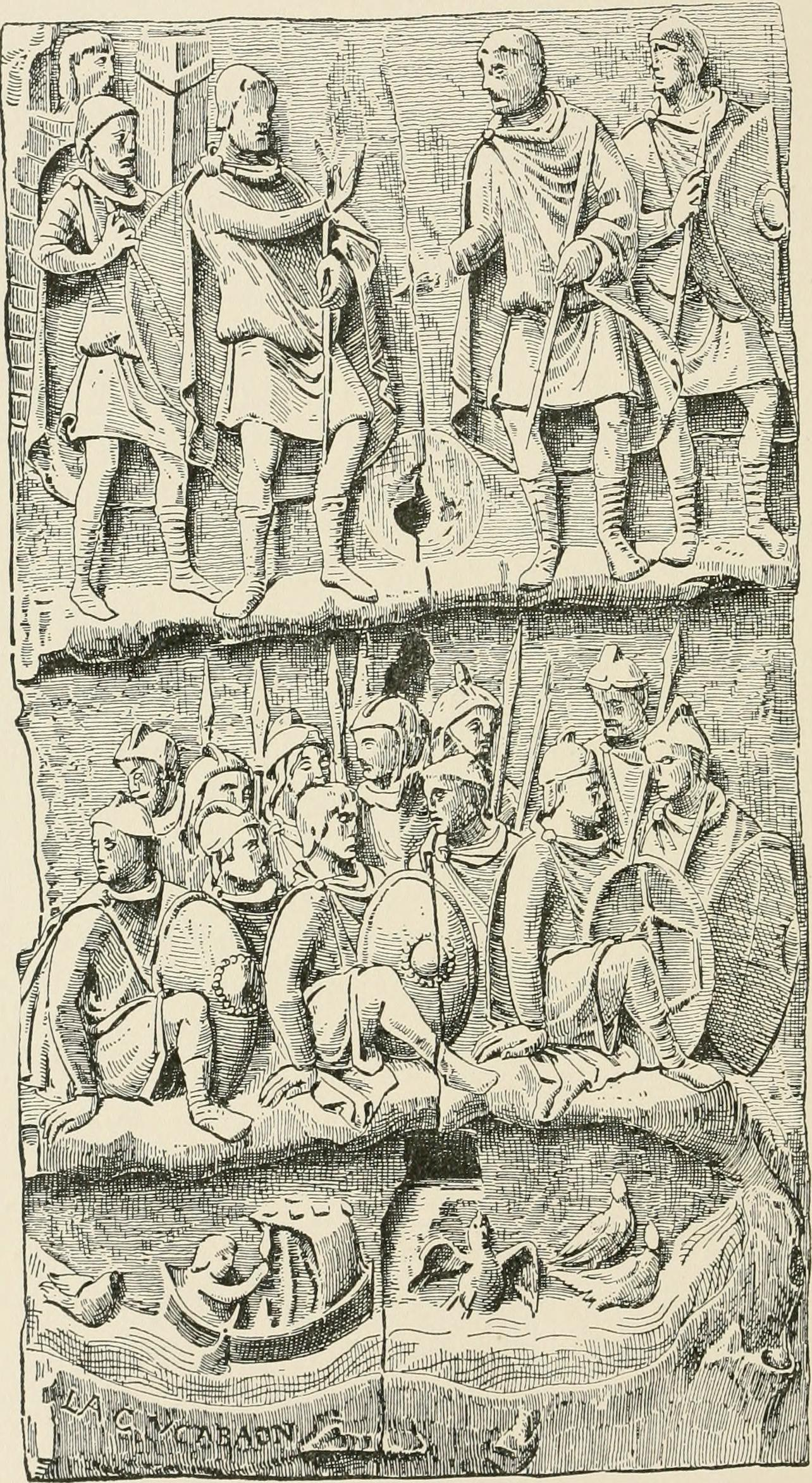
Франкские воины. Слоновая кость, IX век

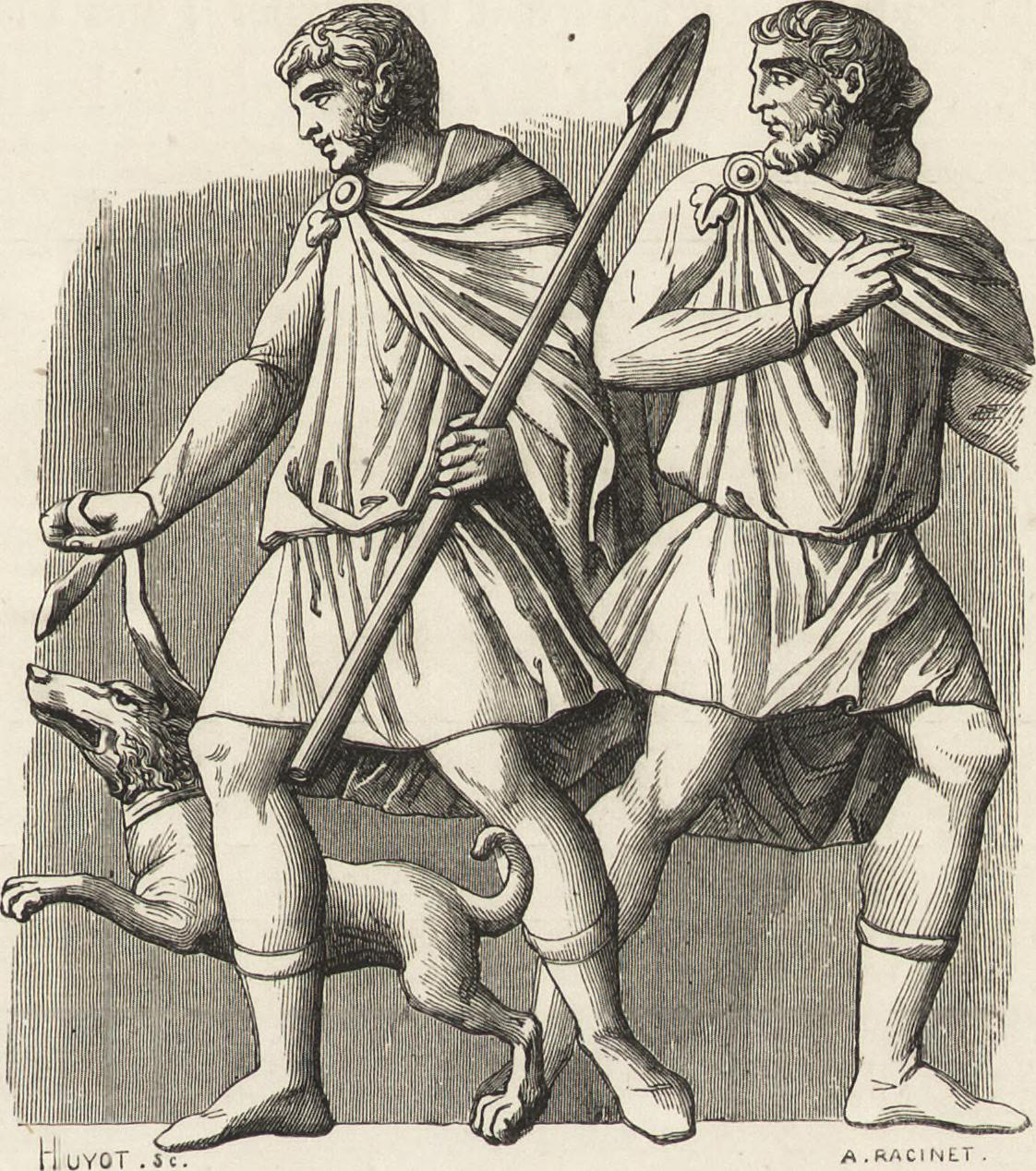
Галло-римляне. Изображение с римской скульптуры IV века

Салическая правда устанавливает привилегированный правовой статус ряда представителей королевской должностной знати, в число которой входили и министериалы — королевские рабы (лат. pueri regis). Для графа устанавливался тройной вергельд в 600 солидов, если граф был свободного происхождения (титул LIV, § 1), и вергельд в 300 солидов, если он был королевским рабом (титул LIV, § 2). Вслед за графом Салическая правда упоминает сацебаронов, которые присутствовали в судебных собраниях (титул LIV, § 4); вергельд сацебарона — королевского раба составлял 300 солидов, сацебарона-свободного — 600 солидов (титул LIV). Королевские рабы назначались на должности королем из числа его полусвободной челяди и, по всей видимости, становились вольноотпущенниками, зависимыми от короля; несмотря на то, что они не считались полностью свободными, нахождение на королевской службе существенно повышало их статус. Параграфы 3 и 4 титула XLI говорят о «человеке, состоящем на королевской службе» (речь, возможно, идет об антрустионе); его вергельд составлял 600 солидов. Королевская служба имела не менее значительные последствия для правового положения галло-римлян: жизнь римлянина — «королевского сотрапезника» (лат. conviva regis) оценивалась повышенным по сравнению с обычным римлянином вергельдом в 300 солидов (титул XLI, § 5). В некоторых случаях король оказывал отдельным лицам особенную протекцию, что влекло повышенную ответственность за покушение на таких лиц; так, похититель девушки, находившейся «под покровительством короля», должен был уплатить повышенный штраф (титул XIII, § 6). Служба во франкской армии также давала привилегированное положение, выражавшееся в тройном размере вергельда для всех свободных военных (титул LXIII, § 1); этот тройной вергельд снова повышался в три раза и составлял 1800 солидов, если военный был членом королевской дружины (титул LXIII, § 2). Сословным преимуществом обладали и священнослужители: диакон оценивался в 300 солидов, священник в 600 солидов и епископ в 900 солидов (титул LV, приб. 5—7).
Особенностью правового статуса галло-римлян был более низкий вергельд. Вергельд римлянина составлял 100 солидов (титул XLI, § 6) в отличие от вергельда свободного франка в 200 солидов. Штраф за ограбление франка составлял 63 солида, а римлянина лишь 35 солидов (титул XIV, §§ 1 и 3). При грабеже в доме, с совершенным там убийством при скоплении людей, штраф за убитого франка составлял двойную сумму штрафа за убитого римлянина или лита (титул XLII, § 4). Тот, кто продавал франка как раба, наказывался в 200 солидов; если же речь шла о римлянине, штраф составлял лишь 63 солида (титул XXXIX, §§ 2 и 3). Если римлянин связывал без причин франка, он должен был уплатить штраф в 30 солидов, но если франк связывал римлянина, штраф измерялся лишь в 15 солидов (титул XXXII). Правовая дифференциация была введена и в среде самих римлян: вергельд «римлянина, обязанного платить подати» (лат. Romani tributarii) оценивался в 63 солида — ниже, чем 100 солидов за римлянина-землевладельца (лат. Romani possessores); в тройном размере в 300 солидов наказывалось убийство римлянина — королевского сотрапезника. Причины более низкого вергельда римлян до конца неясны; известно, что многие римляне занимали во Франкской империи высокие должности, а значит, они не ущемлялись из-за принадлежности к другому народу. По предположению некоторых исследователей, пониженный вергельд римлянина объясняется тем, что он не являлся членом общины, а следовательно, за него не оплачивалась треть в пользу общины. Помимо римлян, в Салической правде упоминается «варвар, живущий по Салическому закону», чей вергельд не отличается от вергельда франка; в литературе встречается мнение, что это выражение не находилось в первоначальном тексте и берет свое начало от сыновей Хлодвига, Хильдеберта и Хлотаря, господствовавших над более обширной областью, чем указано в титуле XLVII.

#### Женщины и дети

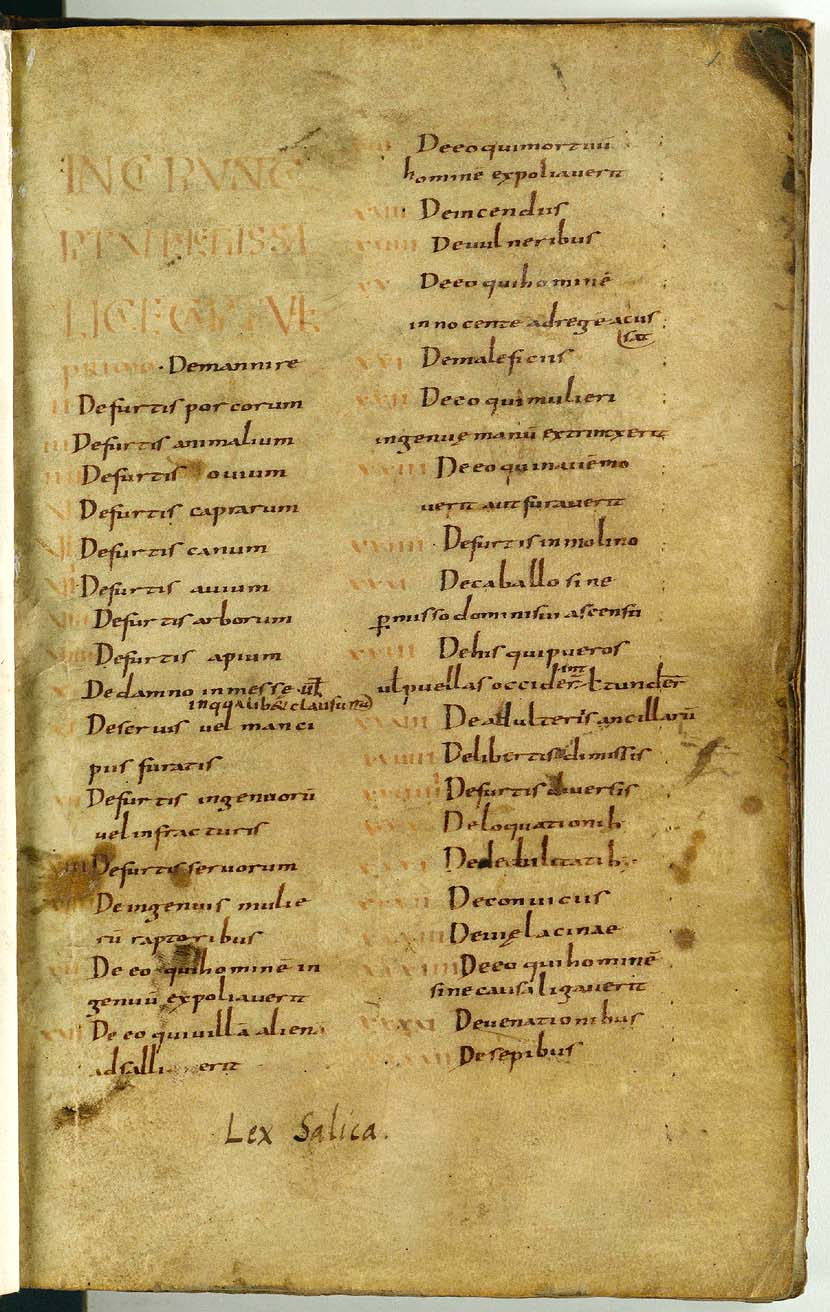
Салическая правда. Рукопись № 1943

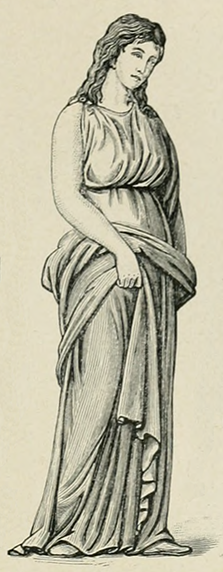
Германская женщина. Современный рисунок

Ни в Салической правде, ни в салических капитуляриях нет прямых положений о существовании опеки над замужней или незамужней женщиной, однако по всей видимости такая опека существовала, поскольку другие источники подчеркивают необходимость согласия для вступления в брак родственников невесты. Согласие родственников жениха также требовалось, но оно не носило характера правовой необходимости для вступления жениха в брак, как это имело место у невесты. При умыкании женщин часто отсутствовало согласие сородичей невесты, именно потому что лишь такое согласие было существенным, а отсутствие согласия основывало похищение. Именно об умыкании невесты трактует титул XIII «О похищении свободных»; такое похищение является не преступлением против личных прав женщины, а нарушением прав отца или опекуна. Согласно Тациту опека — мундиум — существовала у всех германских племен; её осуществлял до вступления в брак отец или, в случае его отсутствия, ближайший агнат, а после вступления в брак муж женщины. Во всех варварских правдах франков впоследствии упоминается сумма (лат. pecunia, pretium), которую должен был уплатить муж при заключении брака, чтобы получить опеку над женщиной. Лишь Салическая правда ничего не говорит об этом pretium при вступлении девушки в брак, но конкретно упоминает о нём под названием «reipus» при вступлении вдовы в брак (титул XLIV).
Салическая правда ставит женщин и девушек под особое правовое покровительство, что свидетельствовало о традиционном для германцев уважительном отношении к женщинам, основывавшемся на обычаях матриархата. Закон (титул XLI, §§ 3 и 4) присваивал им тройной вергельд и повышал эту оценку снова в тройном размере при тех преступлениях, где мужчина-франк оценивался тройным вергельдом. Закон охранял женскую честь (титул XXX, § 3) чрезвычайно большим штрафом: в то время как оскорбление мужчин штрафовалось по общему правилу 3 солидами, оскорбление женской чести («если кто… назовет свободную женщину блудницей, и не докажет этого») облагалось штрафом в 45 солидов. Капитулярий III содержит целый ряд специальных случаев нарушений чести женщины, наказуемых высокими штрафами. Убийство беременной женщины искупалось суммой в 700 солидов (титул XXIV, § 3), позднее — суммой до 1200 солидов (глава 11 капитулярия III).
Франк становился совершеннолетним с достижением 12-летнего возраста, когда он начинал нести юридическую ответственность за преступления и нарушения правопорядка (титул XXIV, § 5). Повышенной правовой охраной пользовались свободные франки моложе 10 лет, убийство которых каралось тройным вергельдом (титул XXIV, § 1); 10-летний возраст, по-видимому, признавался началом совершеннолетия в более древние времена. Несовершеннолетний мальчик носил согласно обычаю длинные волосы и стрижка волос означала у германцев окончание детства; лицо, которое остригло свободного длинноволосого мальчика (титул XXIV, приб. 2) или свободную девушку (титул XXIV, приб. 3) без разрешения их родителей, наказывалось высоким штрафом в 45 солидов. Совершеннолетие не давало автоматически свободному франку во время жизни его отца социальной и экономической самостоятельности: это вытекает из титула LIX, показывающего, что мать, а не отец, имеет право на наследство после умершего сына, из чего можно заключить, что сын при жизни отца не владел собственным состоянием. Салическая правда не знает эмансипации в римско-правовом смысле; с достижением совершеннолетия свободному франку была лишь дана возможность учредить собственное домохозяйство после смерти отца, а при жизни отца лишь с его согласия. За убийство длинноволосого мальчика устанавливался вергельд в 600 солидов (титул XXIV, § 2); в совокупности с аналогичным вергельдом за убийство мальчика до 10 лет (титул XXIV, § 1) это означает, что по достижении совершеннолетия от самостоятельного усмотрения отца зависело решение вопроса — отпустить ли из-под своей власти сына актом стрижки волос. Предоставление самостоятельности сыну актом стрижки волос следует и из капитулярия I, согласно которому дочери не зачисляется в наследство полученное от её отца приданое, а также не зачисляется сыну то, что он получил в случае стрижки его волос. Стрижка волос, таким образом, для сына имела такое же значение, как выдача замуж дочери.

### Брак и семья

#### Брачное право

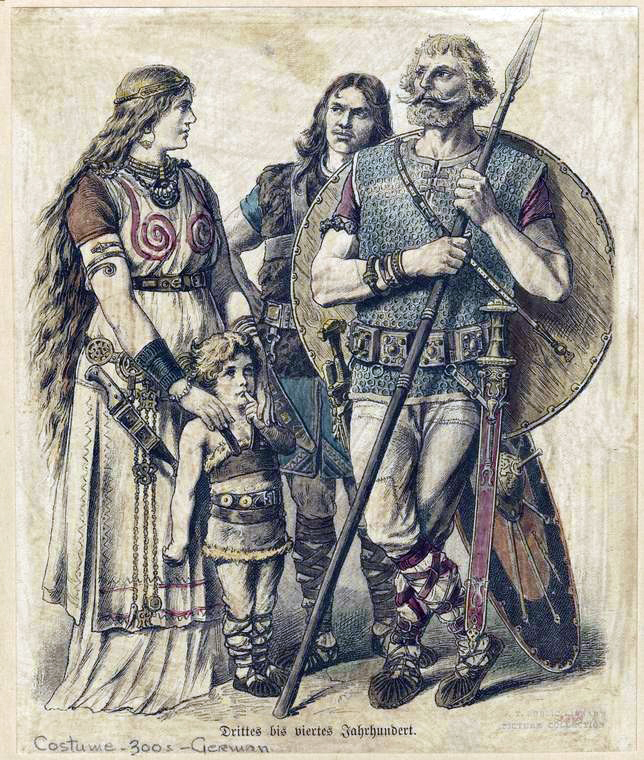
Семья древних германцев. Современный рисунок

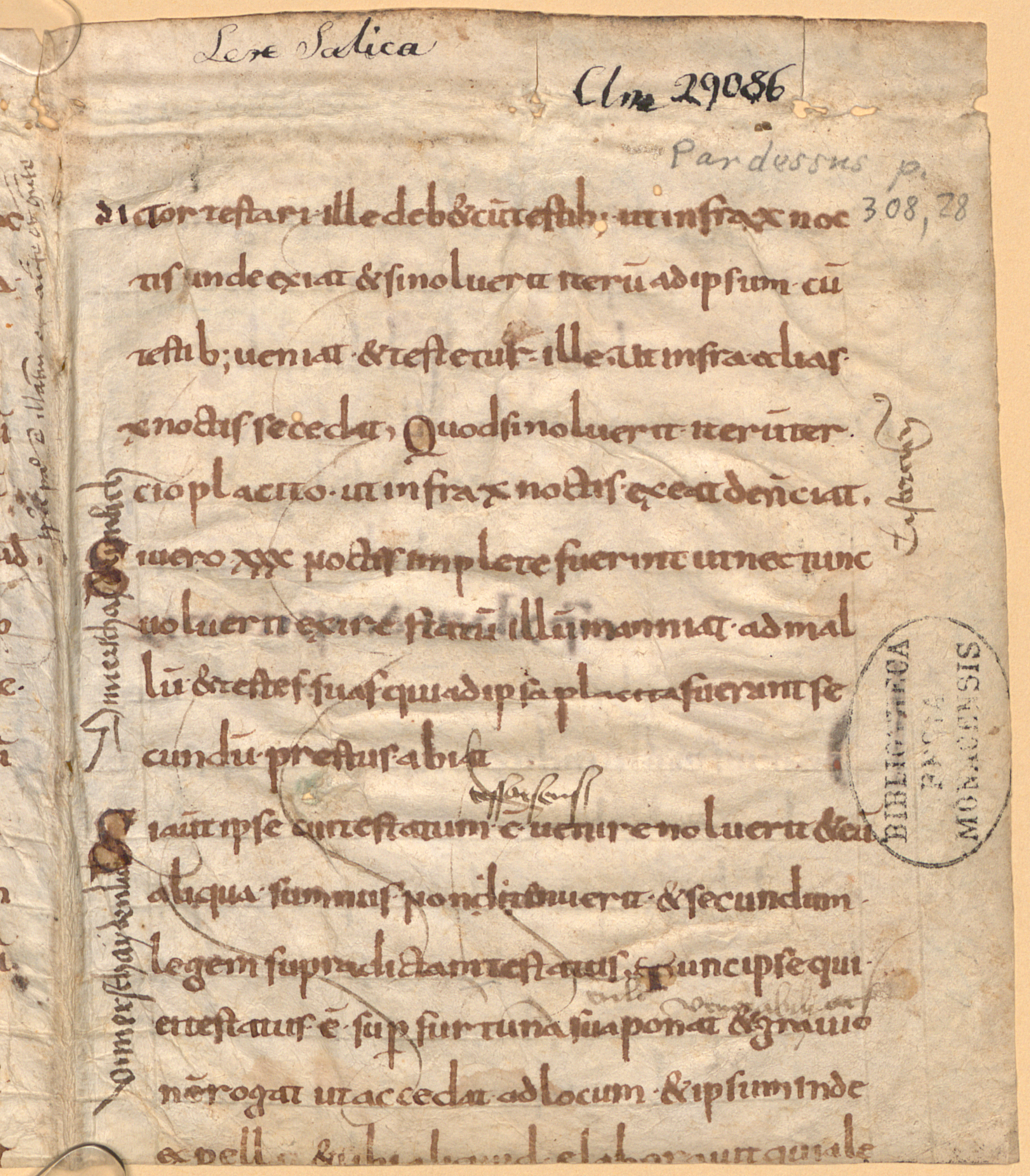
Салическая правда. Рукопись № 29560

Ни в Салической правде, ни в каком-либо другом германском правовом памятнике нет сведений о возрасте, необходимом для вступления в брак; некоторые исследователи допускают, что у германцев позволялось вступление в брак только после достижения половой зрелости. Салическая правда зиждется на принципе моногамии: так, похищение чужой замужней женщины наказывается равным с вирой штрафом в 200 солидов (титул XV), а значит, препятствием к браку является уже существующий брак. Абсолютным препятствием к браку считалось и объявление лица «вне закона», поскольку оно исключало всякую правоспособность. Препятствием к браку являлось отсутствие личной свободы. Браки между несвободными не считались законными, а всякое сожительство такого рода в любое время могло быть расторгнуто владельцами рабов. Брачное сожительство между свободной и несвободным точно так же влекло за собой потерю свободы, как и сожительство свободного с чужой рабыней (титул XIII, §§ 8 и 9); для такого союза действовали принципы так называемого рабского брака, то есть в этих случаях отсутствовали всякие юридические последствия законного брака, а дети, рождённые в таком сожительстве, были также несвободны. Нередки были сожительства между свободными и их собственными рабынями, но такой союз не рассматривался как законный брак, а лишь как фактический брак неюридического характера. Между полусвободными не существовало препятствий к браку, но в то же время браки между свободными и полусвободными строго запрещались, а полусвободный даже подвергался смертной казни в случае похищения им свободной (титул XIII, §§ 7 и 9).
По Салической правде существует абсолютное препятствие к браку между близкими родственниками; согласно титулу XIII (приб. 2) брак такого рода рассматривается как преступный и подлежит расторжению, а дети от такого брака считаются лишенными прав наследования и нечестивыми (лат. infamia notati). Помолвка также действовала как препятствие к браку, поскольку создавала обязательственные отношения между женихом и невестой, и нарушитель помолвки мог быть присужден к уплате штрафа наравне с любым другим вероломным должником. Брак с чужой невестой облагается сравнительно высоким штрафом в 63 солида (титул XIII, § 10), а согласно более позднему дополнению (титул XIII, приб. 3) закон обязывает к уплате 15 солидов жениху, невеста которого вступает в брак с другим. По отношению к чужеземцам допускался брак через умыкание как законный, но если речь шла о похищении соотечественницы, то это означало препятствие к браку независимо от связанных с этим санкций (титул XIII, § 4), поскольку такой союз не рассматривался как законный брак. Однако здесь предоставлялась возможность восстановления права, если похищенная признавала в присутствии своих родственников и похитителя его своим мужем.
До вступления в брак имело место заключение помолвки, но из закона не видно, как она происходила. Из других источников известно, что в обручение входила сделка о брачном даре, а согласие невесты учитывалось лишь в том случае, если согласие на брак давал не отец или брат, а другой агнат; кроме того, из поздних текстов Салической правды (титул XIII, приб. 4) известно о наличии обычая свадебного поезда. Салическая правда сообщает незначительные данные по отношению к вступлению в брак вдовы (титул XLIV), которое происходило при вмешательстве в это дело судебного собрания. Председатель собрания должен был иметь при себе щит, и трое мужчин должны были предъявить три иска. Желающий жениться на вдове давал 3 солида и 1 денарий, после чего трое мужчин, выполнявших роль брачных свидетелей, проверяли, имеют ли эти деньги свой полный вес. После выполнения этой церемонии жених мог взять вдову замуж. Плата при заключении этого брака (лат. reipus), по всей видимости, была вознаграждением за убытки, понесённые семьёй невесты в связи с потерей рабочей силы; право на получение reipus имел ближайший родственник вдовы. Титул XLIV перечисляет этих родственников (каждый из них получает reipus при отсутствии предыдущих): 1) старший сын сестры вдовы, 2) сын её племянницы, 3) сын тети по женской линии, 4) брат матери, 5) брат прежнего мужа, 6) ближайший родственник умершего мужа до шестой линии. Помимо reipus’а салическое право (глава 7 капитулярия III) знает так называемый ахазиус (лат. achasius) — выкуп, который уплачивала вступавшая в новый брак вдова в размере 10 % стоимости брачного дара и который предназначался для вознаграждения родственников умершего мужа за связанные с брачным даром убытки.

#### Семейная община

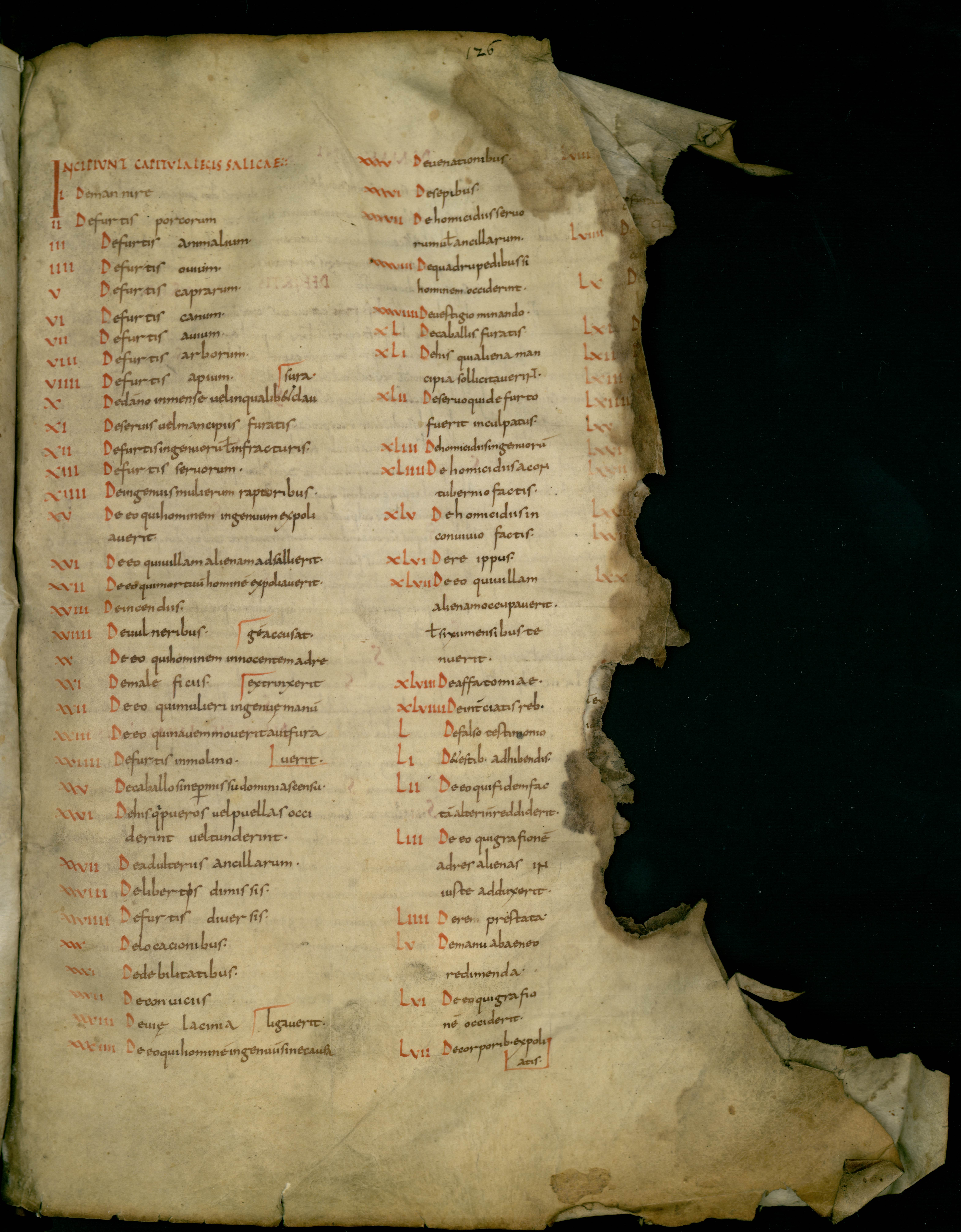
Салическая правда. Рукопись № 375

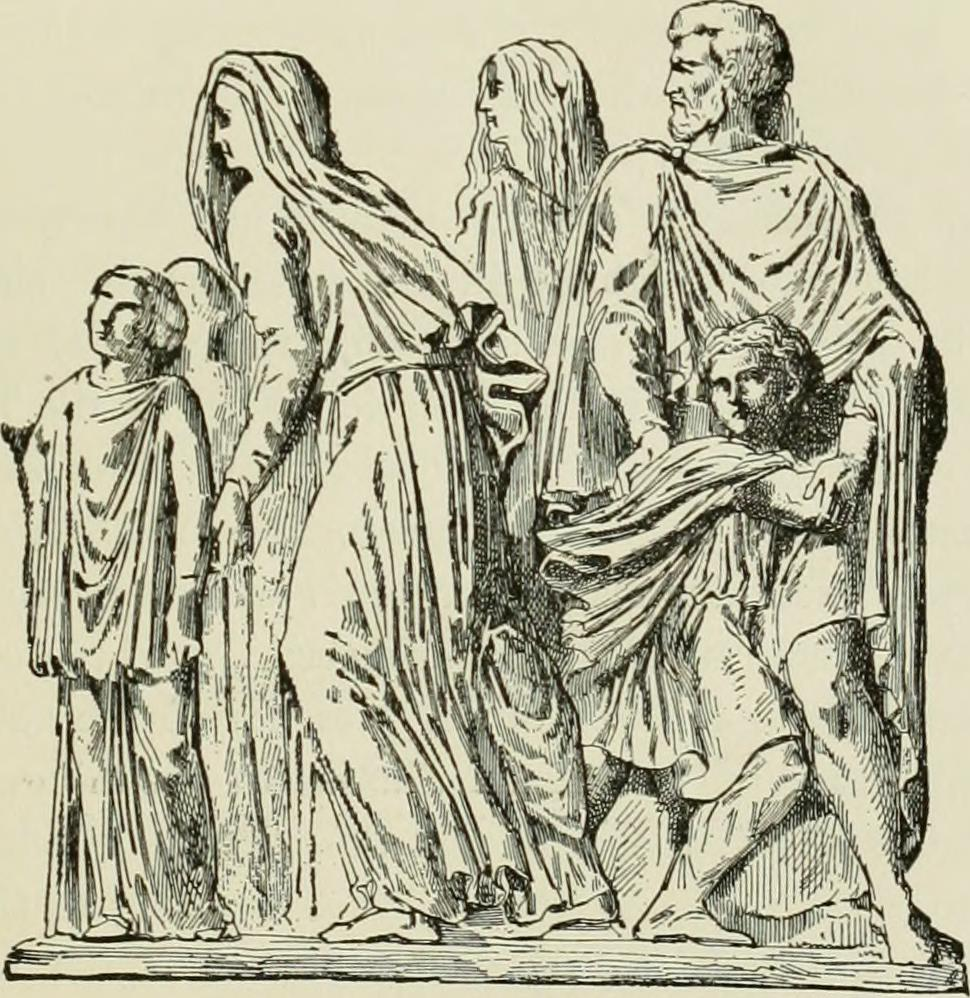
Семья древних германцев. Изображение с римского барельефа

Во времена издания Салической правды семья ещё не представляла собой исключительно тесной связи между супругами и детьми, а была совокупностью всех кровных родственников, сила и власть которой росла с количеством её членов, хотя закон уже различает более близких и отдалённых родственников. По свидетельству Тацита, у германцев дела дружбы и ненависти делались общей судьбой всех членов семьи и вся семья как таковая требовала удовлетворения своих претензий. Преступление рассматривалось как нападение, влекущее за собой частную войну между родственниками преступника и родственниками жертвы. Обе семьи отвечают солидарно за месть и возмещение; об этих отношениях свидетельствуют титулы LVIII «О горсти земли» и LXII «О вире за убийство». В тесной связи с семейным правом у древних германцев стоял институт соприсяжников, согласно которому сородичи взаимно были обязаны к содействию перед судом путем заверения под присягой высказываний родственников и их защиты. Домашняя община охватывала детей и, возможно, незамужних сестер или сестер-вдов. Жена по общему правилу не входила в имущественную общину и не имела права наследования после умершего супруга, но у неё сохранялись сильные семейные и некоторые наследственные связи со своими собственными родственниками по крови. Нередко домашняя община распространялась и на братьев после смерти отца, очень часто на детей преждевременно умерших братьев. В Салической правде нет определённого положения об отцовской опеке над своими детьми, но некоторыми источниками засвидетельствованы права отца на получение вергельда детей и выкупа (лат. pretium) при вступлении в брак дочерей, а также на пользование и управление имуществом детей.
Выход из семьи осуществлялся посредством эмансипации, адопции и отречения от рода. Эмансипация заключалась в отпуске сыновей из-под отцовской опеки; существенную часть этого акта составляло выделение имущества детей или снабжение сыновей предметами личного обихода, соответствующее приданому дочерей при их выдаче замуж, и дар со стороны детей, подразумевающийся как вознаграждение. По общему правилу с эмансипацией было связано деление домашнего состояния, которое не было обязательным, поскольку отец был вправе осуществить такое деление и позже или продолжать общность имущества до своей смерти. Поводом к установлению самостоятельности сына служили коммендация королю или знатному человеку, а также усыновление (лат. adoptio) третьим лицом. Молодой человек, усыновлённый третьим лицом, по-видимому, не становился постоянным членом его семьи и передавался отцом третьему лицу, получившему некоторую власть над ним и оставлявшему его в своем доме, скорее всего, чтобы этим отсутствием в отцовском доме более ясно и очевидно подчеркнуть окончание отцовской власти над сыном. Салическая правда создала также возможность прекратить семейные связи и принадлежность к роду, чем можно было освободить себя от рисков, связанных с солидарной ответственностью за высокие штрафы членов семьи, путём введения особой процедуры. Согласно титулу LX «О желающем отказаться от родства» тот, который хотел добиться такого результата, должен был явиться перед тунгином суда, сломать над своей головой три палки в четыре куска, бросить их на четыре стороны судебного места и торжественно заявить, что он отрекается от своих родственников по отношению к наследованию и другим правам и обязанностям. В результате этого акта закон устанавливал, что отрекшийся не мог больше пользоваться ни наследством, ни правом на виру в случае смерти или убийства какого-нибудь родственника в будущем. В случае же смерти или убийства самого отрекшегося его наследственное имущество или вергельд переходили в казну.

#### Семейно-правовые последствия вергельда. Chrenecruda

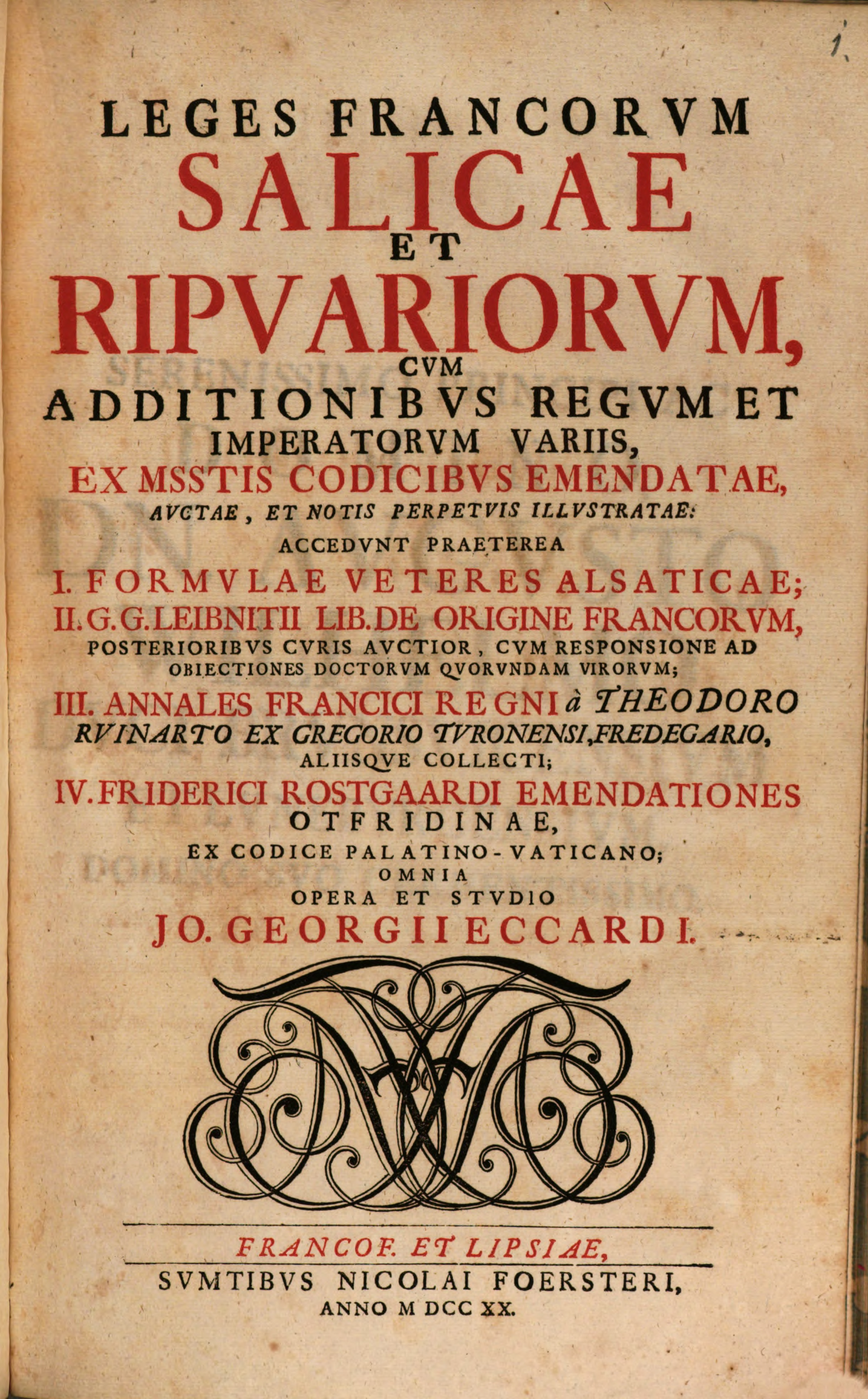
Салическая правда. Издание 1720 года

Если кто лишит жизни человека и, отдавши всё имущество, не будет в состоянии уплатить следуемое по закону, он должен представить 12 соприсяжников, [которые поклянутся в том], что ни на земле, ни под землёю он не имеет имущества более того, что уже отдал. И потом он должен войти в свой дом, собрать в горсть из четырёх углов земли, стать на пороге, обратившись лицом внутрь дома, и эту землю левой рукой бросать чрез свои плечи на того, кого он считает своим ближайшим родственником…
Вергельд, изначально представляющий собой материальный выкуп за убийство человека в целях избежания вражды родов, влёк двоякие последствия для семей жертвы и убийцы: право на получение вергельда с одной стороны и ответственность за вергельд с другой. По Салической правде действовал следующий принцип деления вергельда между близкими и дальними родственниками убитого сородича: одну половину получали сыновья, другую — ближайшие родственники по отцовской и материнской линиям, а в случае их отсутствия эта половина переходила не к сыновьям, а к казне. Правда толкует лишь случай с убийством отца (титул LXII). Капитулярий I имеет в виду тот же случай; хотя его текст сильно изуродован, его содержание можно установить следующим образом. Одна половина виры свободного, не имеющего отца, принадлежит сыновьям, одна четверть матери и последняя четверть трём ближайшим родственникам со стороны меча (то есть отца) и трём ближайшим родственникам со стороны веретена (то есть матери). Этим родственникам со стороны меча и веретена принадлежит половина виры, в случае, если матери уже нет в живых. Группа родственников со стороны меча и веретена, каждая в отдельности, делят виру между собой так, что ближайший из них получает 2/3 суммы, которая доставалась группе, следующий родственник получает от оставшейся трети опять 2/3, так что последний получает третью треть от третьей трети общей доли.
Процедуру ответственности семьи за уплату виры устанавливал титул LVIII «О горсти земли» (лат. De chrenecruda). Неплатёжеспособный убийца должен присягнуть с 12 соприсяжниками, что ничем больше не владеет. Выполнив это, он может привлечь своих родственников к уплате недостающей суммы вергельда, причём для этого требуется ряд символических действий. Он идёт в свой дом, берёт горсть земли из четырёх углов дома, становится на порог и, смотря вовнутрь дома, бросает землю левой рукой через плечо на своего ближайшего родственника. Выполнив это, должник обязан босым, в одной рубашке, держа кол в руке, прыгнуть через плетень. После этой церемонии ближайшие родственники становятся обязанными к уплате недостающей суммы, а в случае, если должник не имел имущества, то всего вергельда. Если и ближайший родственник неплатёжеспособен, должник бросает землю на следующего ближайшего родственника. Очередная последовательность родственников следующая: 1) отец, 2) братья, 3) сестра матери и её дети и 4) по три родственника с материнской и отцовской сторон. Если все перечисленные родственники не покрывают долг, убийца подлежит смерти. Но прежде чем применяется эта крайняя мера, соблюдается особая процедура перед судебным собранием, согласно которой все друзья и знакомые должника получают возможность выкупить преступника.
Согласно закону три родственника по матери и по отцу «должны уплатить половину того, сколько не хватает для уплаты следуемой по закону виры». Вопрос, в какой мере были обязаны к уплате отдельные родственники, решается в связи с положениями титула LXII, трактующего о распределении вергельда среди членов оскорблённого рода: аналогично этому распределению к уплате недостающей после предыдущей платы убийцей суммы вергельда обязаны отец и братья в отношении одной половины, а три родственника с материнской и три родственника с отцовской сторон, на которых была брошена земля, в отношении другой половины. Первый родственный круг отвечает за виру своих наследников, второй дальний круг за виру родичей. Оба круга отвечают субсидиарно, поскольку ответственность вступает в силу лишь тогда, когда преступник уже объявил свою неплатёжеспособность и исполнил всю предписанную процедуру. В титуле LVIII закон устанавливает, что бросание земли «на своих, то есть на троих ближайших родственников по матери и по отцу» имеет место лишь тогда, когда уже отец и братья уплатили свою долю. В случае же, если отец и братья вследствие своей неплатёжеспособности не могли платить, вероятно, становилось невозможным выкупить должника и бросание земли на дальних родственников не проводилось. Закон предусматривает и выставление преступника напоказ для добровольного выкупа родичами, но для них не действовала субсидиарная ответственность за виру наследников. Отец и братья не отвечали сверх виры наследников, родичи не отвечали сверх своей виры; каждый из этих двух кругов считался в этом отношении строго замкнутым. Таким образом, обязанный к уплате неплатёжеспособный убийца мог бросать землю не на любого, а на обязанного к уплате сородича.

### Вещное право

#### Права на недвижимое имущество

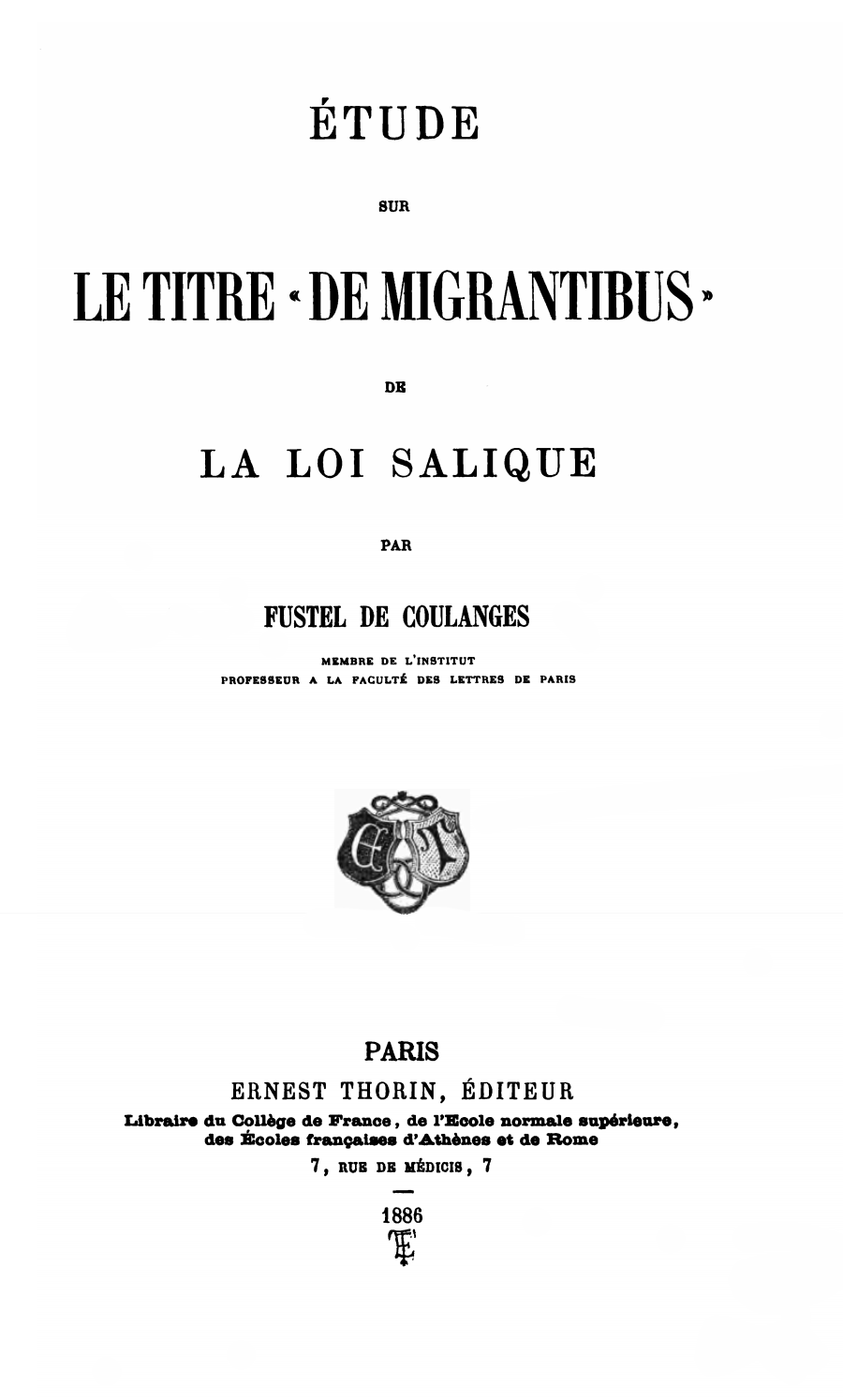
Труд, посвященный титулу «О переселенцах»

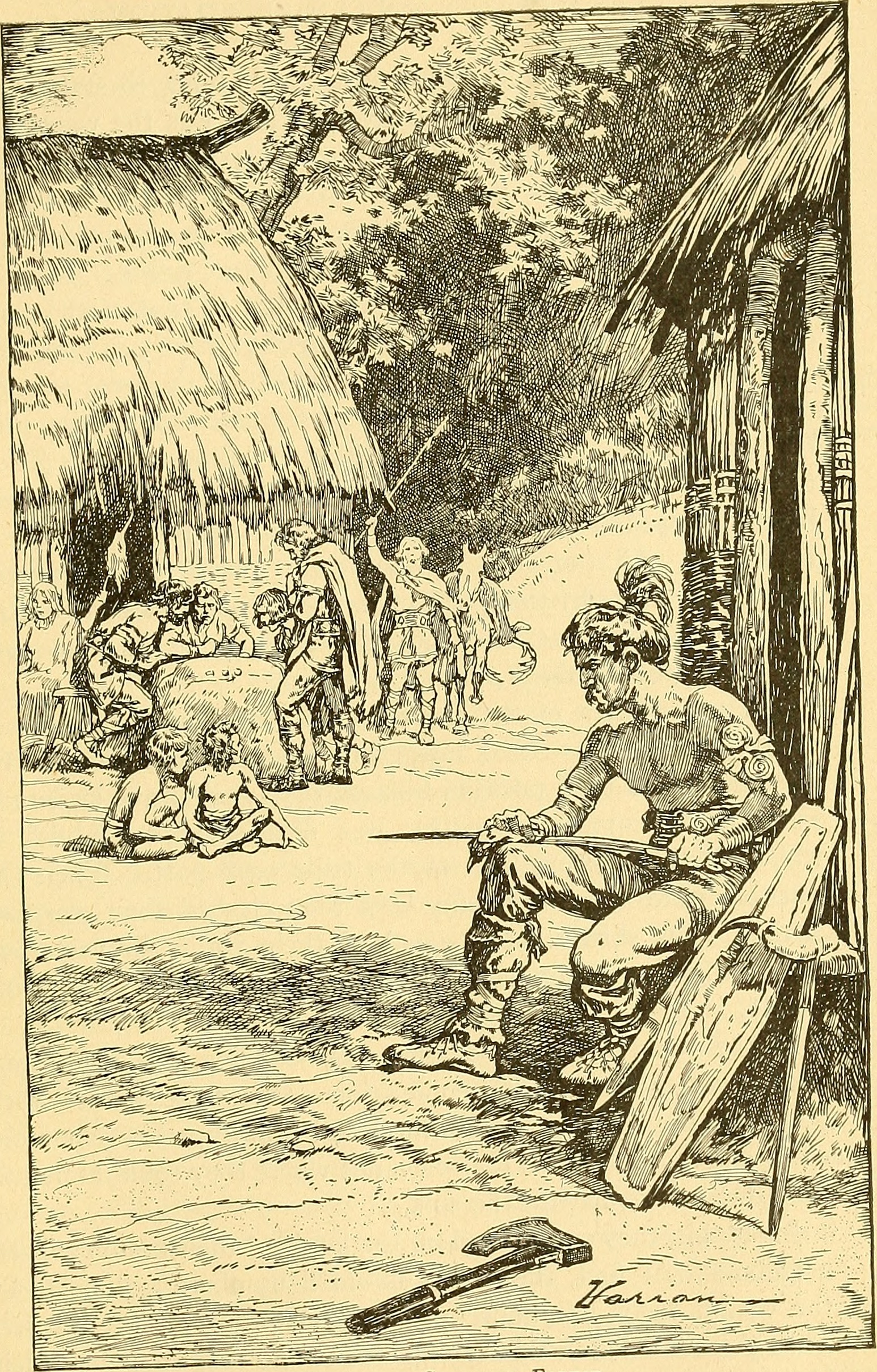
Деревня древних германцев. Рисунок Дж. Вэриана

Хотя в Салической правде используются термины «свой» (лат. suus), «чужой» (лат. alienus), «хозяин» (лат. dominus), франки не знали римской абсолютной власти над вещью, являющейся основным признаком права собственности на недвижимое имущество. Движимые вещи в целом признавались предметом владения, пользования и распоряжения, и права на них подлежали защите посредством штрафов за кражу, процедуры преследования по следам и т. д. В то же время права на землю и другие недвижимости отличались гораздо меньшей определённостью: по мнению А. И. Неусыхина, «в Салической правде речь идёт не об однозначной собственности каждого свободного домохозяина на землю, а о принадлежащих ему различных правах владения на разные угодья в пределах ограничивающего эти права коллективного верховенства… по отношению к земельной территории села». В частности, правам на некоторые угодья предоставлялась бо́льшая степень защиты: кража в пределах жатвы или виноградника наказывалась штрафом в 15—45 солидов (титул XXVII, § 13—15), в то время как за кражу в саду взималось лишь 3—15 солидов (титул XXVII, § 6, приб. 3—6). Меньшая степень защиты предоставлялась правам на луг: тот, кто выкашивал чужой луг, терял выкошенное сено и штрафовался лишь в случае вывоза сена (титул XXVII, § 10—12) — иными словами, законодатель защищал, скорее, права на сено, а не на луг. Ещё меньшая защита давалась правам на лес: каждый мог пользоваться помеченным им деревом в лесу, однако по истечении года терял это право пользования (титул XXVII, § 19).
Субъектом коллективной собственности на земли и леса (альменда) выступала деревенская община (лат. villa). Об этой общей собственности франков свидетельствует характер тесной связи между соседями, вытекающий из положений титула XLV «О переселенцах». Согласно этим положениям, право на поселение в деревне приобретают лишь в том случае, если никто из селян не возражает, и проживают там спокойно 12 месяцев. Но если кто-либо, несмотря на возражения одного или нескольких селян, поселился в деревне, по отношению к нему проводилась установленная формальная процедура, на основании которой его принуждали покинуть деревню. Тем не менее закон знает королевское разрешение на переселение (титул XIV, § 4), которое вытекало из частного права короля как собственника на завоёванные им земли; тем самым право сельской общины на землю носило производный характер. Эдикт Хильперика, устанавливающий порядок наследования земли дочерьми и братьями умершего, показывает, что до издания этого капитулярия соседи имели преимущество в наследовании перед указанными родственниками, то есть что у салических франков земля не рассматривалась как частная собственность, а принадлежала сельской общине (титул XXVII, §§ 16—19). Характеризуя права на землю по Салической правде, М. М. Ковалевский отмечал, что «все свидетельства сходятся в признании общинного характера собственности у салических франков и одного лишь дворового владения заимками в пахотах и сенокосах». В общинной собственности находились и дороги (титул XXXI).
Несмотря на наличие общинной собственности, ряд норм свидетельствует об определённой защите частного владения недвижимостями. Так, по окончании урожая отдельный крестьянин сохранял свое угодье (титул XXXIV, § 2); считалось целесообразным окружать его оградой (титул IX, приб. 2), посадить на нём деревья (титул XXVII, приб. 7). Постоянными принадлежностями считались уже сады и угодья, пригодные для огородничества или другой интенсивной культуры и расположенные вблизи двора (титул XXVII, §§ 6—8, 10). Отмечая повышенные штрафы за нападение на чужой дом и убийство франка в его доме, А. И. Неусыхин пришёл к выводу о том, что «всё находящееся в черте дома, двора или изгороди рассматривалось салическими франками как тесная и неотъемлемая принадлежность данного домохозяйства и его обитателей и, значит, как объект их наиболее полного и безраздельного владения». О выделении собственности отдельных домохозяйств из собственности общины свидетельствует возникновение аллода как формы наследования недвижимости сыновьями умершего (титул LIX) и аффатомии как формы передачи имущества лицу, не являющемуся законным наследником. Последующее законодательство всё больше расширяло объём владения отдельных лиц: так, эдиктом Хильперика была введена система наследования дочерей и боковых родственников; каролингские капитулярии запретили собирать колосья с чужой пашни, пользоваться чужой травой иначе, как в случае войны или во время исполнения королевским посланцем его обязанностей; постепенно перестали применяться юридические последствия протеста против новых переселенцев.

#### Защита владения движимыми вещами

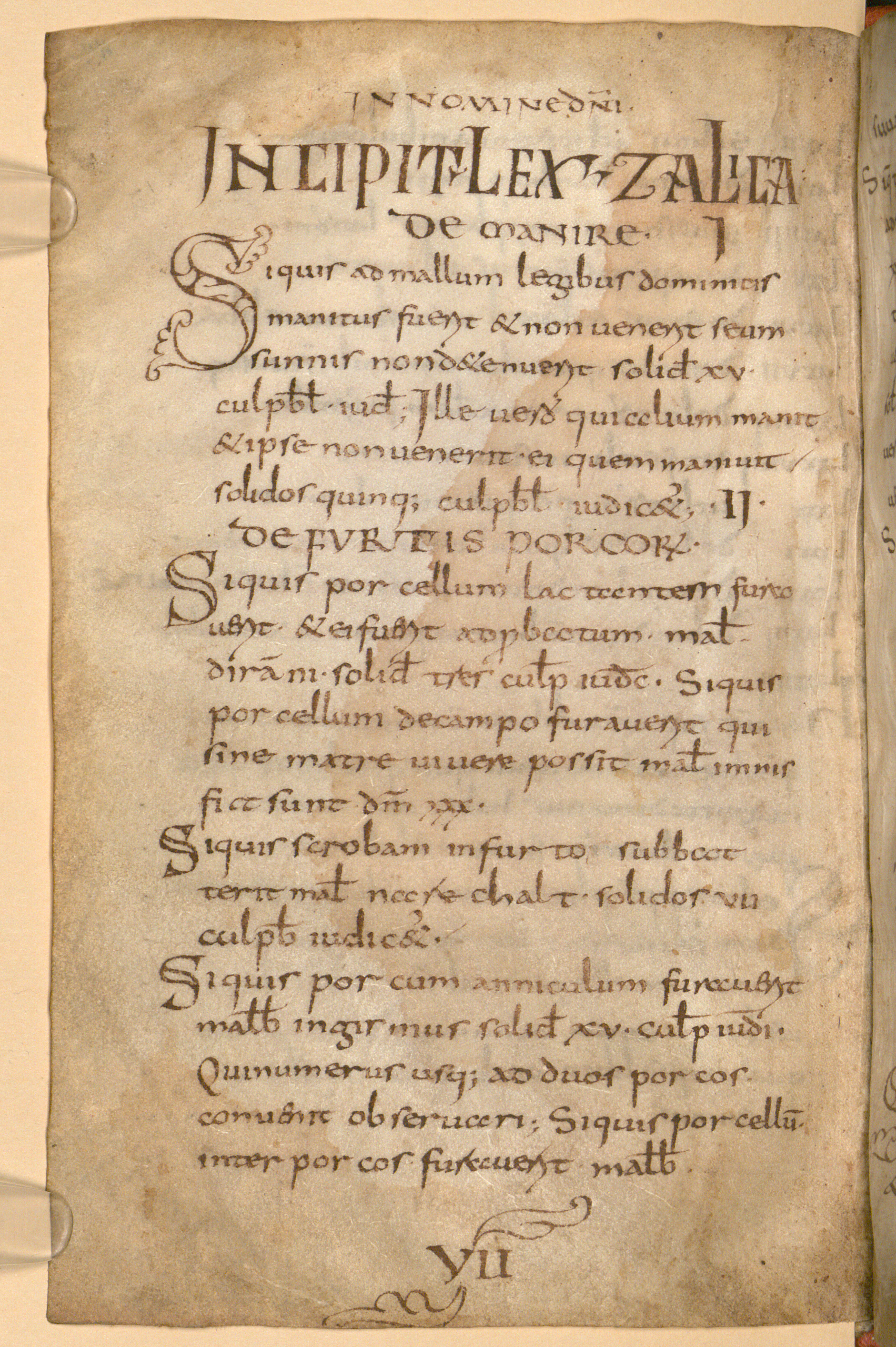
Салическая правда. Рукопись № 4115

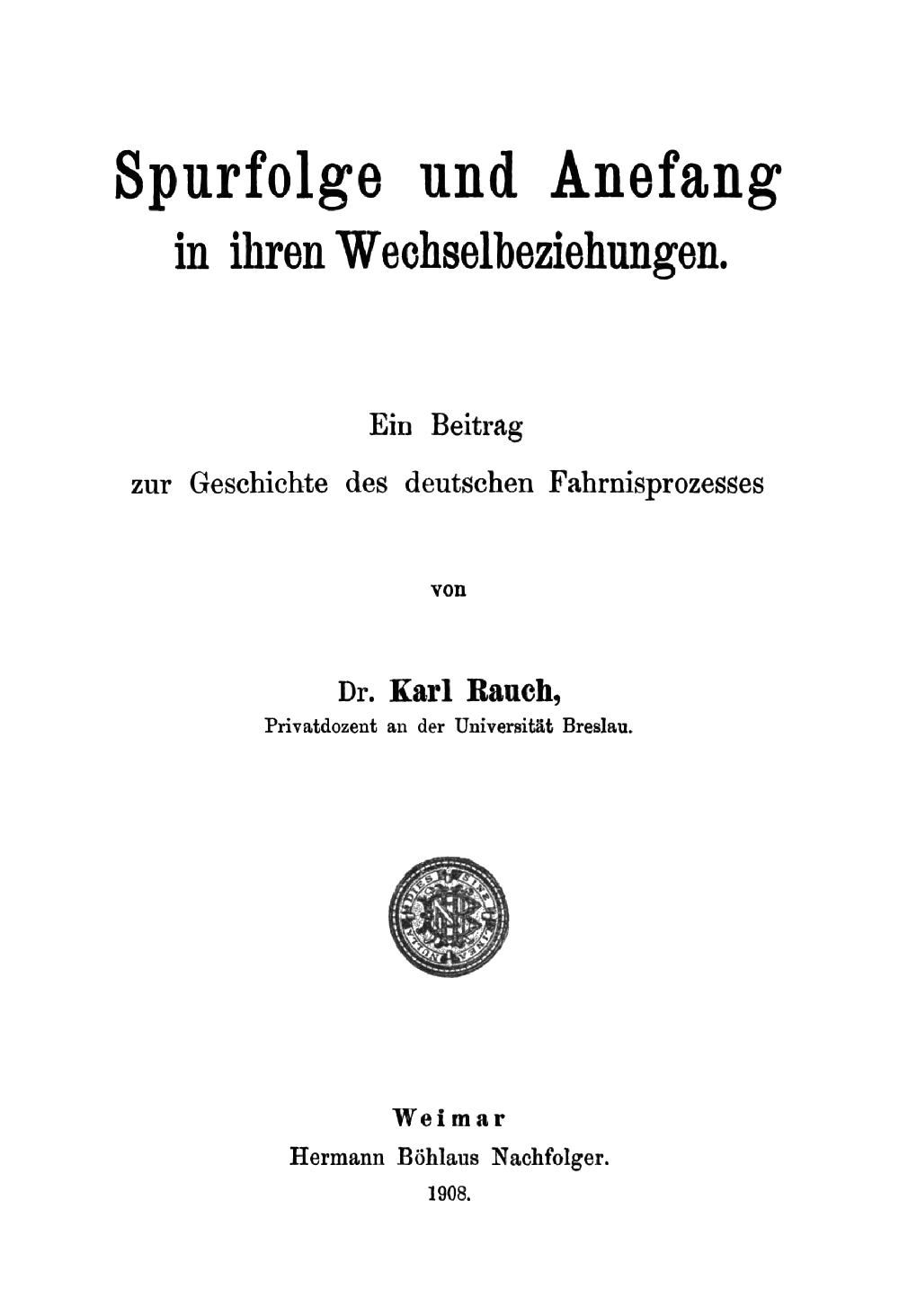
Труд, посвящённый преследованию по следам и анефангу

Вещный иск как таковой неизвестен Салической правде. Собственник движимой вещи пользовался лишь ограниченной охраной права уголовным преследованием кражи и противозаконной утайки вещи. Лишь в случаях кражи или похищения собственник мог пользоваться своим правом против любого третьего лица, но не в тех случаях, где он добровольно выпустил из рук свою вещь. В последнем случае собственник мог возбуждать иск против получателя лишь при злоумышленном отказе в возврате вещи. Но если эта вещь очутилась в руках третьего лица, её собственник не был в состоянии отстоять своё право перед третьим лицом; это право мог отстоять лишь тот, кому собственник в своё время передал эту вещь, также при условии, что её украли или похитили у получателя. Потерпевший имел право так называемого преследования по следам в течение первых трех суток с момента утраты вещи (титул XXXVII); по истечении трех суток применялась закрепленная титулом XLVII «О розыске» процедура установления собственности на движимую вещь — анефанг. Суть указанных процедур сводилась к следующему.
Потерпевший имел право наложения руки на свою вещь повсюду, где бы он её ни находил. Эти вещи перечислены в титуле XLVII: рабы, лошади, скот или какая-нибудь другая вещь; по всей видимости, последняя имеется в виду лишь в случае, если она носит клеймо собственника (титул XXXIII, § 2). По обычаю потерпевший в сопровождении прибежавших на его крик соседей имел право обыскать чужой дом, а хозяин дома не мог сопротивляться этому под страхом признания его вором; Рипуарская правда определённо подтверждает эту санкцию, и скорее всего так же обстояло дело и у салических франков. Если вещь была найдена при преследовании по свежим следам или в течение первых трёх суток, идущий по следам, как на месте преступления, мог наложить на неё руку и присвоить её; но в случае, если держатель объявлял собственные претензии на вещь, идущий по следам был обязан отдать вещь в третью руку и доказывать собственность на вещь (лат. agramire). Таким образом, закон на этот случай высказывает предположение лучшего владения в пользу потерпевшего, поскольку предоставляет ему предварительное владение спорной вещью. Если обыск дома прошёл безрезультатно, идущий по следам должен был уплатить штраф хозяину дома. Держатель, не объявивший собственных претензий, вероятно, привлекался в случае очевидной кражи к уголовной ответственности.
Если вещь находили у держателя по оставлении преследования по свежим следам, то есть по истечении трёх суток с момента потери, нужно было соблюдать процедуру анефанга. Держатель, у которого находили вещь, должен был доказывать свою собственность на вещь, так что уже не нужен был особый вызов его в суд со стороны потерпевшего истца в связи с наличием соглашения о передаче дела в соответствующий срок на судебное разбирательство и решение. Этого судебного решения нужно было требовать в течение 40 суток или, если вещь находили «по ту сторону реки Ligeris или Угольного леса», в течение 80 суток. Ответчик вызывает в судебное собрание своего предшественника во владении (ауктора), а последний так же должен поступить со своим ауктором, если таковой имеется. Если вызванный в суд не является, и вызвавший его подтверждает тремя свидетелями факт вызова и дальнейшими тремя свидетелями, что он действительно законно приобрел вещь от него, ответчик освобождается от всякой ответственности. Ауктор, не явившийся и не указавший на законную причину неявки, считается вором и приговаривается к возмещению убытков своего партнёра, а также к уплате штрафа за кражу собственнику вещи, а сама вещь возвращается собственнику держателем. Те же последствия наступают в случае, если ауктор, хоть и явившийся на судебное разбирательство, не может оправдаться. Если призванный правопредшественник не признает себя ауктором, происходит особая процедура принятия решения или с помощью свидетелей, или ордалий. Ответчик, если ссылается на своё право и не может его доказать, не только приговаривается к выдаче вещи, но и облагается особым штрафом. Если вызванный ауктор является в суд и факт заключения с ним сделки не может быть доказан, держатель признавался вором. Если иск оказывался необоснованным, истец наказывался штрафом в 15 солидов (капитулярий V), а в случае самовольного отобрания вещи — штрафом в 30 солидов (последнее предложение титула XXXVII).

### Обязательства

#### Долговые отношения. Договоры

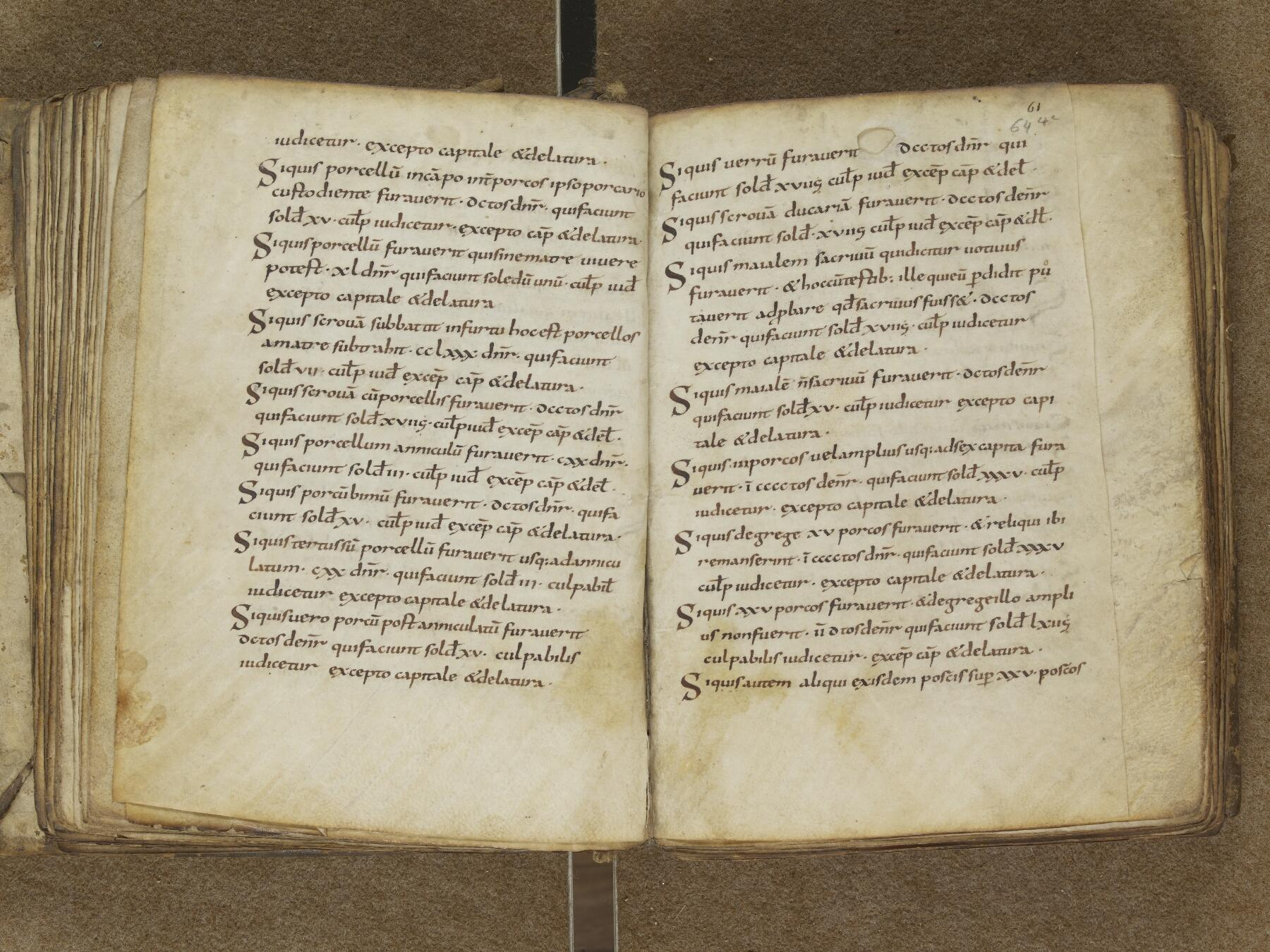
Салическая правда. Рукопись № 36

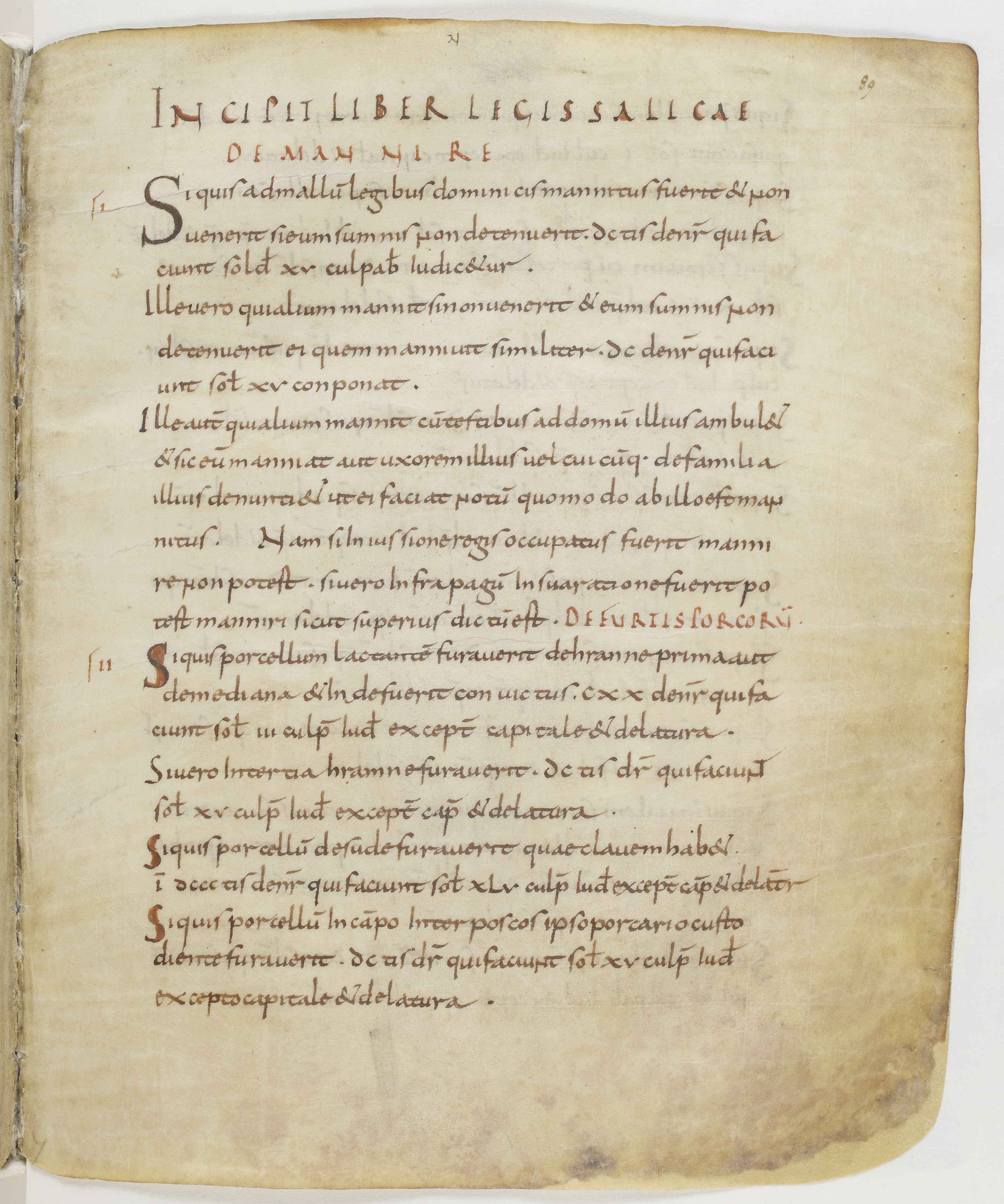
Салическая правда. Рукопись № 10758

В Салической правде имеются лишь редкие намеки на обязательственное право: содержание договоров зависело от воли договаривающихся сторон. В титуле L «Об обязательстве» речь шла не о простом гражданско-правовом обязательстве, а лишь об обязательстве, которое кто-нибудь взял на себя торжественным образом на основании решения суда. Если не было договорённости между сторонами в отношении срока, ответчик был вправе платить согласно взятому на себя обязательству в течение 40 суток. По всей видимости, торжественно-формальному обязательству должника предшествовало соглашение сторон безо всякого принуждения и формы, а это соглашение содержало и срок платы. Если стороны не сходились в сроке, действовал законный срок в 40 суток. В случае, если по истечении срока должник не производил платёж, кредитор со свидетелями являлся к дому должника для получения долга. В целях оценки принимаемых имущественных ценностей истца сопровождал оценщик («тот, кому надлежит произвести оценку имущества»). Если плата не производилась, долг автоматически повышался суммой штрафа в 15 солидов, а кредитор вызывал ответчика в суд, где он обращался к тунгину со следующими словами: «Прошу тебя, тунгин, объяви скорейшее принуждение по отношению к противнику моему, давшему мне обязательство и сделавшему у меня заем». При этом кредитор также указывал сумму долга. Затем тунгин говорил: «Я объявляю по отношению к нему скорейшее принуждение, согласно Салическому закону». После этого кредитор торжественно требовал, чтобы должник никому другому ни платил, «ни давал ручательства в уплате», прежде чем кредитору не будет возвращён долг; в литературе встречается мнение, что этим накладывался арест на всё имущество должника. В этот же день кредитор отправлялся к дому должника и предлагал ему уплатить долг. Если должник отказывался от уплаты, кредитор выжидал до захода солнца, после чего долг повышался ещё на три солида. Это повторялось три раза с промежутками в восемь дней, и каждый раз долг повышался на три солида. Если и на третий раз долг оставался неуплаченным, кредитор обращался к графу, после чего начиналась процедура принудительного взыскания с участием графа и рахинбургов (титул L, §§ 3 и 4).
О займе (ссуде) движимых вещей трактует титул LII «О займе», который содержит лишь положения о процедуре на случай отказа ссудополучателя возвратить вещи их собственнику. В случае такого отказа собственник-кредитор вместе со свидетелями троекратно являлся к дому должника и назначал ему срок для возврата. Если и на третий раз возврат вещей не производился, мог быть установлен ещё новый срок, причем к сумме долга прибавлялись ещё 9 солидов, по три солида за каждое обращение кредитора. Если же должник «и тогда не пожелает ни возвратить, ни дать обязательства в уплате», на него падает штраф в 15 солидов и дело переносится в суд. О договоре дарения говорит капитулярий I, устанавливающий, что не следует засчитывать при разделе наследственного имущества дарения, сделанные детям в случае их вступления в брак или акта стрижки волос. Помимо титула L, залог упоминается в титуле XL (§ 4), где он предоставляется собственнику заподозренного в краже раба истцом, желающим пытать раба «вопреки воле господина». В титуле XXXVII говорится о купле-продаже и мене как о действительных правовых сделках собственного владения: держатель объявляет о найденных у него вещах, что он «купил или получил их в обмен»; об этих же договорах упоминается в титуле XLVII («в течение этого времени все те, кто продал коня, или обменял, или, быть может, дал в уплату, должны войти друг с другом в сношение»).

#### Плата за причинение вреда (композиция)

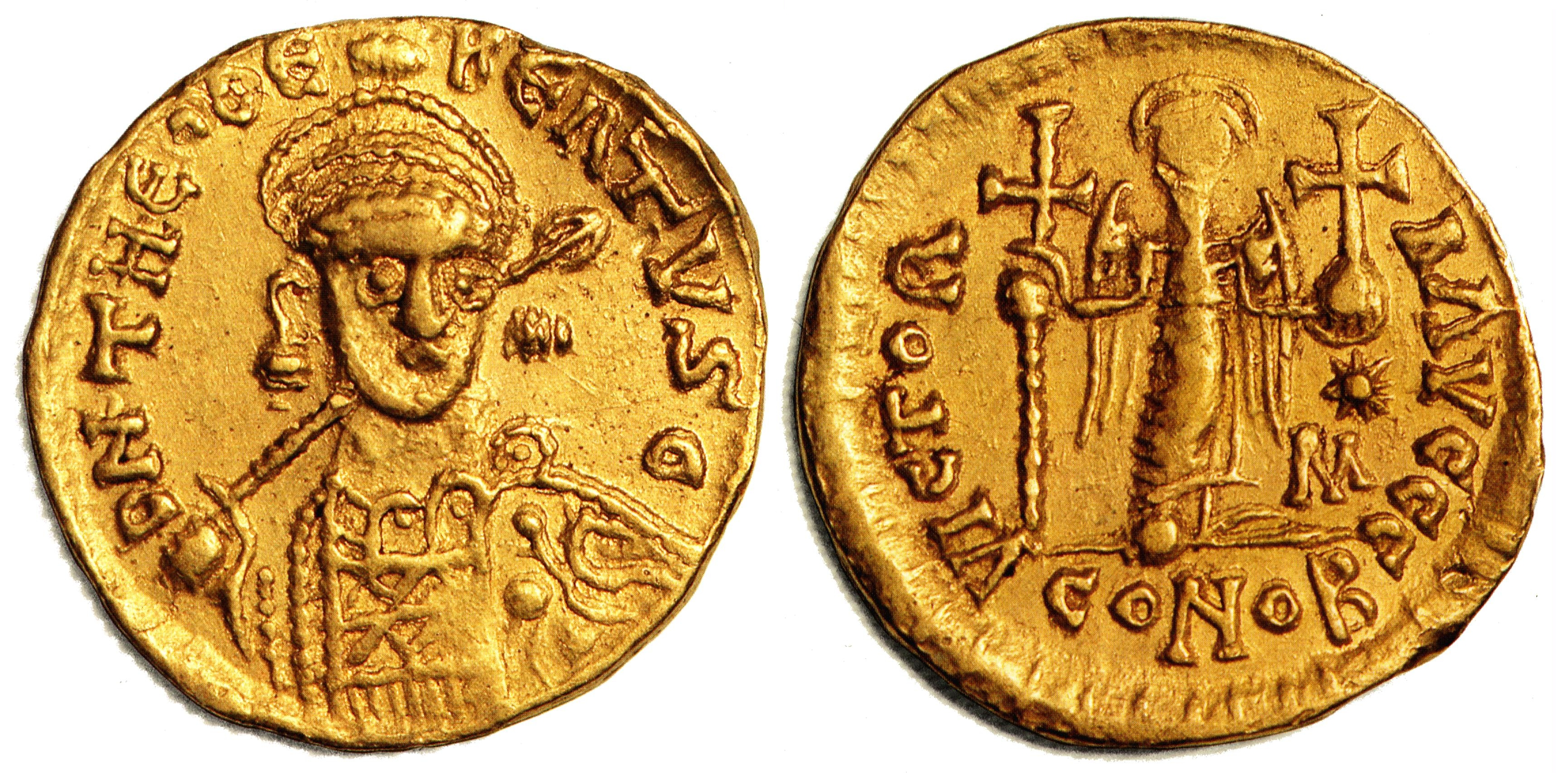
Золотой солид 534 года

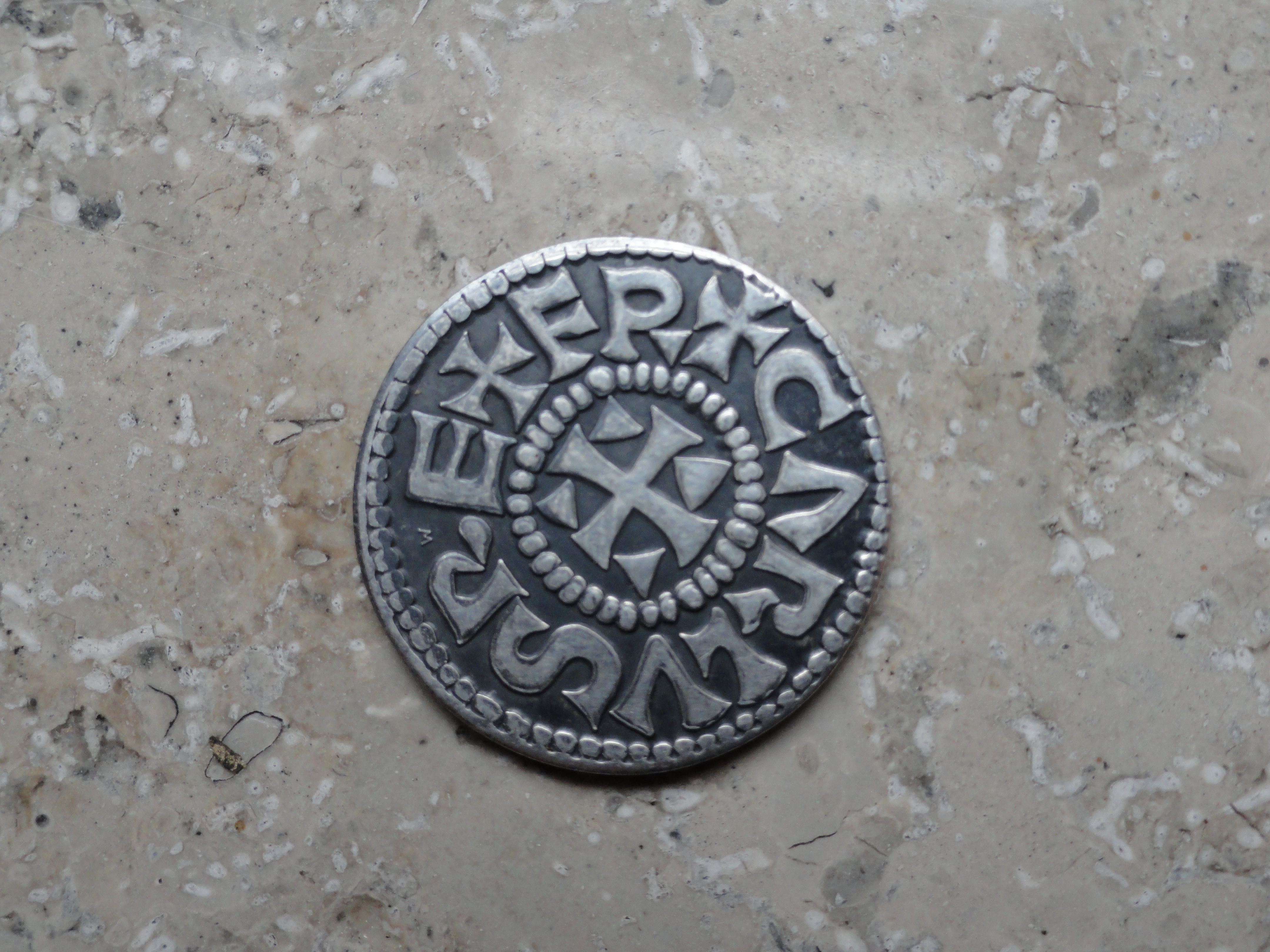
Денарий Карла Великого (копия)

Платеж (лат. compositio), который преступник должен был уплачивать в случае деликта, состоял из нескольких элементов: собственно наказания (лат. faidus), платы за нарушение общественного порядка (лат. fretus, fritus), возмещения вреда (лат. capitale) и так называемой делатуры (лат. delatura, dilatura).
Фретус, подлежащий уплате графу как представителю короля и являющийся платой за нарушение преступником общественного порядка, носит уголовно-правовой характер. Так как фретус составляет соответствующую долю композиции, то его определение имеет значение для выяснения размера гражданско-правового возмещения вреда. В титуле L (§ 3) подчеркивается, что две трети всей композиции нужно отдавать истцу, а одну треть должен получать граф. Если вопрос о вине является сомнительным, фиск не вправе требовать чего-либо, но в противном случае фиск взыскивает фретус, как если бы состоялся приговор. Это ясно видно из титула LIII, где обвиняемый хочет освободить себя от ордалии с котлом: если обвиняемый платит свыше 30 солидов, чтобы откупиться от этой ордалии, нужно уплатить графу фретус таким образом, как будто обвиняемый был осужден.
Файдус был частью композиции, уплачиваемой жертве преступления, чтобы склонить её к отказу от мести (лат. faida). Штраф не везде представлял собой такую уплату потерпевшему и в некоторых случаях являлся настоящим наказанием с публичным характером; особенно это относилось к преступлениям и правонарушениям, которые не задевали частных интересов и штраф за которые полностью принадлежал фиску. В случаях причинения вреда частным лицам файдус принадлежал потерпевшему и служил таким образом средством возмещения причинённого потерпевшему вреда несмотря на то, что размер собственно файдуса значительно превышал стоимость вреда. Файдус регулярно составляет по крайней мере двойную сумму стоимости поврежденной вещи, потому что он не является собственно возмещением, а скрывает в себе элемент наказания. Так, например, штраф за убийство или кражу раба составляет 30 солидов, что более чем в два раза превышало распространенную в Галлии в более поздние времена цену обычного раба в 12 солидов.
Выражением «capitale» обозначалась стоимость вещи. Уплата этой стоимости не заменяется файдусом, выкупающим право на месть, и не заменяется фретусом, принадлежащим фиску. Сравнение соответствующих мест Салической правды показывает, что 37 параграфов закона и его капитуляриев содержат при установлении композиции дополнение «не считая стоимости и возмещения убытков» (лат. excepto capitale et dilatura). Из них 28 параграфов относятся к краже домашних животных (свиней, баранов, коз, собак, птиц и пчёл); два параграфа трактуют о лице, уличённом в причинении вреда скоту; три параграфа трактуют о кражах, совершенных свободными франками; четыре параграфа трактуют о краже бубенчиков, повешенных на шее свиньи, краже раба, ложном свидетельском показании и отрезании хвоста у павшего коня без ведома хозяина. По всей видимости, в соответствии с обычаем стоимость следовало возмещать во всех случаях, где украденное или повреждённое имущество имело продажную цену, поскольку везде в законе, где упоминается «capitale», говорится о материальных вещах, животных или рабах.
Делатура также упоминается в Салической правде 37 раз и помимо случая ложной клятвы всегда в связи с украденной или повреждённой вещью. Значение слова «delatura» или «dilatura» является спорным: большинство исследователей объясняют делатуру как возмещение за просрочку платежа, то есть возмещение убытков, причинённых вследствие лишения истца спорного имущества; некоторые учёные видят в делатуре вознаграждение, которое платили доносчику преступления. Делатура упоминается только там, где можно установить продажную цену — при повреждении скота, краже животных, рабов или движимых вещей. При преступлениях, совершённых над свободными людьми, делатура не взимается; там, где законодатель говорит в одном и том же титуле о свободных и рабах, делатура упоминается у последних и пропускается у первых. Делатура не представляет собой стоимости вещи, поскольку она всегда связана с «capitale» и никогда не упоминается самостоятельно.

#### Другие обязательства из причинения вреда

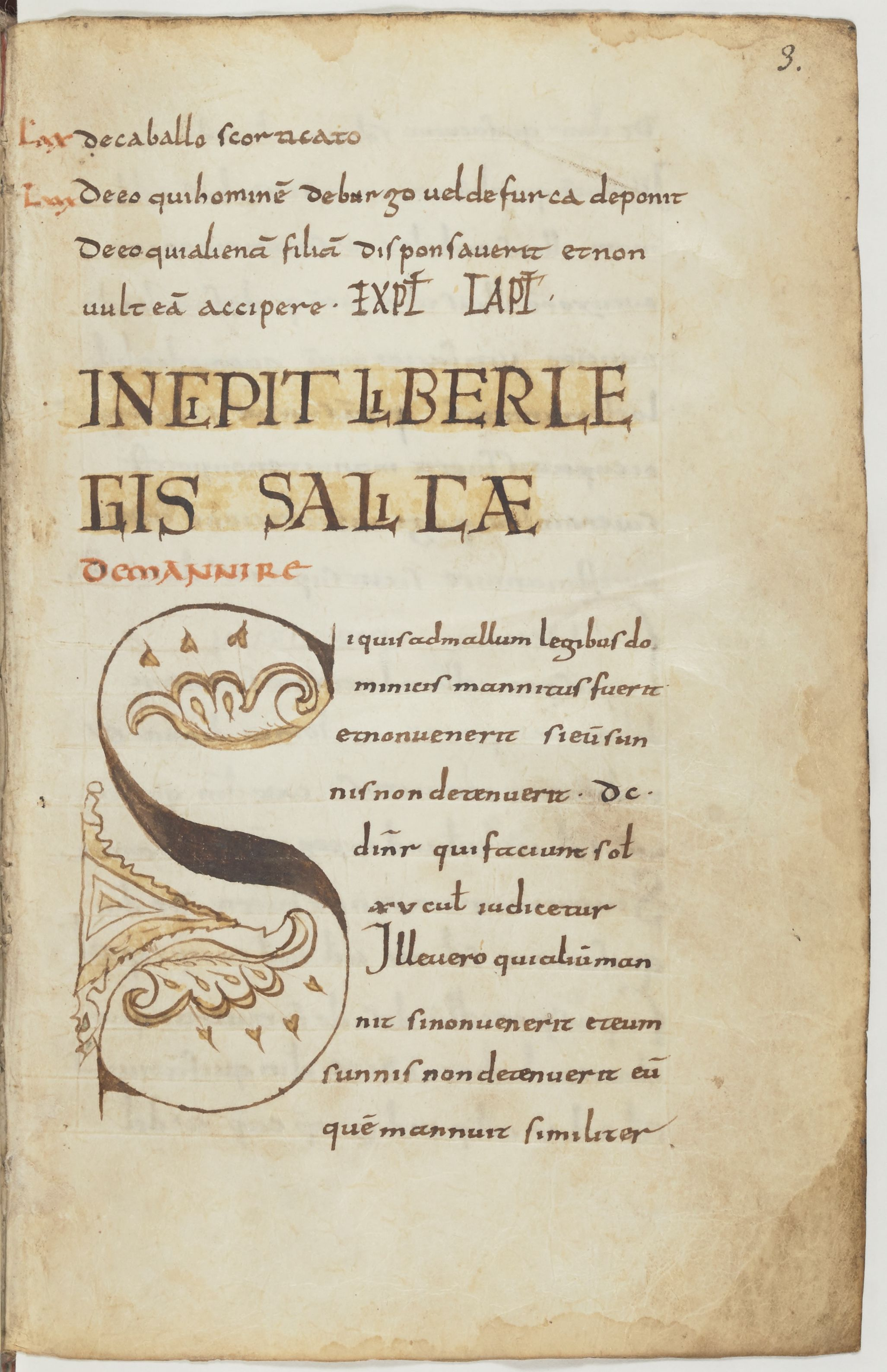
Салическая правда. Рукопись № 4787

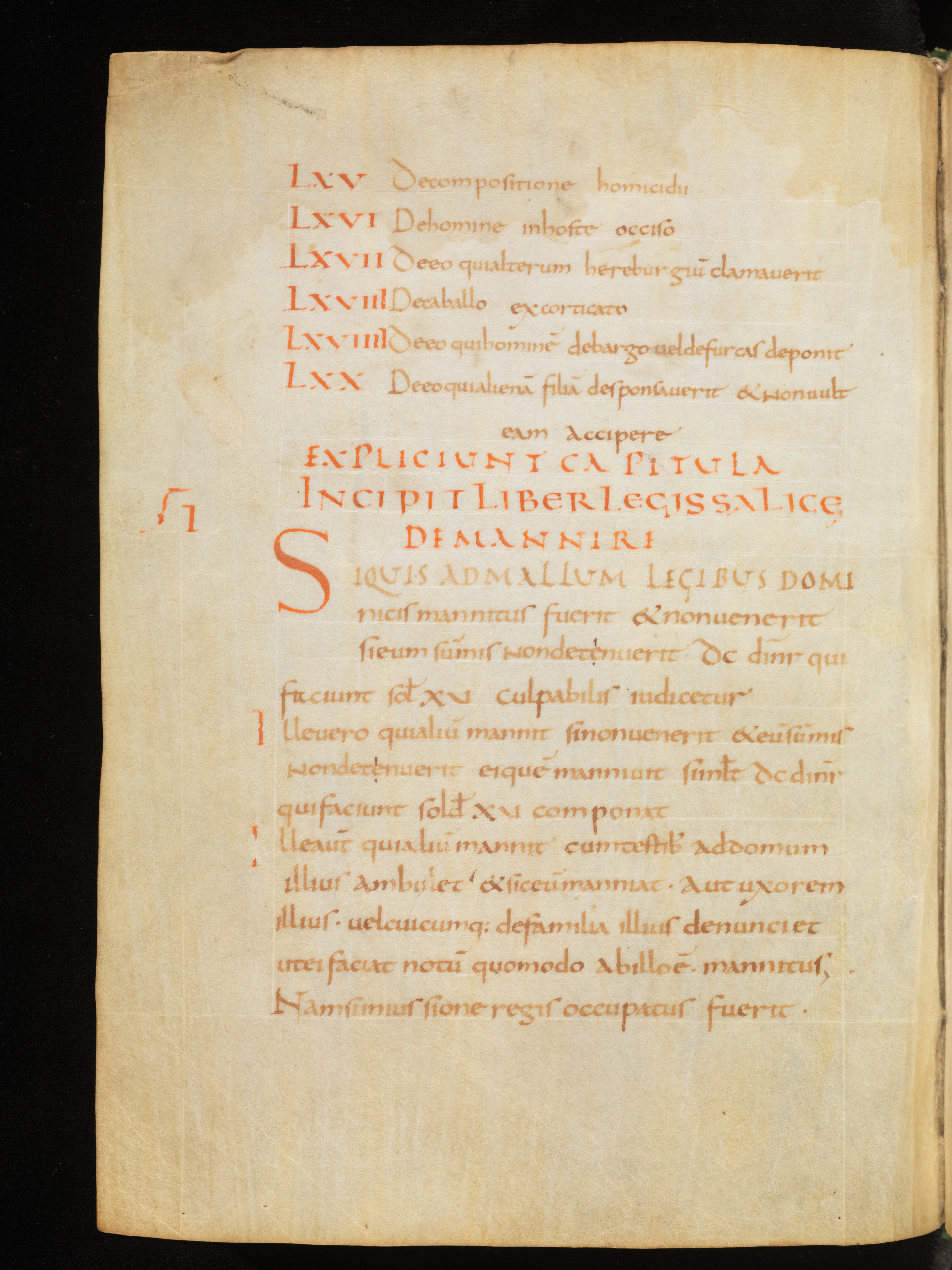
Салическая правда. Рукопись № 107

При телесных повреждениях Салическая правда знает также издержки за лечение. Согласно титулу XVII (§ 4) в случае причинения глубокого ранения между рёбрами или в живот преступнику надлежит уплатить сверх установленной композиции ещё 5 солидов за издержки, связанные с лечением. Согласно прибавлению 1 того же титула издержки за лечение составляют 9 солидов, если рана не поддаётся лечению. Тот же размер издержек за лечение установлен в капитулярии I на случай кастрации. Издержки за лечение у людей в некотором смысле соответствуют уплате capitale у вещей, животных и рабов и не считаются составной частью композиции.
Закон знает случаи возмещения вреда частноправового характера в чистом виде, без штрафа. Согласно титулу L кредитор три раза ждёт уплаты долга до захода солнца и каждый раз долг повышается на три солида. Долг также увеличивается на 15 солидов при предварительном призыве к уплате ещё до судебного заседания, на котором тунгин объявляет «скорейшее принуждение». Согласно титулу LII вследствие трёх призывов долг увеличивается каждый раз на три солида. В обоих случаях дело идет об интересе просрочки истца в случае невыполнения частноправовых требований по наступлении срока возврата долга; указанные нормы по сути содержат законно зафиксированную пеню. Согласно титулу LXV (§ 1) тот, кто отрезал хвост у павшего коня без согласия его владельца и сознался в этом, должен отдать другого коня. Частноправовой характер этого положения явствует из § 2 того же титула, где установлена композиция в 30 солидов на тот же случай, если виновник отрицает своё деяние: законодатель определённо не устанавливает ни малейшего наказания в случае признания делинквентом своей вины. Подобный случай имеется в титуле XXVII (§ 4), где укравший путы с лошади должен возместить её стоимость, если она потерялась вследствие этого поступка. В этом случае владелец коня действительно лишается стоимости животного, так что речь здесь идёт о настоящем частноправовом возмещении причинённого вреда без элемента наказания. Тот же принцип проведен в титуле IX (§ 1), согласно которому тот, кто обнаружил на своей ниве чужое животное, нанёс ему увечья и сознался в этом, обязан возместить хозяину стоимость, а изувеченное животное взять себе.
Собственник животных обязан возмещать вред, причинённый его животными. Так, собственник скота, забежавшего на чужую ниву, в случае отрицания своей вины присуждается к уплате 15 солидов (титул IX, § 4). Если собственник скота со злым умыслом впустил скот на огороженное угодье, то он должен возместить вред и сверх того уплатить штраф 30 солидов (титул IX, приб. 2). Если четвероногое домашнее животное убило человека, собственник этого животного обязан уплатить половину виры убитого, а от второй половины виры он может освободиться лишь выдачей животного (титул XXXVI). Салическая правда в редакции издания Герольда показывает более позднее развитие по отношению к этому тексту закона, согласно которому собственник животного может принести присягу в том, что ему не было известно об опасных свойствах животного, и в таком случае он освобождается от ответственности перед родственниками убитого. Эмендата ещё дальше идет в подчеркивании элемента вины собственника животного, обязывая родственника убитого доказывать, что владелец животного не соблюдал необходимых мер предосторожности.
Раб, хотя и представляет собой вещь с точки зрения Салической правды, тем не менее является субъектом уголовной ответственности. Законодатель руководствуется стремлением предотвратить совершение преступлений, а потому он исходит из строгой обязанности владельца следить за своими рабами и вводит гражданско-правовую ответственность владельца за причинённый его рабами вред. Если рабыня умирает вследствие насилия со стороны чужого раба, владелец последнего, несмотря на применение санкций к самому рабу, должен полностью возместить стоимость рабыни (титул XXV, § 7). Если раб убивает свободного, владелец раба должен уплатить половину виры, а в качестве другой половины раб отдаётся родственникам убитого. Два титула Правды трактуют о кражах, совершённых рабом, и обязывают рабовладельца к возмещению, одновременно возлагая на раба уголовную ответственность вплоть до смертной казни. В соответствии с титулом XII (§ 2), где стоимость украденного малозначительна (40 денариев), закон устанавливает обязательство владельца возместить стоимость украденного и убытки. При краже рабами вещей большей стоимости, о которых говорится в титуле XL, на владельца возлагается лишь обязательство к уплате стоимости. Закон защищает имущественные интересы владельца раба тем, что в некоторых случаях ему предоставляется право откупить раба от тяжёлого телесного наказания уплатой сравнительно небольшой суммы. Однако если владелец не предоставляет раба для проведения предусмотренной законом пытки, то он должен уплатить композицию в таком же размере, как если бы он сам совершил такое же преступление, как его раб (титул XL, § 9). Если раб убежит после совершения преступления прежде, чем его владелец призван к его выдаче, последний обязан возместить причинённый рабом вред и сверх того разрешить, чтобы раб после его обнаружения был предан суду (капитулярий II). Капитулярий IV устанавливает в случаях совершенной рабом кражи альтернативное обязательство владельца или уступить раба, или уплатить штраф.

### Наследование

#### Наследование на основании закона

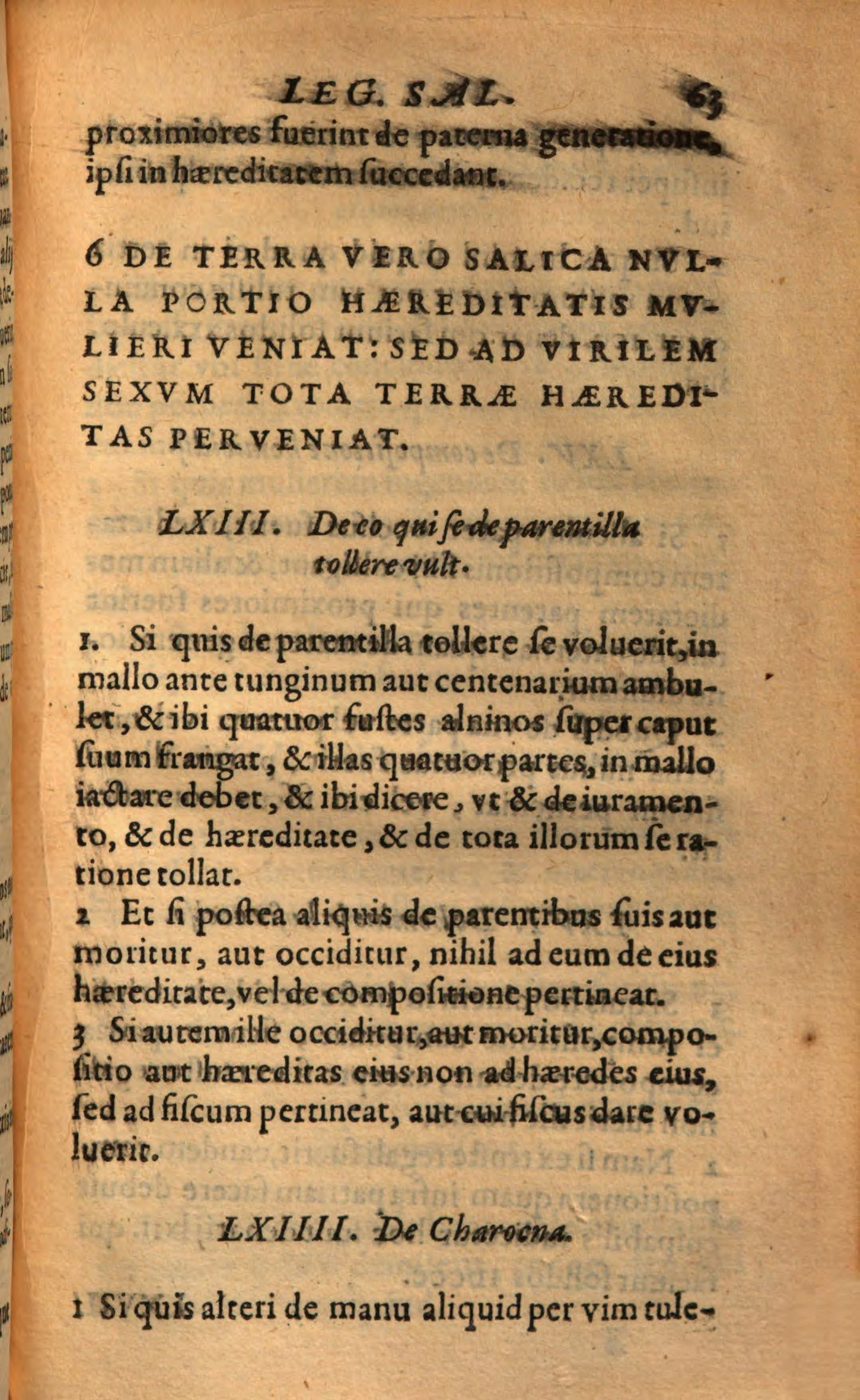
Выделенный прописными буквами текст параграфа о запрете наследования земли женщинами. Издание Салической правды 1602 года

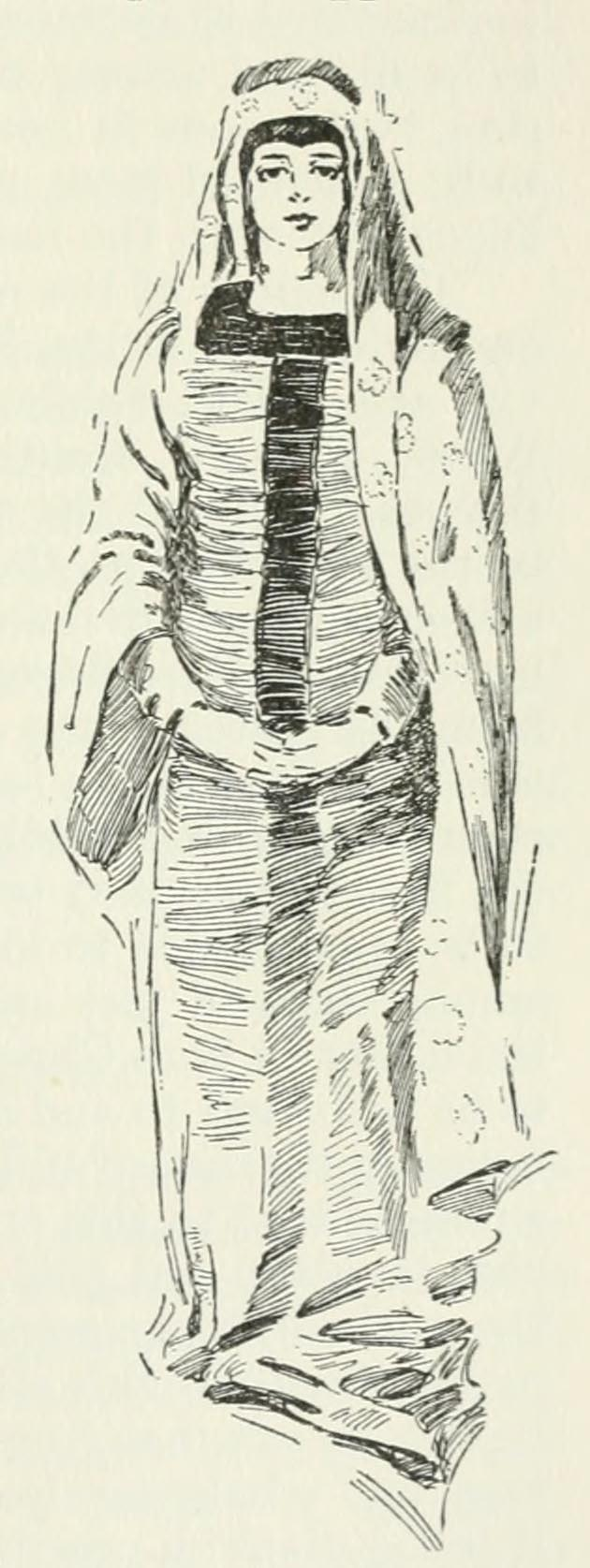
Франкская женщина. Современный рисунок

Весь род представлял собой строение близких и дальних семей, которые составляли поколения, колена или линии — парантеллы. Порядок наследования по Салической правде основывается на системе порядка парантелл. По отношению к порядку наследования законодатель в титуле LIX «Об аллодах» предусматривает следующие парантеллы: 1) дети наследодателя; 2) мать, братья и сестры наследодателя; 3) сестры матери наследодателя и сестры отца наследодателя. В каждой парантелле к наследованию призывается ближайший родственник, исключая всех остальных; равные по степени родственники делили наследство. Слово «аллод» (лат. alodis) в заглавии титула в первоначальном значении переводится просто как «наследство», хотя в отдельных памятниках франкского периода оно обозначает все имение или состояние безотносительно к наследству.
В первой очереди наследования стоят filii. Это выражение переводилось и как «сыновья» (Н. П. Грацианский), и как «братья и сестры» (Д. Н. Егоров), однако если § 1 титула LIX и имеет в виду детей обоего пола, то все же первыми наследниками были по всей видимости сыновья, а дочери наследовали лишь во вторую очередь. Если у наследодателя не было детей, то наследует одна мать (титул LIX, § 1). Тот факт, что в этом месте не упоминается отец, объясняется тем, что сын, как правило, несамостоятелен при жизни отца и не является полноправным членом общины, а следовательно, обычно не владеет подлежащим наследованию имуществом. Хотя сын при жизни отца мог приобретать имущество, на практике случаи такого приобретения были крайне редки, в связи с чем законодатель не посчитал нужным отмечать особый случай, по которому отец мог бы призываться к наследованию вследствие смерти сына. После матери призываются к наследованию братья и сестры наследодателя одновременно (титул LIX, § 2). После братьев и сестер следующим имеющим право наследования лицом называется сестра матери (титул LIX, § 3); более поздний текст добавляет в эту парантеллу сестер отца (титул LIX, приб. 1). После сестры матери призванным к наследованию является ближайший родственник как с отцовской, так с материнской стороны (титул LIX, § 4). Жена, хотя и попадает после смерти мужа под опеку своего сына, не имела права наследовать после мужа. Если наследников движимого имущества не было вообще, то оно отходило казне.
Титул LIX (§ 5) в древнейших текстах Салической правды устанавливал, что «земельное же наследство ни в каком случае не должно доставаться женщине, но вся земля пусть поступает мужескому полу, то есть братьям». Таким образом, к наследованию земли призывались лишь сыновья наследодателя, в законе названные братьями (лат. fratres); в случае их отсутствия земля доставалась сельской общине или, если речь шла об имениях крупных землевладельцев, — королевской казне. Женщины полностью исключались из наследования недвижимого имущества; историк М. М. Ковалевский объяснял это явление необходимостью защиты семейного достояния от раздробляющего проникновения третьих лиц:

Чтобы понять мотивы устранения дочерей от наследства, нам нужно ещё раз вспомнить общинный характер патриархальной семьи. Мы знаем, как она старалась не отчуждать своего наследственного имущества, как она запрещала своему главе распоряжаться им без единодушного согласия всех членов. А ведь допустить дочь к наследованию, не значило ли это санкционировать уменьшение общего имущества, частное отчуждение его в пользу третьего лица, жениха. Это не могло, конечно, входить в виды древнего законодателя, так ревниво оберегавшего обычай и столь враждебного всяким новшествам. Поэтому-то древние своды с полным единодушием отрицают наследственные права дочерей.

Применительно к земле как объекту наследования (лат. terra) в титуле LIX в некоторых позднейших текстах используется выражение «terra salica». По мнению А. И. Неусыхина, terra salica — это «наследственное родовое владение большой семьи до завершившегося её распада, то есть земля, которой владеет уже третье поколение потомков одного и того же родоначальника». В соответствии с эдиктом Хильперика женщины были допущены к наследованию земель, переставших быть родовыми владениями в результате разделов между наследниками; дополнительно к королевскому законодательству сборники франкских формул предоставляли дочерям право на наследование недвижимости не только в случае отсутствия сыновей, но даже наравне с ними. Однако в эпоху Каролингов составители Эмендаты вновь воспроизвели древнюю норму об отстранении женщин от наследования земли, отменённую Хильпериком в конце VI века; по мнению некоторых исследователей, одной из причин такого противоречия мог быть различный порядок наследования в зависимости от территории — женщины стали допускаться к наследованию недвижимости на издавна освоенных землях Галлии, в то время как в новых поселениях прежний обычай некоторое время сохранялся в неприкосновенности.

#### Аффатомия
…Тунгин или центенарий пусть назначат судебное собрание, и на этом собрании должны иметь [при себе] щит, и три человека должны предъявить три иска. Затем пусть отыщут человека, который не приходится ему [завещателю] родственником и которому он [завещатель] пусть бросит в полу стебель. И тому, в чью полу он бросит стебель, пусть он заявит о своем имуществе, именно, сколько он хочет передать, все ли, и кому. И тот, в чью полу он бросил стебель, должен остаться в его доме. И должен пригласить троих или более гостей и хранить ту часть имущества, которая ему вверена…

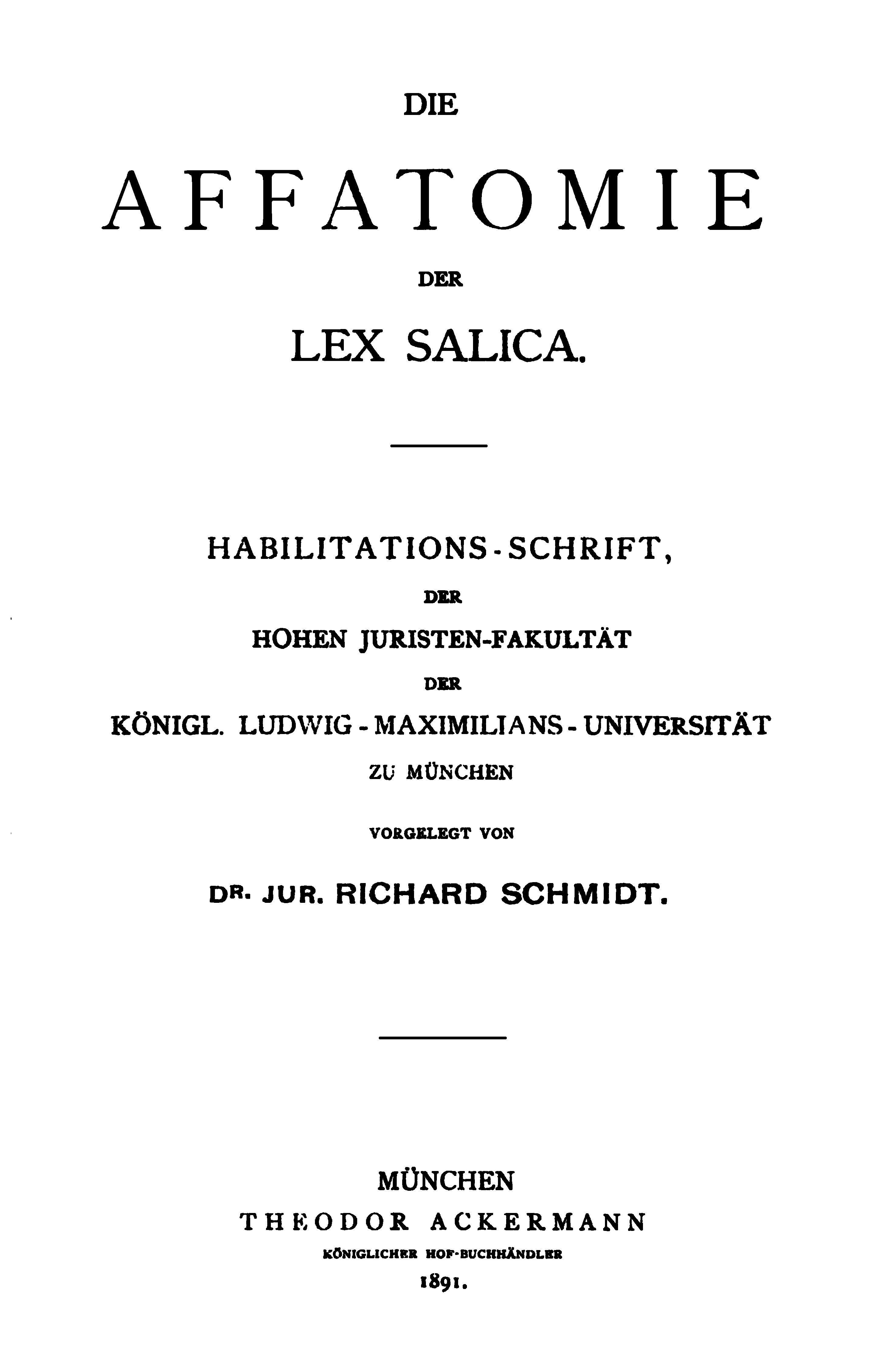
Труд, посвящённый аффатомии

Титулом XLVI «О передаче имущества» (лат. De acfatmire; в Эмендате этот титул носит заголовок «De affatomiae») установлена особая процедура, получившая название аффатомии. Процедура происходит следующим образом. В первом действии, происходящем перед торжественно открытым судебным собранием, собственник имущества, назначенного для избранного лица, передаёт его не этому лицу, а третьему лицу, не связанному с собственником. Эта передача имущества проводится формально бросанием стебля партнёру. Во втором действии, происходящем в доме передающего собственника, третье лицо должно там побывать, принять трех или более гостей, которые благодарят его за гостеприимство и едят с ним овсянку, и таким образом доказывать, что он теперь приобрел право распоряжаться имуществом дарителя. Но это имущество является лишь доверенным третьему лицу: ещё до истечения 12 месяцев оно должно передать посредством повторного бросания стебля имущество тому лицу, которое должно приобрести его и владеть им согласно желанию передающего. Это второе бросание стебля составляет содержание третьего действия, происходящего в отличие от первого действия лишь на регулярном, не специально созванном судебном собрании или перед самим королем. Участвующие стороны должны выставить по три свидетеля в каждом из этих трех действий, чтобы можно было доказать законность процедуры в случае её последующего обжалования.
С постепенным усилением отцовской власти в обычном праве стала укореняться потребность установления наследования детьми имущества отца. В условиях отсутствия института завещания появилась необходимость принимать меры и на случай отсутствия детей, позволяющие распорядиться своим имуществом на случай смерти. Этой цели и должен был служить институт аффатомии. Процедура аффатомии не представляет собой однородного акта, а содержит множество действий, трактующих об одном вопросе. Из перемены мест действий вытекает деление титула XLVI на три отрезка: 1) специальное судебное собрание, 2) дом распорядителя имуществом, 3) регулярное судебное собрание. Действие, происходящее в специальном судебном собрании, распадается на две составные части: бросание стебля и сопровождающую его речь. Бросание стебля производится распорядителем перед доверенным посредником, не приходящимся ему родственником; устная речь относится к предмету распоряжения и получателю. Действие в доме распорядителя не создает какого-либо юридического основания передачи имущества и имеет целью лишь засвидетельствование тремя свидетелями того факта, что посредник остался в доме распорядителя. Третье действие состоит в повторном бросании стебля, которое производится посредником перед получателем в регулярном судебном собрании или перед королём (то есть перед королевским судом) не позднее 12 месяцев с момента первого бросания стебля. Таким образом, окончательное приобретение было связано с определённым сроком, независимым от смерти распорядителя. Предмет распоряжения обозначается в титуле XLVI как furtuna (fortuna) — понятие, включавшее как движимое, так и, весьма вероятно, недвижимое имущество.
Аффатомия способствовала наследственному переходу состояния к лицу, не являющемуся законным наследником, а именно, в случае, когда распорядитель умирал до проведения третьего действия. Аффатомия являлась также единственной возможностью урегулировать наследование имущества на случай смерти. Чтобы осуществить такое урегулирование, нужно было отчуждать своё имущество или его часть путём передачи при жизни; при этом представлялось возможным предотвратить немедленную потерю доходов с имущества. Возможность оговорки пользования плодами с имущества и отмены сделки, которые могли проводиться вследствие соглашения, заключённого между распорядителем и посредником, сделали аффатомию способной удовлетворять требование завещательных распоряжений. Таким образом можно было передать своё имущество третьему лицу в случае предстоящей опасности для жизни (например, в военное время). Если смерть наступала в течение 12-месячного срока, сделка вступала в силу согласно намерению распорядителя; если же распорядитель оставался в живых, он мог воспользоваться правом отмены аффатомии. Посредник при аффатомии должен был служить двум целям: во-первых, как уполномоченный распорядителя он должен был исполнить указания последнего и гарантировать в случае необходимости отмену сделки, во-вторых, делать возможным возбуждение возражений и протестов лицами, имеющими право на наследство или получение имущества распорядителя по другим причинам.

#### Салический закон о престолонаследии

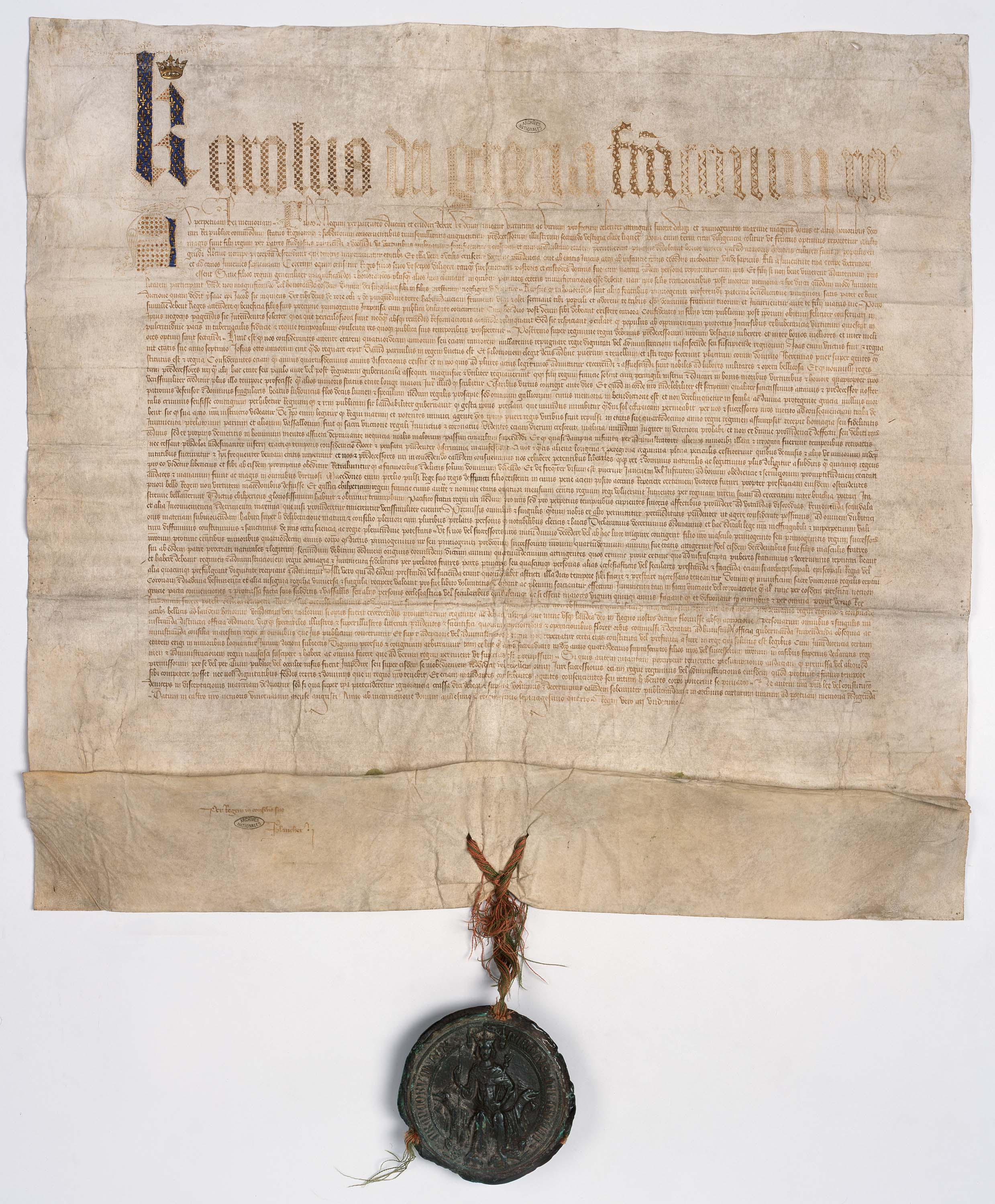
Ордонанс Карла V о королевском совершеннолетии

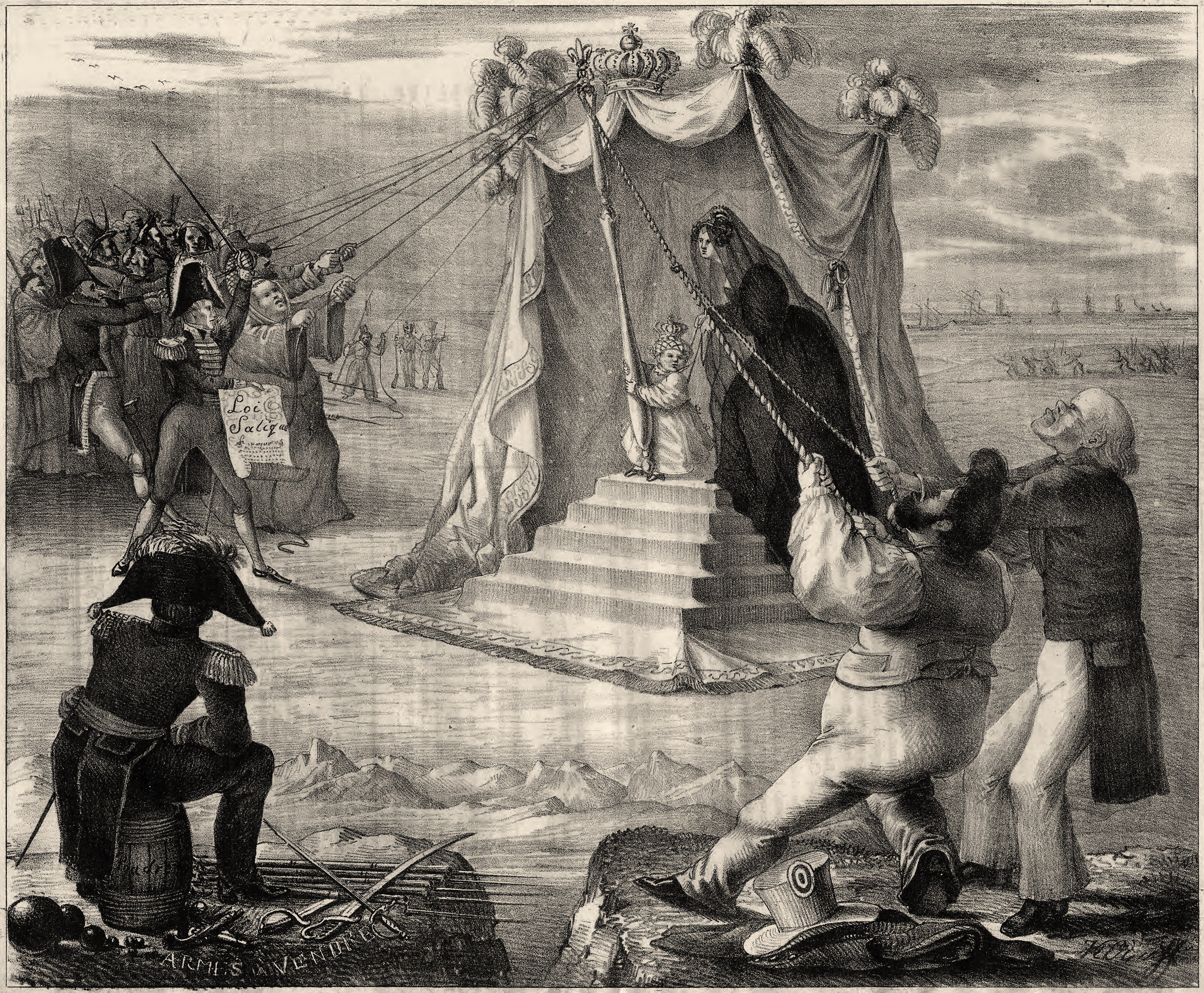
Карикатура на малолетнюю Изабеллу II, пытающуюся удержать королевский скипетр. Один из персонажей держит в руке Салический закон

Хотя к концу раннего Средневековья Салическая правда была практически забыта, закреплённое в ней правило об отстранении женщин от наследования недвижимости, впоследствии суженное лишь до запрета наследования крупных родовых имений, стало многовековым французским обычаем. В XIV веке это правило приобрело значение одного из основных законов Французского королевства благодаря его использованию для разрешения династических кризисов и установления системы наследования трона, ставшей известной как салическая система престолонаследия или Салический закон.
После скоропостижной смерти Иоанна I, сына Людовика X от второго брака, французский престол должна была наследовать его дочь от первого брака Жанна, законнорождённость которой вызывала сомнения. Генеральные штаты 1317 года одобрили коронацию брата Людовика, Филиппа V, в обход прав Жанны. По свидетельству автора Больших французских хроник, «тогда было заявлено, что женщина не может наследовать королевство Франции», хотя сторонники такого взгляда не смогли его обосновать. Однако постепенно это стало практикой: в 1322 году, после смерти Филиппа V, от престолонаследия были отстранены его дочери; в 1328 году, когда скончался Карл IV, собрание пэров отклонило претензии на французский престол племянника Карла со стороны матери, английского короля Эдуарда III, и поддержало француза Филиппа де Валуа. Если в 1328 году, отстаивая право престолонаследия по мужской линии, пэры ссылались лишь на «всеобщий обычай королевства», то позднее под него была подведена историко-юридическая база: незадолго до 1358 года учёный монах-бенедиктинец Ришар Леско обнаружил в библиотеке аббатства Сен-Дени текст Салической правды и впервые использовал его в поддержку закона о престолонаследии. В августе 1374 года Карл V издал ордонанс об установлении возраста королевского совершеннолетия в 14 лет; в соответствии с ордонансом была провозглашена отмена выборности короля, право престолонаследия закреплено за старшими сыновьями или ближайшими агнатами мужского пола, новый король должен был вступать в свои права с момента смерти предшественника и его право на коронацию объявлялось неоспоримым. В развитие норм ордонанса 1374 года сначала актом Карла VI (1392), а затем парламентским эдиктом 1407 года постановлялось, что наследник престола провозглашается королём сразу же после смерти предыдущего короля и немедленно коронуется, невзирая на возраст. В первой четверти XV века французскими юристами была сформулирована чисто правовая концепция передачи королевской власти, в соответствии с которой передача короны происходит только по праву, то есть по Салическому закону; в частности, в 1418 году Жан де Тер-Вермей писал:

Корона Франции ни наследственна, ни выборна, поскольку никто не выбирает короля. Её преемственность другого рода, установленная правом, то есть обычаем королевства… Ведь короли Франции никогда не имели обычая распоряжаться королевством по завещанию, и преемственность обеспечивалась силой одного лишь обычного права… а потому старший сын короля или другой преемник не может быть назван собственно наследником того, кому является преемником; это простая, а не наследственная преемственность, осуществляющаяся в силу обычая, по которому и передается корона.
Оригинальный текст (фр.)La succession à la couronne de France n’est ni héréditaire, ni élective, puisque personne n’élit. Elle est d’une autre espèce, instituée par le droit, c’est-à-dire par la coutume du royaume… Les rois de France n’ont jamais eu l’habitude de disposer de leur royaume par testament, mais leur succession est déférée par la seule force de la coutume… Il s’ensuit que l’aîné, ou tout autre successeur à la couronne de France, n’est pas et ne peut pas être appelé proprement héritier ou successeur aux biens de celui à qui il succède, mais seulement successeur par une sorte de simple et non héréditaire succession, s’opérant en vertu de la coutume qui lui confère la couronne.

В 1713 году испанский король Филипп V, француз по национальности, ввел Салический закон в Испании. В 1789 году он был отменен Карлом IV, что было подтверждено специально созванными Кортесами, однако это решение осталось секретным и не публиковалось. В 1830 году Фердинанд VII издал Прагматическую санкцию, которой подтвердил старинное испанское право женщин править государством, но в 1832 году, тяжело заболев, аннулировал этот акт, сделав тем самым наследником престола своего брата дона Карлоса. Тем не менее, позже Фердинанд изменил своё решение и 20 июня 1833 года созвал Кортесы, которые принесли присягу его дочери Изабелле. После смерти Фердинанда дон Карлос объявил себя королём Испании под именем Карла V, развязав Первую карлистскую войну, но в итоге карлисты потерпели поражение и были вынуждены подписать Вергарский договор, признав Изабеллу II королевой Испании.
В XIX веке салическая система престолонаследия была введена во многих европейских государствах, в том числе в Италии (статья 2 Альбертинского статута), Бельгии (статья 60 Конституции 1831 года), Румынии (статьи 82 и 83 Конституции 1866 года), Сербии (статьи 23 и 24 Конституции 1835 года), Дании (закон от 31 июля 1853 года), Швеции (статья 42 Формы правления), Норвегии (статья 6 Конституции 1814 года). Кроме того, Салический закон был введен в Пруссии (статья 53 Конституции 1850 года) и остальных германских государствах, за исключением Баварии, Саксонии и Вюртемберга. Впоследствии под влиянием идей гендерного равенства в сохранившихся европейских монархиях стало допускаться престолонаследие по женской линии.

### Уголовное право

#### Убийство

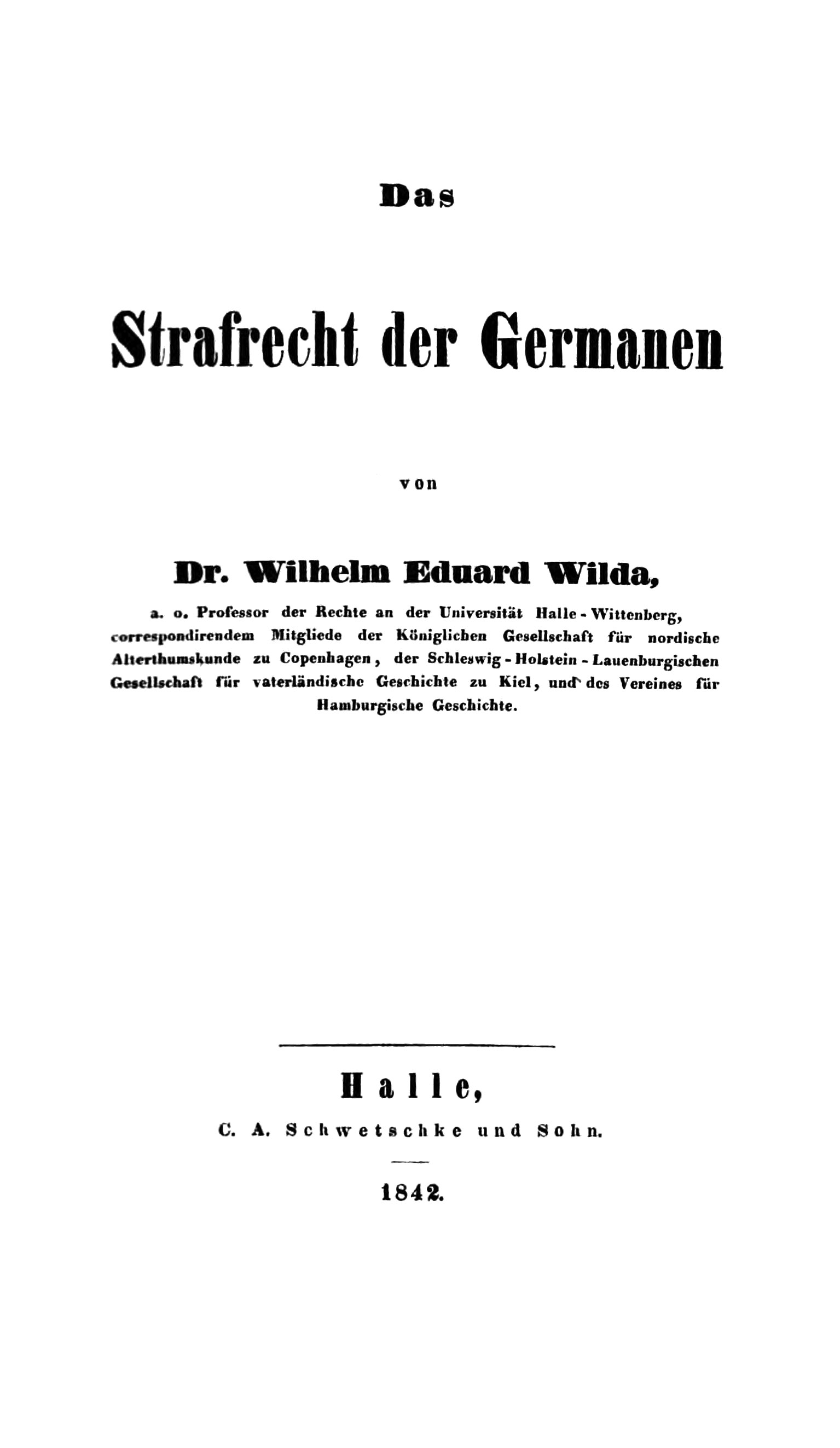
Труд по уголовному праву древних германцев

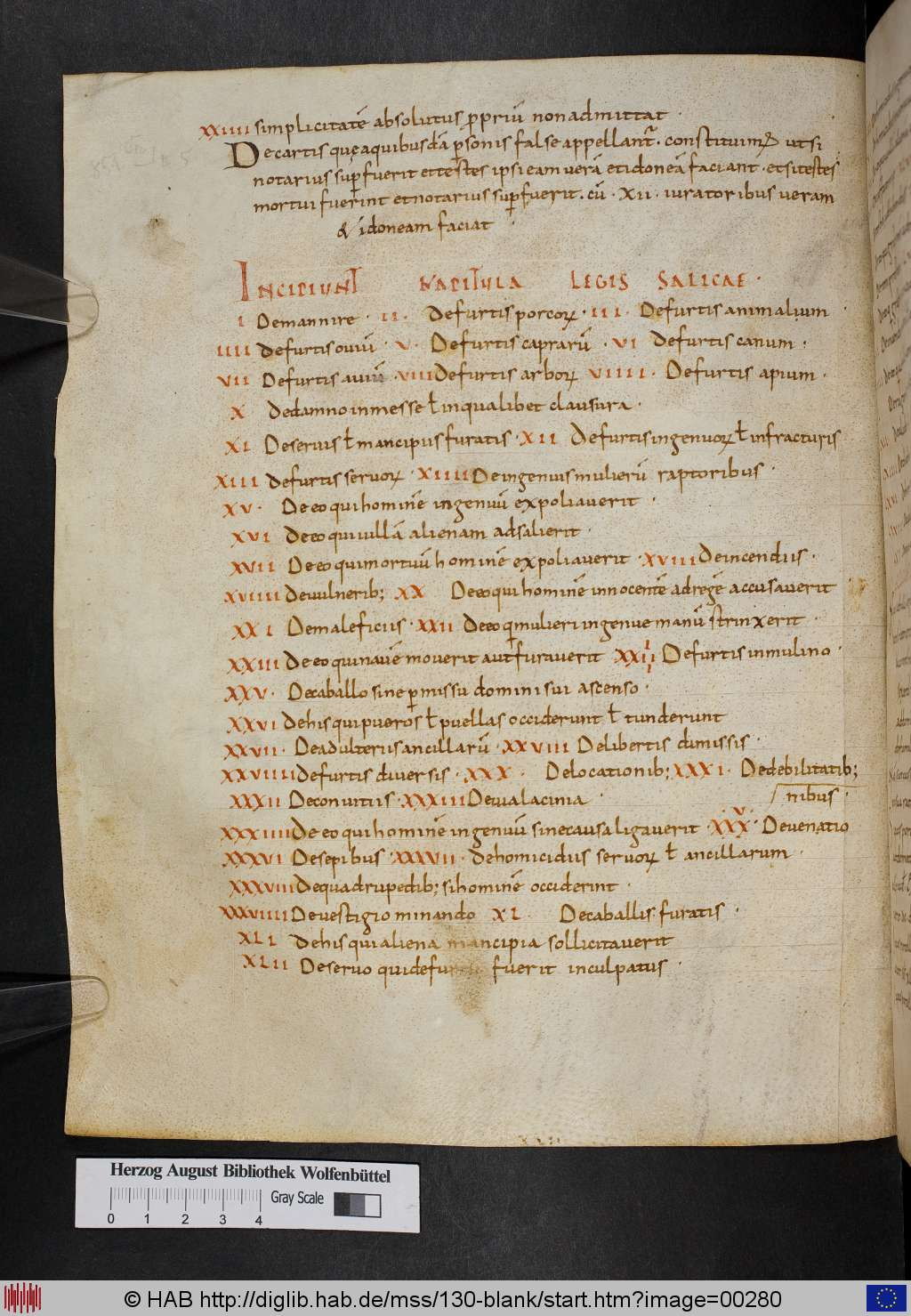
Салическая правда. Рукопись № 130

Наибольшее число норм Салической правды, посвященных преступлениям против личности, относится к убийству. Закон устанавливает различные санкции в зависимости от покушения на убийство и совершения убийства. Если виновный напал на кого-нибудь (титул XVII, § 1), в том числе с использованием отравленных стрел (титул XVII, § 2), но промахнулся, то он присуждался к уплате 63 солидов; если виновный бросил свободного человека в колодец, но тот выбрался оттуда, то штраф составлял 100 солидов (титул XLI, § 9); в позднейшем добавлении особо оговаривается, что «если брошенный избежал опасности смерти, уплачивается ½ той виры, которая должна выплачиваться в случае его смерти» (титул XLI, приб. 7). При законченном совершении убийства главное значение при определении штрафа имели общественное положение, пол и возраст жертвы, затем наказание различалось по характеру деяния и в одном случае (убийство во время похода) имело значение время совершения деяния. По общему правилу штрафы назначались за убийства свободных, совершенные свободными. Убийство раба считалось лишь имущественным ущербом: за убийство и кражу раба устанавливалось почти одинаковое вознаграждение в 30—35 солидов (титул X); в случае убийства раба рабом убийца поступал в общую собственность его хозяина и хозяина убитого раба (титул XXXV, § 1); убийство свободного рабом рассматривалось наравне с убийством, совершенным животным, и означало лишь убытки для хозяина раба, который выдавал его семье убитого в качестве половины виры (титул XXXV, § 5). Салическая правда не знает института кровной мести, хотя в одном месте налагает виру за снятие с кола головы человека без разрешения судьи или лица, поместившего её на кол (титул XLI, приб. 3); по мнению некоторых исследователей, это свидетельствует о сохранении в раннесредневековом франкском обществе древнего права частной мести.
За убийство свободного франка или варвара, «живущего по Салическому закону», установлен вергельд 200 солидов (титул XLI, § 1). Отягчающим обстоятельством является сокрытие преступления: так, если убийца бросал труп в колодец или покрывал ветвями, то вергельд составлял 600 солидов (титул XLI, § 2). Утроенный штраф назначался также за убийство свободного в его собственном доме, совершенное группой лиц (титул XLII, § 2). Ответственность повышалась в случае приближенности к королю: за убийство римлянина, являвшегося королевским сотрапезником, вергельд составлял 300 солидов (титул XLI, § 5), за убийство франка, состоявшего на королевской службе, — 600 солидов (титул XLI, § 3) и в случае сокрытия этого преступления — 1800 солидов (титул XLI, § 4), за убийство графа и сацебарона — штраф в 600 солидов, снижавшийся до 300 солидов, если эти должностные лица не являлись свободными (титул LIV). За убийство свободного человека «в походе» (лат. in oste) штраф составлял 600 солидов, а если убитый состоял на королевской службе — 1800 солидов (титул LXIII). Особый состав представляло собой убийство лица «без рук и без ног», брошенного врагами на дорожном перекрестке (титул XLI, § 8); оно было единственным случаем, когда за убийство полноправного человека назначалась половинная пеня в 100 солидов. По мнению исследователей, снижение ответственности объясняется тем, что столь тяжелые увечья, как отсечение конечностей, и так означали фактическую смерть жертвы; с другой стороны, законодатель всё же не освобождает от ответственности лицо, нанесшее «удар милосердия», поскольку его действия препятствовали допросу потерпевшего и установлению лиц, причинивших ему увечья. Половинным штрафом в 100 солидов каралось также лишение жизни плода в утробе матери «раньше, чем он получит имя» (титул XXIV, § 4).
Повышенную ответственность влекло убийство детей, девушек и женщин репродуктивного возраста: вергельд за убийство мальчика в возрасте до 10 лет составлял 600 солидов (титул XXIV, § 1), за убийство длинноволосого мальчика (то есть мальчика, состоявшего под родительской опекой) — 600 солидов (титул XXIV, § 2), за убийство свободной женщины, имевшей детей, — 600 солидов (титул XXIV, § 6), за убийство свободной беременной женщины — 700 солидов (титул XXIV, § 3), за убийство свободной девушки — 300 солидов (титул XXIV, приб. 4). Однако вергельд за убийство свободной женщины, лишенной способности иметь детей, составлял лишь 200 солидов (титул XXIV, § 7). Размер вергельда увеличивался в случае убийства священнослужителя: за епископа — 900 солидов, священника — 600 солидов и диакона — 300 солидов (титул LV, приб.  5—7).

#### Преступления против здоровья, чести и нравственности

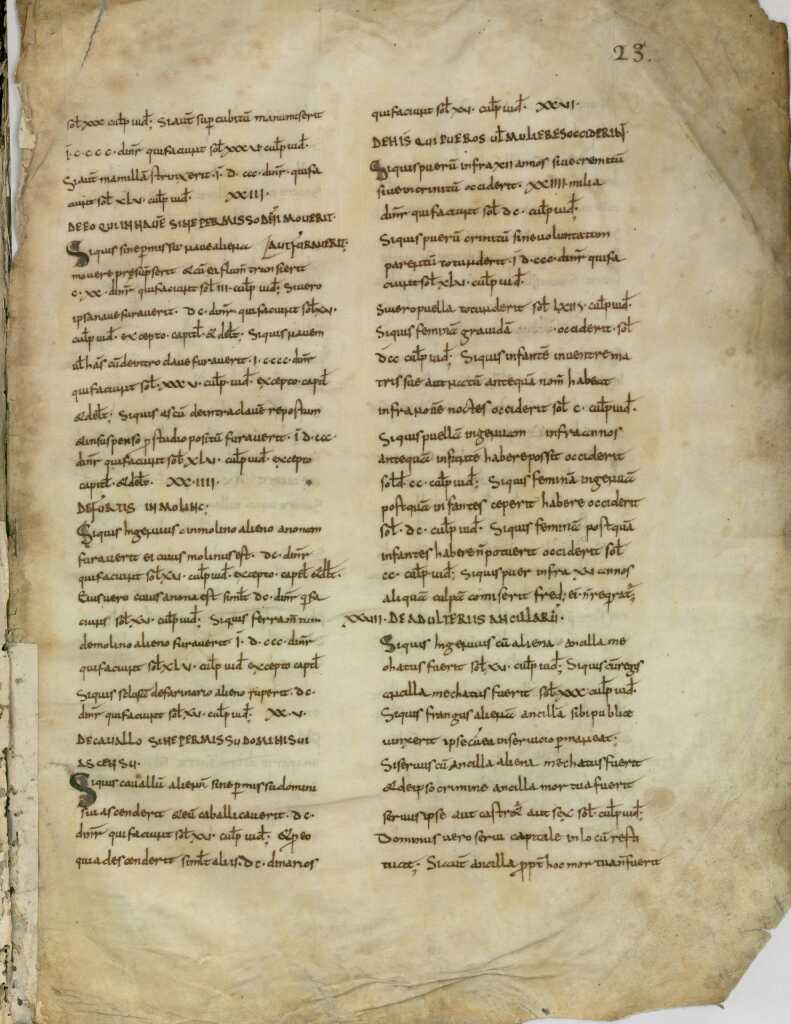
Салическая правда. Рукопись № 1348

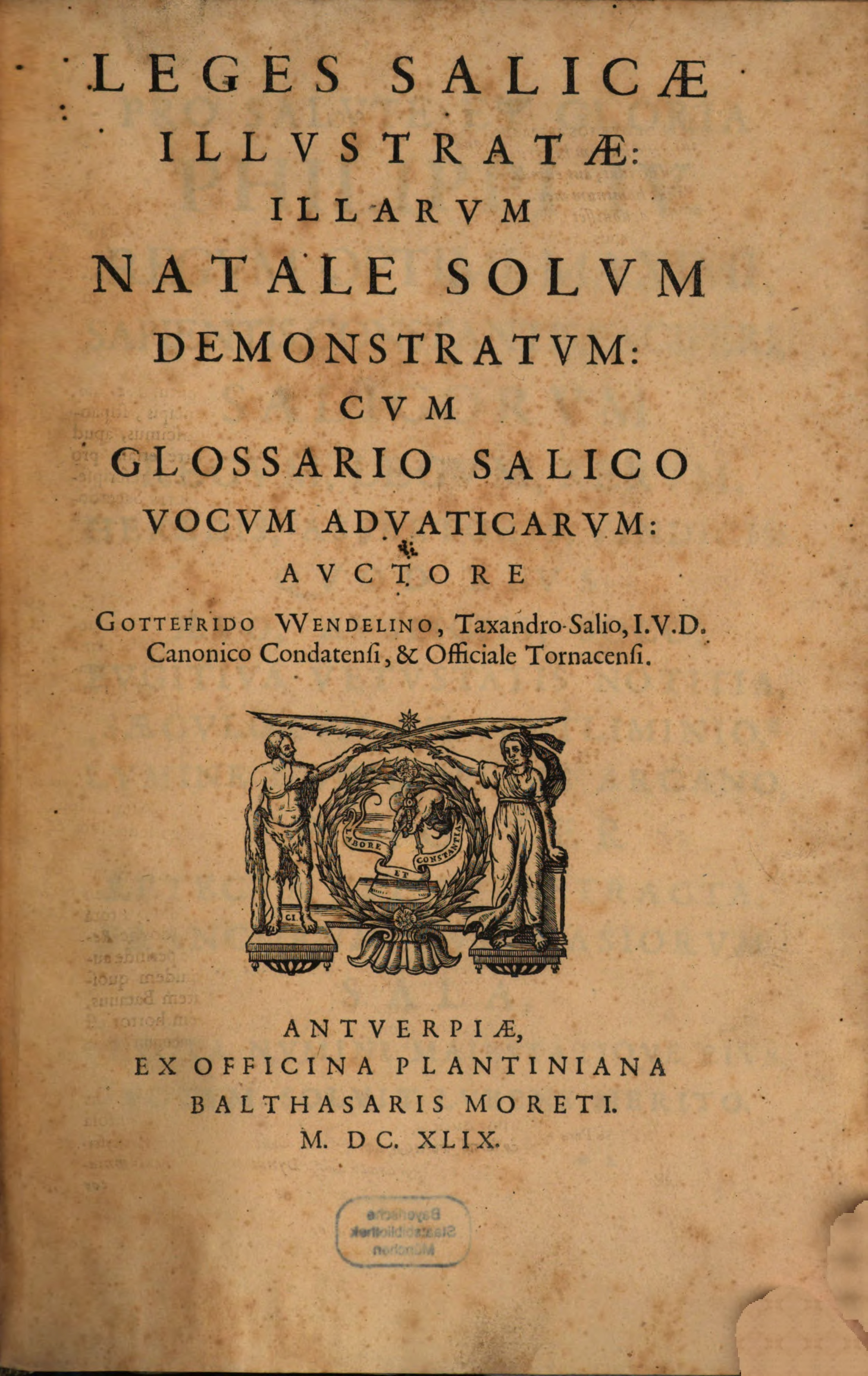
Салическая правда. Издание 1649 года

Салическая правда выделяет различные виды увечий (титул XXIX «О нанесении увечий») и ран (титул XVII «О ранах»). Штраф за кастрацию свободного был равен вергельду за убийство — 200 солидов (титул XXIX, § 9). За повреждение или лишение конечностей, глаз, носа и ушей назначались штрафы от 15 до 100 солидов (титул XXIX, §§ 1—2, приб. 1—6), за повреждение или лишение различных пальцев на руках и ногах (от большого пальца до мизинца) — штрафы от 9 до 50 солидов (титул XXIX, §§ 3—8, приб. 7—9). Позднейшими добавлениями были введены ещё два вида увечья — повреждение языка, повлёкшее немоту (титул XXIX, приб. 10), и лишение зуба (титул XXIX, приб. 11). Обычная рана («если кто ранит человека так, что польётся кровь на землю») каралась штрафом в 15 солидов (титул XVII, § 5), рана в голову («так, что обнаружится мозг и выпадут 3 кости, лежащие поверх самого мозга») — штрафом в 30 солидов (титул XVII, § 3), рана «между ребер или в живот» — 30 солидов и сверх этого 5 солидов на лечение (титул XVII, § 4), а если рана не заживала — штраф повышался до 62½ солидов и плата за лечение — до 9 солидов (титул XVII, приб. 1).
Штраф за побои палкой составлял 120 денариев за каждый удар (титул XVII, § 6), причем если от побоев шла кровь, то штраф взимался как при «ране железом» (титул XVII, § 7); штраф за удар кулаком составлял 3 солида за каждый удар (титул XVII, § 8). В этих правилах законодатель особо подчеркивает свободный статус виновного и потерпевшего; это свидетельствует о том, что речь здесь идёт главным образом об оскорблении действием. Словесным оскорблениям и клевете был посвящён титул XXX «Об обидах», перечисляющий различные виды оскорбительных эпитетов и назначающий за них штраф в 3 солида. Ответственность повышалась в случае оклеветания кого-либо в качестве доносчика или лжеца (титул XXX, § 7: штраф 15 солидов), а также в случае оклеветания женщины в качестве блудницы (титул XXX, § 3: штраф 45 солидов). Ещё более тяжким преступлением признавалось обвинение в колдовстве, поскольку оно могло возбудить против потерпевшего всеобщую ненависть и преследования; за такое обвинение следовал штраф в 63 солида (титул LXIV, § 1), а если обвинению подвергалась женщина, то штраф повышался до «трижды 89 солидов» (титул LXIV, § 2). Обвинение в колдовстве должно было быть ложным; об этом свидетельствует и прибавление 1 титула LXIV, которое налагает на колдунью, съевшую человека, штраф в 200 солидов.
Похищение свободной девушки группой из трёх лиц влекло штраф в 30 солидов с каждого из виновных (титул XIII, § 1); если в группе было более трёх лиц, то каждый из остальных участников должен был уплатить по 5 солидов (титул XIII, § 2). Если участник похищения «имел при себе стрелы», то уплачивал тройной штраф (титул XIII, § 3). Главные виновники похищения (лат. raptores) уплачивали штраф в 63 солида (титул XIII, § 4). Величина указанных штрафов не менялась, если девушка была похищена «из-под замка, или из горницы» (титул XIII, § 5), однако похищение девушки, находившейся под покровительством короля, каралось штрафом в 63 солида (титул XIII, § 6). Если похититель свободной был королевским рабом или литом, то он подлежал смерти (титул XIII, § 7). За похищение чужой невесты и вступление с нею в брак виновный подвергался штрафу в 63 солида (титул XIII, § 10) и сверх того должен был уплатить законному жениху 15 солидов (титул XIII, приб. 3). Похищение чужой жены отнесено уже к другой категории и карается штрафом в 200 солидов (титул XV). Позднейшее добавление устанавливает значительный штраф в 200 солидов для соучастников группового нападения и насилия над свободной женщиной или девушкой и штраф в 45 солидов для соучастников, не знавших о насилии (титул XIII, приб. 5).
Ряд норм Салической правды карает незаконные браки, изнасилования и браки между свободными и несвободными. Брак с племянницей, дочерью «какой-либо дальнейшей родственницы», женой брата или дяди подлежал расторжению, а дети от такого брака объявлялись «бесчестными по рождению» и лишались права наследования (титул XIII, приб. 2); по всей видимости, закон перечисляет браки, которые ранее считались дозволенными, в то время как браки между кровными родственниками считались незаконными и до Салической правды. Насилие над свободной девушкой каралось штрафом в 63 солида (титул XXV, § 1); согласие девушки снижало штраф до 45 солидов (титул XXV, § 2). Связь свободного с чужой рабыней влекло возмещение виновным ущерба хозяину рабыни в размере 15 солидов (титул XXV, § 3), сумма удваивалась в случае связи с королевской рабыней (титул XXV, § 4). Сразу два титула (титул XIII «О похищении свободных» и титул XXV «О прелюбодеяниях рабынь») устанавливают, что свободный, вступивший в брак с чужой рабыней, сам становится рабом (титул XIII, § 9; титул XXV, § 5); такая же санкция налагается на свободную, вступившую в брак с рабом (титул XIII, § 8; титул XXV, § 6). Раб, причинивший насилие чужой рабыне, повлёкшее её смерть, подлежал штрафу в 6 солидов в пользу хозяина рабыни или кастрации (титул XXV, § 7); если рабыня оставалась в живых, то раб или получал 300 ударов плетью, или платил господину рабыни 3 солида (титул XXV, § 8). За брак раба с чужой рабыней «против её воли» назначалась пеня в 3 солида (титул XXV, § 9).

#### Имущественные преступления

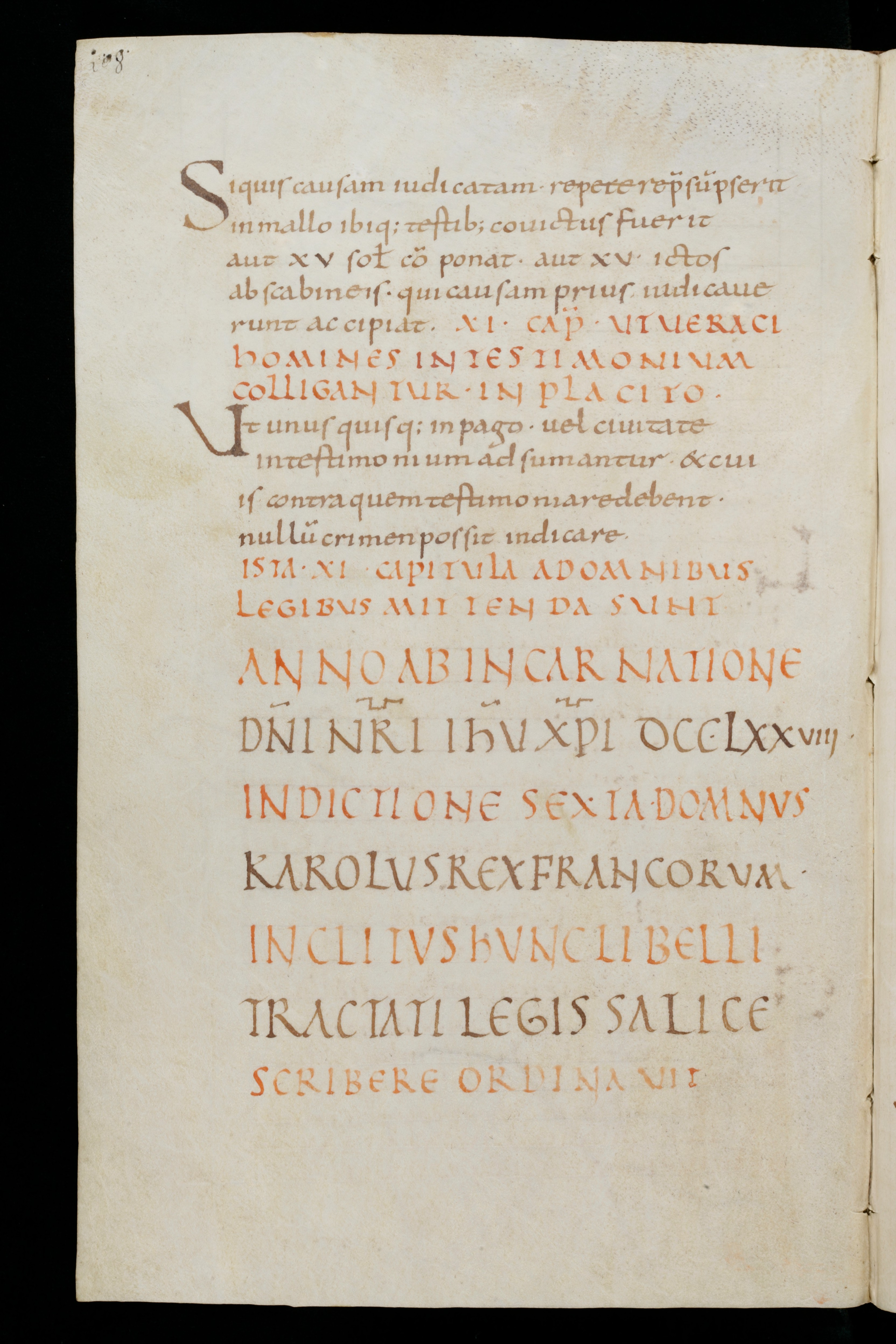
Салическая правда. Рукопись № 728

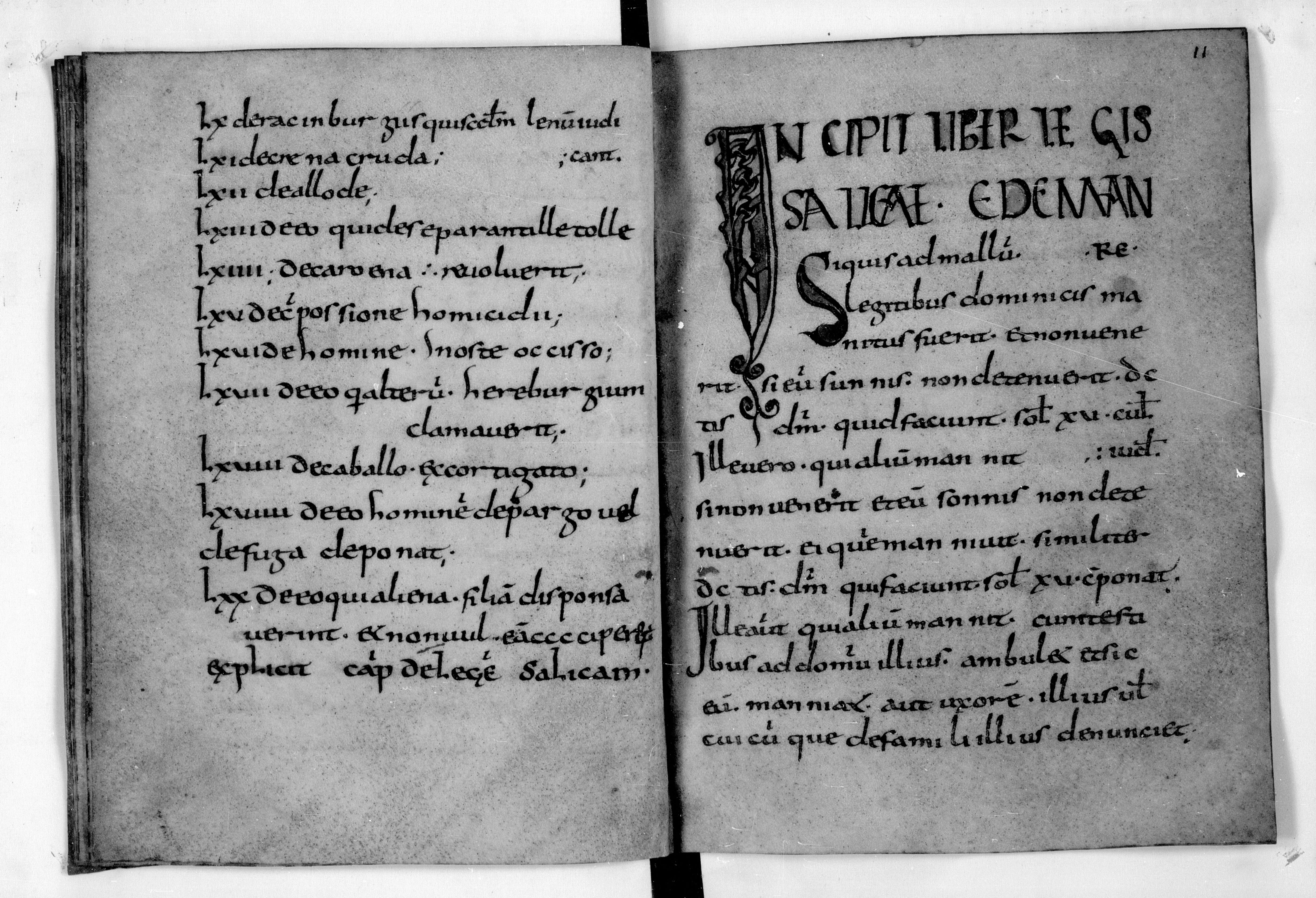
Салическая правда. Рукопись № 4758

Грабёж свободного франка или салического варвара карается штрафом в 63 солида (титул XIV, §§ 1 и 2), грабёж римлянина — штрафом в 35 солидов (титул XIV, § 3). Покушение на грабеж карается штрафом в 63 солида (титул XVII, § 9); прибавление 2 к титулу XVII устанавливает за оконченный грабеж штраф в 30 солидов — меньше, чем за покушение, что в литературе признаётся явной ошибкой. Законодатель отдельно рассматривает случай нападения на чей-либо дом с целью грабежа: древнейший текст назначает за это штраф в 63 солида (титул XIV, § 6). Позднейшее добавление уточняет признаки объективной стороны преступления и увеличивает ответственность: так, если преступник напал на чужой дом, взломал двери, убил собак, ранил людей и награбил настолько, что вывез награбленное на повозке, то за это назначался штраф в 200 солидов (титул XIV, приб. 1). Кроме того, все награбленное должно быть возвращено владельцу, а соучастники грабежа подлежали штрафу в 63 солида (титул XIV, приб. 2). Салическая правда знает ещё один случай грабежа — ограбление спящего; это деяние наказывалось сильнее, чем открытый грабеж — штрафом в 100 солидов (титул XIV, приб.  3). Сюда же относится и ограбление трупов, наказание за которое устанавливается в титуле LV «Об ограблении трупов» и добавлениях к титулу XIV «О нападениях или грабежах». За ограбление мертвеца, не преданного земле, назначался штраф в 63 солида (титул LV, § 1), впоследствии увеличенный до 100 солидов (титул XIV, приб.  4). Если грабитель трупа вырыл его из земли, то Правда объявляла преступника вне закона (лат. wargus) с предоставлением возможности снятия этой санкции при условии примирения с родственниками покойного (титул LV, § 2); дополнительно на виновного налагался штраф в 200 солидов (титул LV, § 3; титул XIV, приб. 5). Другие нормы карают ограбление могильного холма (титул LV, приб. 1 — штраф 15 солидов), ограбление часовни на могиле (титул LV, приб. 3 — штраф 30 солидов) и др.
Значительную часть Салической правды составляют постановления о краже. Размеры штрафов за кражу в основном зависели от ценности и в некоторых случаях важности предмета преступления: так, дороже по сравнению с обычным скотом оценивалась кража кабана, предназначенного для жертвоприношения (титул II, § 12) или быка, принадлежащего трём виллам (титул III, § 5). Кража со взломом или подбором ключа каралась строже обычной кражи (например, кража ястреба на дереве или из-под замка согласно §§ 1 и 3 титула VII); даже если взломщику не удавалось что-нибудь украсть, он присуждался к штрафу в 30 солидов (титул XI, § 6). Ещё более тяжёлое наказание следовало за ночную кражу с проникновением во двор: самый факт такого проникновения карался штрафом в 45 солидов (титул XXXIV, приб. 2). Правда различает случаи, когда украдено все имущество и когда какая-то часть имущества оставлена вором: в последнем случае штраф уменьшается (например, кража всего стада свиней или части стада согласно §§ 14 и 15 титула II). Кража рабов приравнивается к краже скота (титул X, § 1); отпуск на волю чужого раба карался наравне с убийством раба (титул X, приб. 1). Различалась кража, совершённая свободным или рабом: если свободный присуждался к штрафу, то раб подвергался также телесному наказанию — ударам плетью или кастрации (титул XII), а также пыткам с целью вынудить признание в воровстве (титул XL); в некоторых случаях телесное наказание могло быть заменено денежным взысканием с хозяина раба (титул XL, §§ 2 и 11).
Титул XVI устанавливает штраф в 63 солида за различные виды поджога: дома (§§ 1 и 2), амбара или риги с хлебом (§ 3), хлева со свиньями или стойла с животными (§ 4); за поджог забора или изгороди взимался штраф в 15 солидов (§ 5). Если поджог имел своим следствием полное уничтожение имущества, то виновный присуждался к штрафу в 200 солидов, не считая уплаты стоимости и возмещения убытков (титул XVI, приб. 2). Закон особо выделяет потраву скотом чужих угодий: если кто-либо намеренно впускал скот на поле или на «какое-нибудь другое обработанное место», то виновный присуждался к возмещению вреда и штрафу в 30 солидов (титул IX, приб. 2), если скот случайно попал на чужой участок и причинял вред землевладельцу, то последний в случае отрицания хозяином скота своей вины мог требовать 15 солидов (титул IX, § 4). За увечья, причинённые чужому скоту, виновный должен был уплатить стоимость и взять изувеченный скот себе; если же он не сознавался в своем поступке, то подвергался штрафу в 15 солидов и возмещению убытков (титул IX, § 1). Порча чужого поля путем боронования или проезда «с телегой не по дороге» каралась штрафом в 3 солида (только что взошедшие посевы) или 15 солидов (колосящиеся посевы) (титул XXXIV, §§ 2 и 3). К имущественным преступлениям относится и самовольное пользование чужим конем, караемое штрафом в 30 солидов (титул XXIII).

### Суд и процесс

#### Судоустройство

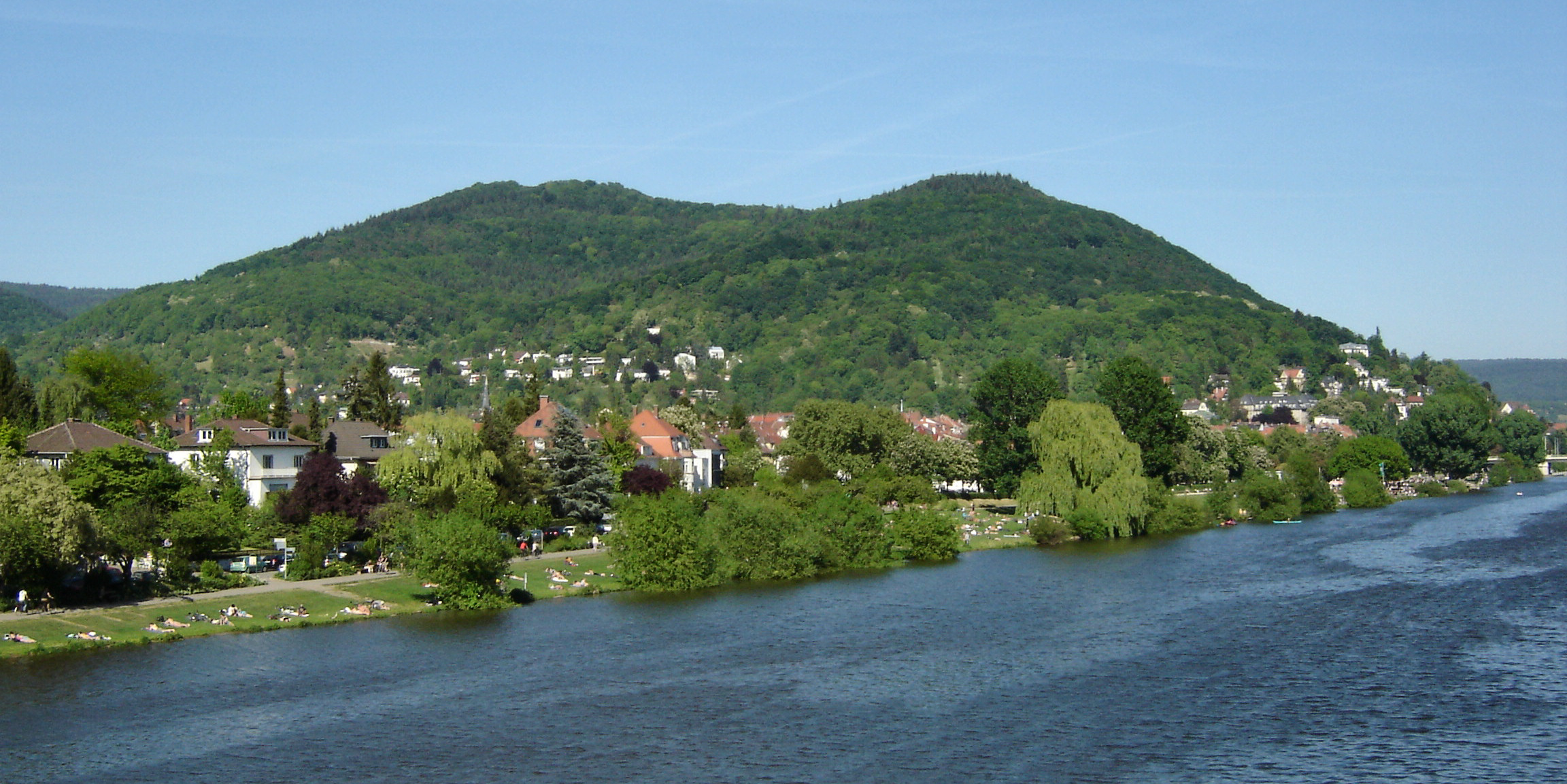
Хайлигенберг — один из древнегерманских судных холмов

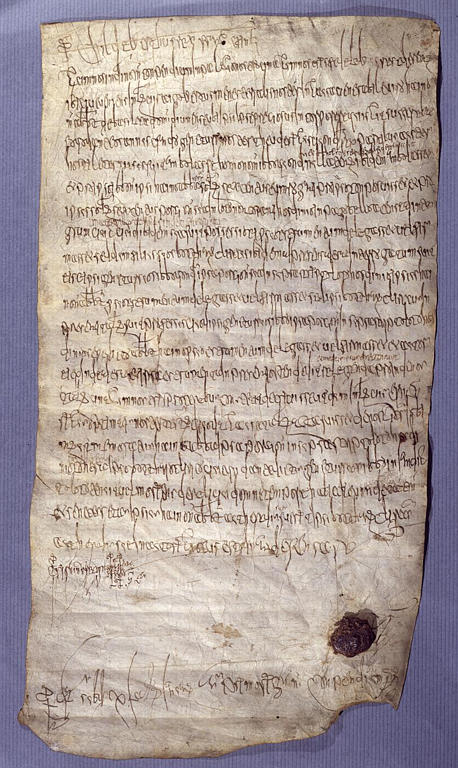
Решение, вынесённое королевским судом Хильдеберта III

Основным звеном судебной системы франков являлось народное судебное собрание (лат. mallus) административной единицы Франкского государства — сотни; место, где проводилось такое собрание, именовалось мальбергом (лат. mallobergus, Malberg, букв. «судный холм» — выражение, берущее начало со времен, когда древние германцы проводили суд на священных холмах). Салическая правда различает два вида сотенных судебных собраний: регулярное публичное собрание (лат. mallus publicus, титулы XLVI, XIV, XXXIX), которое созывается раз в 40 суток или 6 недель (титулы XLVII, L, LVI), и чрезвычайное собрание (лат. mallus indictus, титулы XLIV, XLVI), которое объявляется специально и на которое обязаны явиться лишь приглашенные лица. Регулярные собрания рассматривали более важные дела — например, о земельных спорах; в чрезвычайных собраниях разбирались дела о движимой собственности, а также совершались такие юридические акты, как освобождение рабов, внесение reipus’а, передача имущества посредством аффатомии и др.
Решения судебных собраний выносились рахинбургами (лат. rachineburgius, букв. «податель совета») — лицами из числа знати, обладавшими знаниями в сфере права и избиравшимися для решения каждого дела; эдикт Хильперика именует их «сидящими и говорящими [закон]» (лат. sedentes et dicentes). Судебные функции рахинбургов следуют в том числе из положения Салической правды, согласно которому «если какие-либо из рахинбургов, заседая в судебном собрании и разбирая тяжбу между двумя лицами, откажутся сказать закон, следует, чтобы истец заявил им: „здесь я призываю вас постановить решение согласно Салическому закону“» (титул LVII, § 1). Постановление решений являлось обязанностью рахинбургов; в случае отказа от выполнения судебных функций или вынесения неправосудных решений они подлежали штрафным санкциям (титул LVII, §§ 1—3). Помимо отправления правосудия рахинбурги участвовали в принудительном изъятии имущества у осужденного, отказывающегося платить штраф (титулы L, LVI). При Карле Великом рахинбурги постепенно были заменены королевскими должностными лицами — скабинами, от которых происходит институт шеффенов.
Объявлял о судебном собрании и председательствовал на нём либо тунгин (лат. thunginus, букв. «принуждающий») — выборный глава округа, в состав которого входила данная сотня, либо центенарий (лат. centenarius, букв. «сотник») — выборное должностное лицо, стоявшее во главе сотни. Обязанность приводить в исполнение решения суда была возложена на графа (лат. grafio) — фискального и полицейского агента короля, который взимал fretus (титул LIII), конфисковал имущество (титул LI, § 1), задерживал преступника для последующей доставки в суд (титул XXXII, приб. 3); графу помогали сацебароны, которые в том числе присутствовали в судебных собраниях (титул LIV, § 4). Начиная с VI века граф как представитель королевской власти становится главой округа и заменяет тунгина в отправлении правосудия: капитулярий III прямо указывает, что граф является судьёй (лат. iudex, hoc est comis aut grafio). Тунгин не упоминается уже в первых салических капитуляриях; центенарий, руководивший чрезвычайным судом, в VIII—IX веках лишился права рассматривать дела о тяжких преступлениях, которые были отнесены к подсудности графского суда, и из выборного старшины превратился в назначаемого подчинённого графа.
Салическая правда не знает королевского суда в качестве верховной инстанции: франки не восприняли идею о том, что вся судебная власть исходит от короля. Роль короля по сравнению с сотенными судебными собраниями была невелика: суд перед народом (лат. coram populo) считался выше, чем суд перед королем (лат. coram rege). Первоначально король лишь оказывал поддержку народным судебным собраниям и их решениям: так, Салическая правда в титуле LVI предписывает «вызвать на суд пред лицо самого короля» того, кто пренебрегает явкой в судебное собрание, медлит с выполнением решения рахинбургов, не желает давать обязательство уплатить композицию и т. д.; король упоминается также в титулах XVIII (штраф за лжесвидетельство перед королём) и XLVI (аффатомия могла происходить либо в публичном собрании, либо в присутствии короля). Впоследствии судебные прерогативы короля стали расширяться: в частности, согласно эдикту Хильперика он стал принимать апелляции на неправомерные действия графа по конфискации имущества ответчика (§ 7), объявлял не желающего явиться на суд преступника вне своего покровительства (§ 9) и др.

#### Судопроизводство

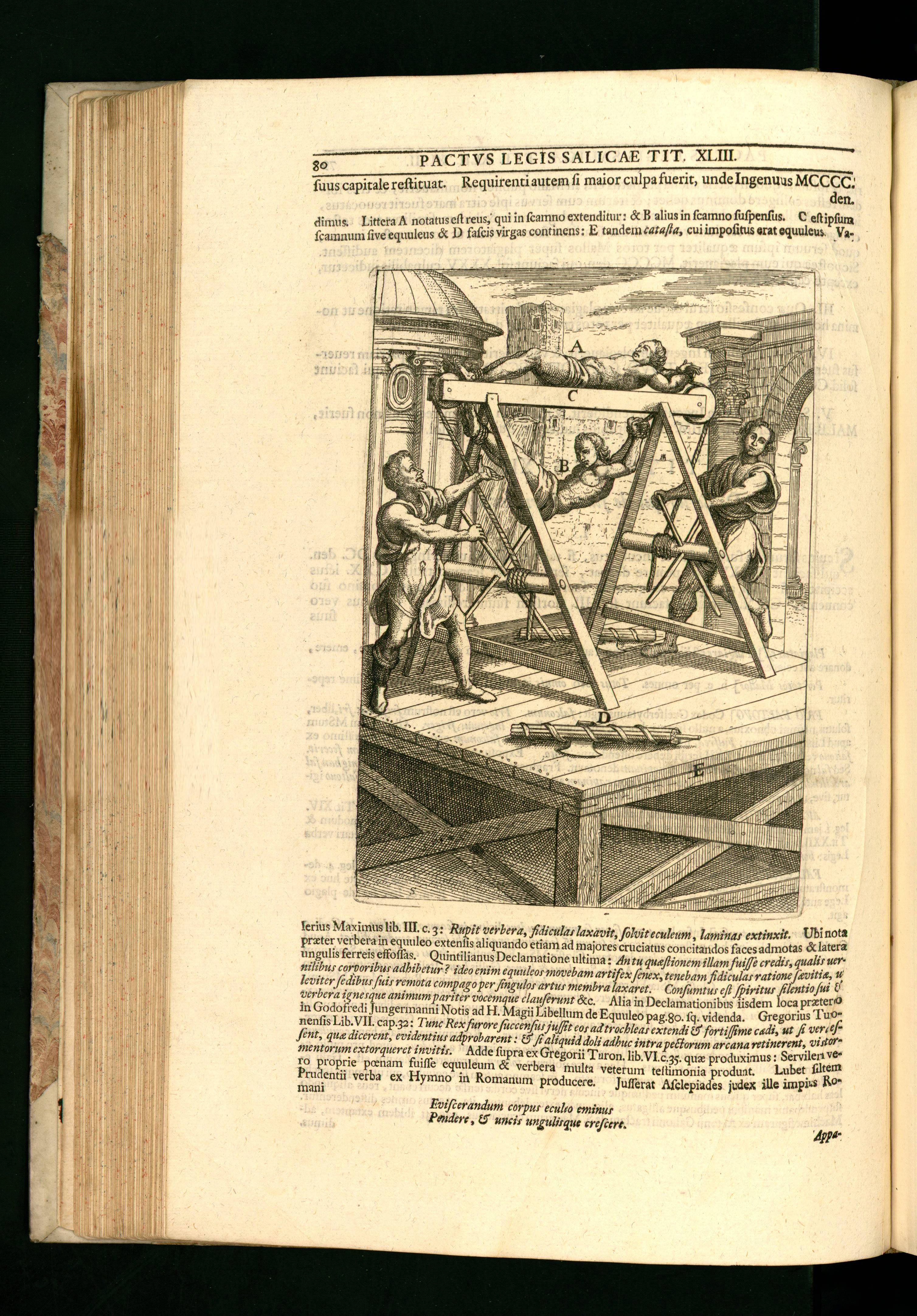
Пытка рабов. Иллюстрация из издания Салической правды 1720 года

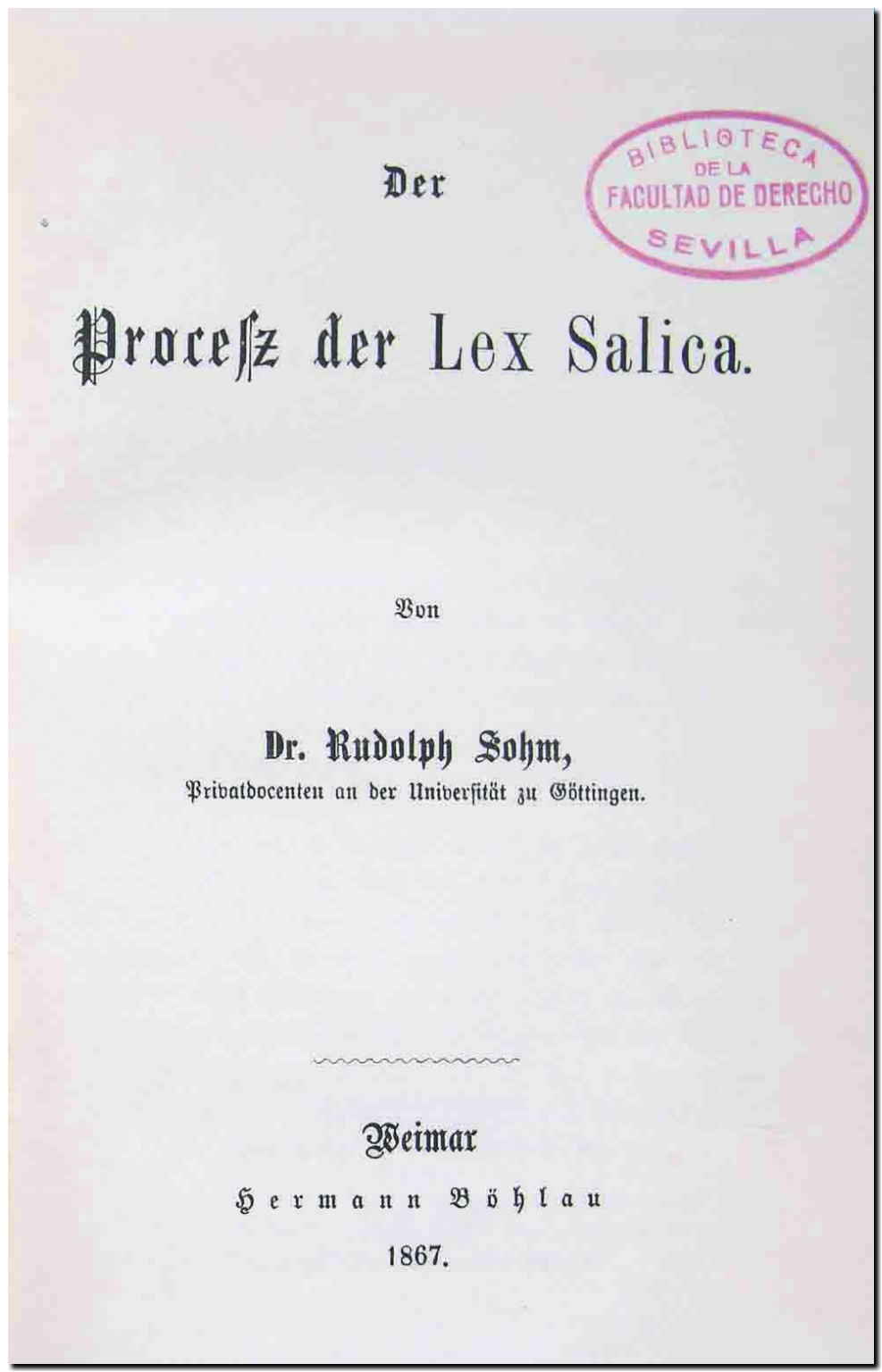
Труд, посвящённый судопроизводству по Салической правде

Франкскому судебному процессу не было известно деление на гражданское и уголовное судопроизводство: дела всех категорий рассматривались на одних и тех же судебных народных собраниях. Преследование ответчика (обвиняемого) было делом истца (потерпевшего). В суд вызывали с участием свидетелей (титул I, § 3). Вызванный в суд ответчик был обязан явиться в назначенный день, неявка каралась штрафом (титул I, § 1). Неявившемуся ответчику давали новый срок для явки, причем Салическая правда устанавливала трёхкратный вызов (титул LVI). Если и после этого ответчик не являлся и при этом у него не было извинительных причин (согласно титулам I, XVI болезнь, королевская служба или смерть кого-либо из близких), то его вызывали на суд перед королём. При неявке перед королём виновный объявляется вне закона и вместе со своим имуществом «делается собственностью истца» (титул LVI, § 1). С другой стороны, и сам вызывавший истец должен был явиться в суд под страхом уплаты штрафа в пользу вызываемого (титул I, § 2). По делу об убийстве истцом мог быть ближайший родственник убитого, а также его хозяин (при убийстве раба или лита), патрон (при убийстве вольноотпущенника), епископ (при убийстве священнослужителя) или другое лицо, которому следовал вергельд.
Истец обращался к рахинбургам с требованием «постановить решение согласно Салическому закону» (титул LVII, § 1). В своем ответе рахинбурги должны были «сказать закон» (лат. legem dicere), то есть высказать своё мнение об обычаях, подлежавших применению к данному делу. При этом, когда рахинбурги ссылались на закон, они имели в виду не только саму Салическую правду, но и неписаные обычаи. Если обвиняемый отрицал совершение им правонарушения, рахинбурги выносили решение о порядке доказывания и устанавливали, в частности, может ли обвиняемый очиститься от обвинения единоличной присягой или принести присягу вместе с родичами-соприсяжниками или подвергнуться ордалии. Из источников известно, что суждение рахинбургов высказывалось на судебном собрании; если присутствовавшие единогласно одобряли высказанное суждение, оно превращалось в судебное решение. Решение считалось окончательным и не подлежало обжалованию в инстанционном порядке; в случае вынесения неправосудного решения предусматривалась не отмена решения, а наказание вынесших его лиц: за суд «не по закону» рахинбурги могли быть присуждены к штрафу (титул LVII, § 3).
Наиболее явным доказательством считалась поимка на месте преступления с поличным. Доказательство преступления — так называемая твердая улика (лат. certa probatio) — прикреплялось к преступнику (например, украденная вещь привязывалась вору на спину или на шею). В случае поимки с поличным обвиняемый терял право на предоставление ему срока для явки в суд: потерпевший имел право незамедлительно препроводить его к графу, который связывал его и доставлял в суд. К certa probatio относились и королевские грамоты (титул XIV, § 4). Рабы, обвинённые в преступлениях, подлежали пытке с целью вынуждения признания (титул XL). В случаях, предусмотренных законом или обычаем, ответчику предоставлялась возможность очистить себя от обвинения, дав присягу в своей невиновности; вместе с обвиняемым, как правило, присягали его близкие — соприсяжники, число которых различалось в зависимости от дела — 12 (титул LVIII), 20 (титул XVI, приб. 3), 25 (титул XLII, § 5). Как отмечал М. А. Чельцов-Бебутов, соприсяжники «отнюдь не являлись свидетелями в современном понимании этого термина: их присяга удостоверяла не наличие или отсутствие определённых фактов, связанных с событием преступления, которое рассматривал суд, а только их убеждение в том, что обвиняемый и его присяга достойны доверия».
Салическая правда предусматривает Божий суд — испытание кипятком (так называемое испытание котелком или очищение водой), применявшееся к обвиняемому, который не мог выставить соприсяжников (титул XVI, приб. 3) или «выкупить руку от котелка» (титул LIII). Воду в котле доводили до кипения, бросали туда камень или кольцо, и обвиняемый должен был вытащить камень или кольцо обнаженной рукой. Если через некоторое время рука покрывалась волдырями, то испытуемый признавался виновным. Закон не знает судебного поединка, хотя некоторые исследователи, основываясь на положении титула LVI о «других законных способах» разрешения спора, полагают, что поединок допускался судебной практикой.
Свидетельские показания занимали во франкской системе доказательств одно из последних мест: Салическая правда упоминает о необходимости допросить свидетелей лишь в редких случаях, в частности, по делам о злонамеренной потраве угодий (титул IX, приб. 2), о похищении чужого раба (титул XXXIX). За лжесвидетельство был установлен значительный штраф (титул XLVIII). Помимо так называемых судебных свидетелей существовала группа свидетелей (лат. testes rogati), специально приглашавшихся при совершении определённых актов: заключении сделки (титул XLVII), аффатомии (титул XLVI), вызове в суд (титул I), уплате долга (титул L), удостоверении перед королём, что ответчик пренебрёг явкой в суд или не исполнил решения рахинбургов (титул LVI). Testes rogati специально приглашались в установленном Правдой числе, чтобы подтвердить факт совершения акта в их присутствии. Явка таких свидетелей признавалась обязательной: в случае неявки или нежелания дачи показаний под присягой они подлежали штрафу в 15 солидов (титул XLIX) — столько же, сколько платил лжесвидетель или неявившийся ответчик.

## Комментарии
1. ↑  Капитулярии II и III согласно прежней научной традиции.
2. ↑  Капитулярий IV согласно прежней научной традиции.
3. ↑  Капитулярий I согласно прежней научной традиции.
4. ↑  Капитулярий V согласно прежней научной традиции.
5. ↑  Капитулярий VI согласно прежней научной традиции.
6. ↑  In mallobero (malbergo) — «на судебном заседании», то есть на языке, употребляемом в судебном заседании, на судебном или франкском языке. См.: Салическая Правда // Энциклопедический словарь Брокгауза и Ефрона : в 86 т. (82 т. и 4 доп.). — СПб., 1890—1907.
7. ↑  Капитулярий VII согласно прежней научной традиции.
8. ↑  Первая рукопись обозначена как E11 (а не E10), поскольку десятой считается утраченная рукопись B10. См.: Неусыхин, 1960, с. 400.
9. ↑  Так в русском переводе Н. П. Грацианского. В оригинале puella — «девочка», «девушка».
10. ↑  Так в русском переводе Н. П. Грацианского. В оригинале debitum — «долг».
11. ↑  Так в русском переводе Н. П. Грацианского. В оригинале pignus — «залог».
12. ↑  Правильно по смыслу закона должно быть 62½ солида. См.: Семенов, 1950, с. 58.
13. ↑  Правильно по смыслу закона должно быть 187½ солида. См.: Семенов, 1950, с. 58.